# Irak
Irak o Iraq (en árabe: العراق al-ʿIrāqⓘ), oficialmente la República de Irak (en árabe جمهورية العراق, Ŷumhūriyat Al-‘Irāq; en kurdo کۆماری عێراق, Komarî Êraq), es un país asiático de Oriente Próximo que abarca la mayor parte del noroeste de la cadena montañosa de Zagros, la parte oriental del desierto de Siria y la septentrional del desierto de Arabia. Comparte fronteras con Kuwait y Arabia Saudita al sur, Jordania al oeste, Siria al noroeste, Turquía al norte de Irán al este. Tiene una estrecha franja de costa en el golfo Pérsico. Hay dos grandes ríos: el Tigris y el Éufrates. Estos proporcionan tierras en donde se desarrolla la agricultura, en contraste con el paisaje desértico que abarca la mayor parte de Oriente Próximo.
La historia de Irak se remonta a la antigua Mesopotamia. La región entre los ríos Tigris y Éufrates se identifica como la «cuna de la civilización» y el lugar del nacimiento de la escritura. Durante su historia, Irak ha sido el centro de los imperios sumerio, acadio, asirio, babilónico y abásida, y parte del aqueménida, macedonio, parto, sasánida, omeya, mongol, otomano y británico.
Desde la guerra de Irak de 2003, una coalición multinacional, principalmente estadounidense y británica, invadió el país. El conflicto subsiguiente ha tenido gran trascendencia: el aumento de la violencia civil, política desglose, la eliminación y ejecución del expresidente Sadam Huseín, y a consecuencia de esto, una rampante inestabilidad política, económica y social que luego dio lugar a la guerra civil iraquí entre 2014 y 2017.
El nombre «Irak» proviene del persa antiguo erāq «tierras bajas» y este a su vez de la raíz  'yrg [yurug], adaptación aramea del nombre de la ciudad sumeria Uruk.

## Historia

### Antiguo Irak
La «cuna de la civilización» es el término que se utiliza comúnmente para identificar el área que comprende el Irak moderno, origen de la primera civilización conocida, la civilización sumeria. Esta se originó en el fértil valle regado por los ríos Tigris y Éufrates al sur de Irak, durante el período Calcolítico (período Ubaid). Para finales del cuarto milenio antes de Cristo, en este lugar se encontraron los primeros sistemas de escritura y de historia escrita. La civilización sumeria floreció durante más de 3000 años y fue gradualmente sucedida por el imperio acadio durante el s. XXIV a. C. Después de dos siglos de dominio acadio fue seguido de un renacimiento del Imperio sumerio durante el s. XXI a. C. Una invasión elamita en el año 2004 a. C. trajo la tercera dinastía de Ur a su fin. En el s. XXI a. C., una nueva civilización acadia, Asiria, había subido a la posición dominante en el norte de Irak. Luego, durante el s. XIX a. C. al sur de Irak se formó un Estado amorreo contemporáneo, llamado Babilonia.

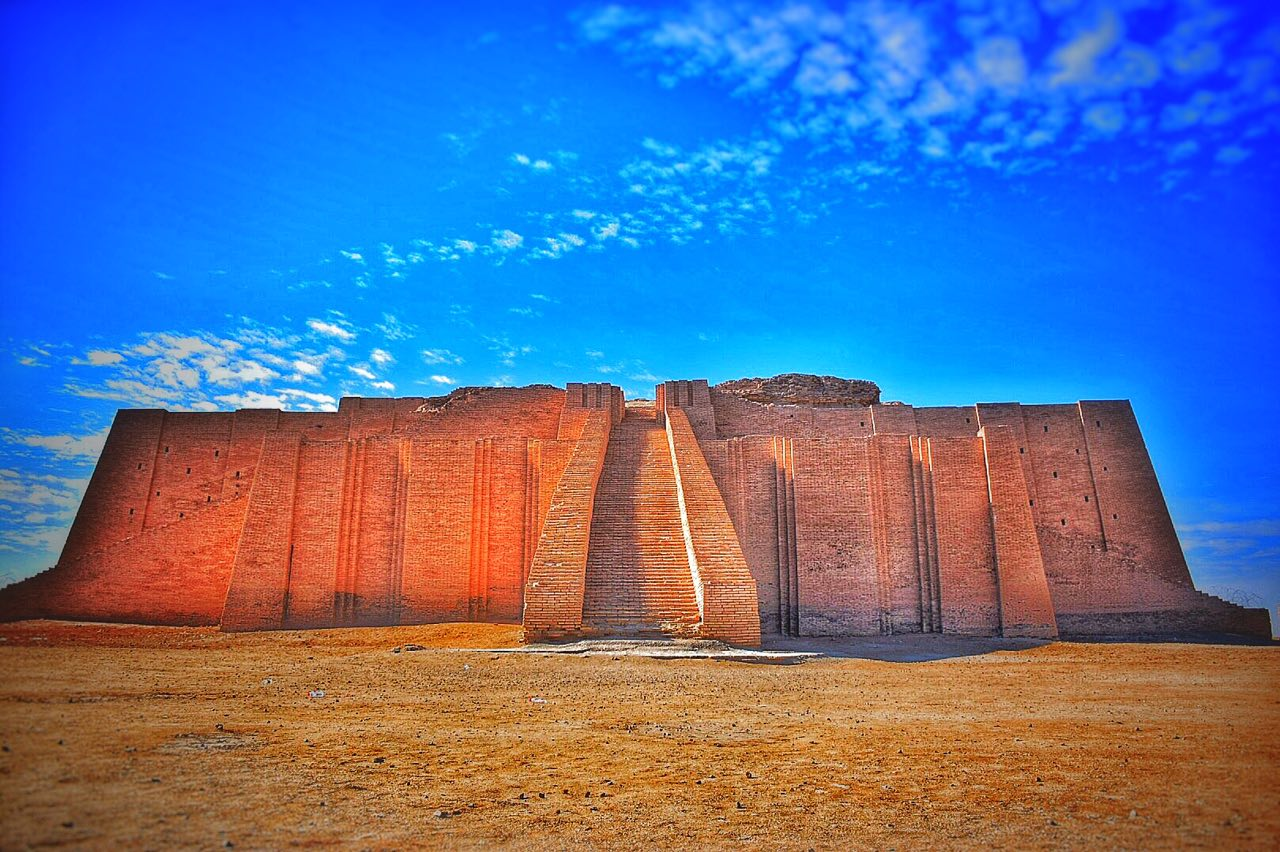
El Zigurat de Ur (c.) se encuentra cerca de Nasiriya, Irak.

Durante los siguientes catorce siglos, Irak se convirtió en el centro del poder mundial, bajo los imperios asirio y babilónico. Entre estos se destacan el Imperio babilónico de Hammurabi y el Imperio asirio de Shamshiadad I entre los siglos XIX y s. XVIII a. C., el Imperio asirio medio entre 1365 y 1076 a. C., el Imperio neoasirio entre 911 y 609 a. C. y el último Imperio babilónico de 620-539 a. C. El Imperio neoasirio, en particular, puso a Irak en el centro de un enorme dominio que se extendía desde el Cáucaso hasta Egipto y Arabia, y desde Chipre a Persia.
En el s. VI a. C., Ciro el Grande de la compañera Persia derrotó al Imperio neobabilónico en la batalla de Opis e Irak quedó incluido en el Imperio aqueménida durante casi dos siglos. A finales del s. IV a. C., Alejandro Magno conquistó la región, poniéndola bajo el dominio helénico seléucida durante más de dos siglos. Los partos (247 a. C.-224 d. C.) de Persia conquistaron la región durante el reinado de Mitrídates I de Partia (entre 171 y 138 a. C.). Desde Siria, los romanos invadieron la parte occidental de la región en varias ocasiones.

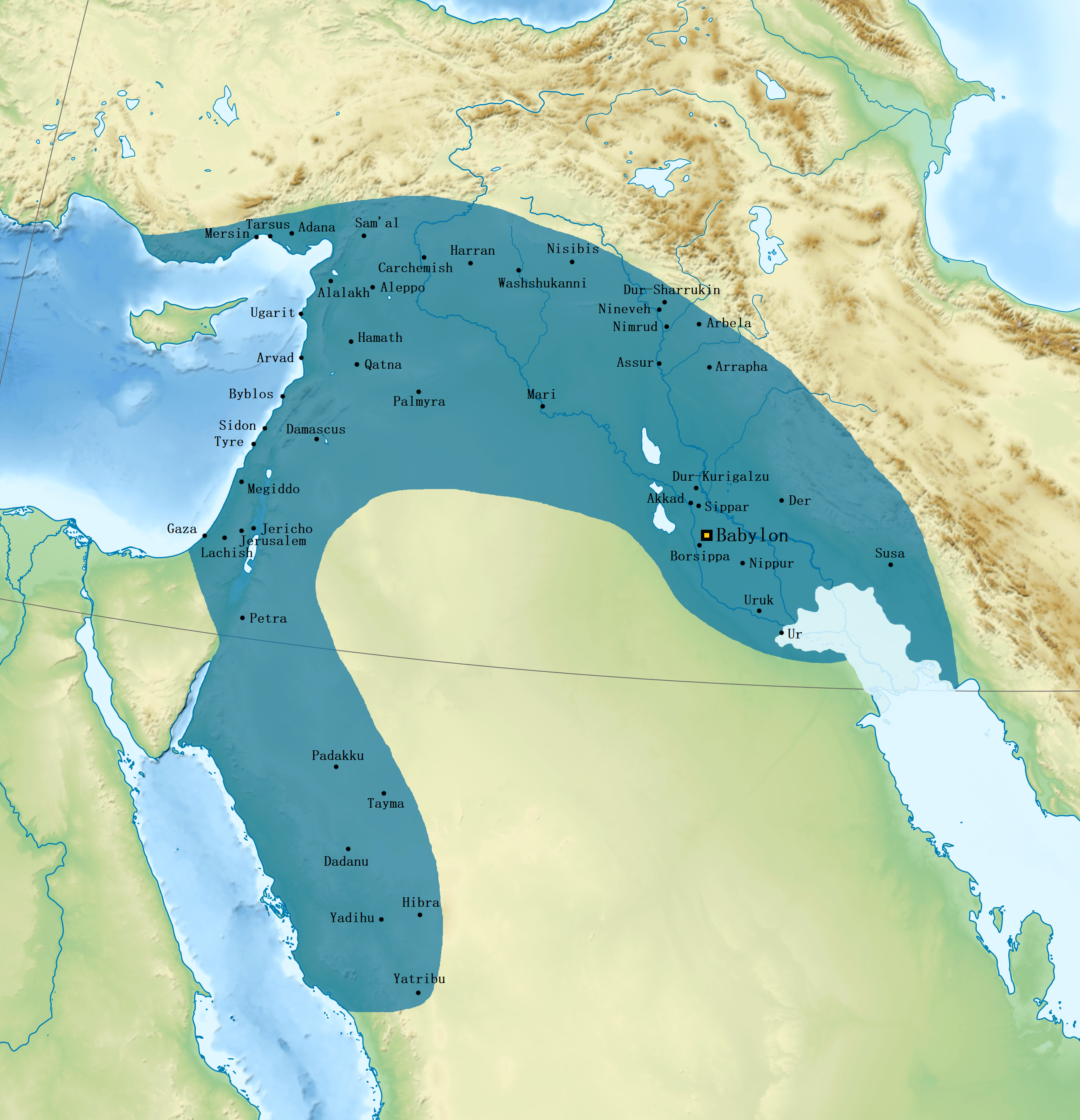
Imperio neobabilónico

El cristianismo comenzó a consolidarse en Irak (sobre todo en Asiria) entre los siglos I y s. III d. C., y Asiria se convirtió en centro de la Iglesia de Oriente.
Los sasánidas de Persia bajo Ardacher I destruyeron el Imperio parto y conquistaron la región en 224 d. C. La región fue provincia del Imperio sasánida durante más de cuatro siglos, hasta la conquista musulmana de Persia, hacia la mitad del siglo VII, tiempo durante el cual se formaron varios Estados indígenas durante la época de los partos, como Adiabene, Osroene y Hatra.

### Edad Media
La conquista árabe islámica a mediados del siglo VII estableció el islam en Irak, lo que trajo consigo una gran afluencia de árabes y kurdos. Bajo el califato de los Rashidun, Alí, quien era primo y yerno del profeta Mahoma, mudó la capital a Kufa, al convertirse en el cuarto califa. El califato omeya gobernó la provincia de Irak en Damasco durante el siglo VII, aunque con el tiempo existió un califato independiente en Córdoba.

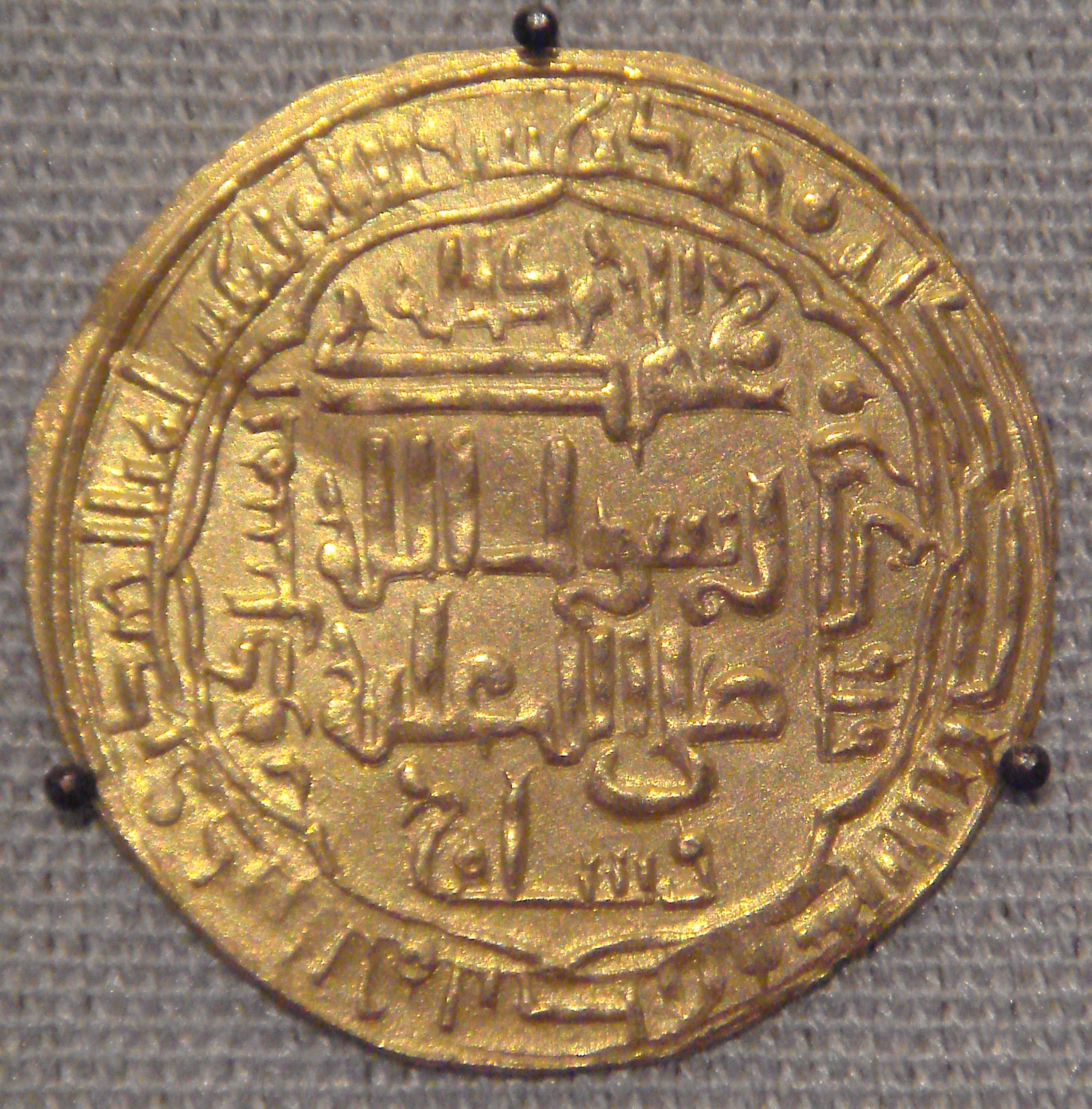
Moneda abasí acuñada en Bagdad en 1244.

El califato abasí construyó la ciudad de Bagdad en el siglo VIII como su capital, y se convirtió en la principal metrópolis del mundo árabe y musulmán durante cinco siglos. Bagdad era la ciudad más grande y multicultural de la Edad Media, llegando a tener una población que excedía el millón de habitantes, y fue centro de aprendizaje durante la edad de oro islámica. Los mongoles destruyeron la ciudad durante el asedio de Bagdad en el siglo XIII.
En 1257, Hulagu Kan preparó un ejército extremadamente grande con el propósito de conquistar Bagdad. Cuando llegaron a la capital islámica, Hulagu exigió la rendición, pero cuando Al-Mustasim –el último califa abasí– se negó, Halagu se enfureció y en consonancia con la estrategia mongol de desalentar la resistencia, Bagdad fue diezmada. Las estimaciones del número de muertos van de 200 000 al millón de personas.
Los mongoles destruyeron el califato abasí y la Casa de la Sabiduría de Bagdad, que contenía un sinnúmero de documentos históricos valiosos. La ciudad nunca recuperó su estatus de centro principal de cultura e influencia mundial. Algunos historiadores creen que la invasión mongol destruyó gran parte del sistema de riego que había sostenido a Mesopotamia durante milenios. Otros historiadores apuntan a la salinización del suelo como culpable de la disminución de la agricultura.
En 1401, el jefe militar de ascendencia mongol Tamerlán invadió Irak. Después de conquistar Bagdad, fueron masacrados más de 20 000 de sus ciudadanos. Tamerlán había ordenado que cada soldado debía volver con dos cabezas humanas cortadas al menos como evidencia para mostrárselas. Algunos guerreros estaban tan asustados que mataron a los prisioneros capturados al principio de la campaña, para asegurarse de tener las cabezas exigidas por Tamerlán. También masacró la población nativa cristiana asiria y dejó completamente desolada la ciudad de Asur.

### Irak otomano

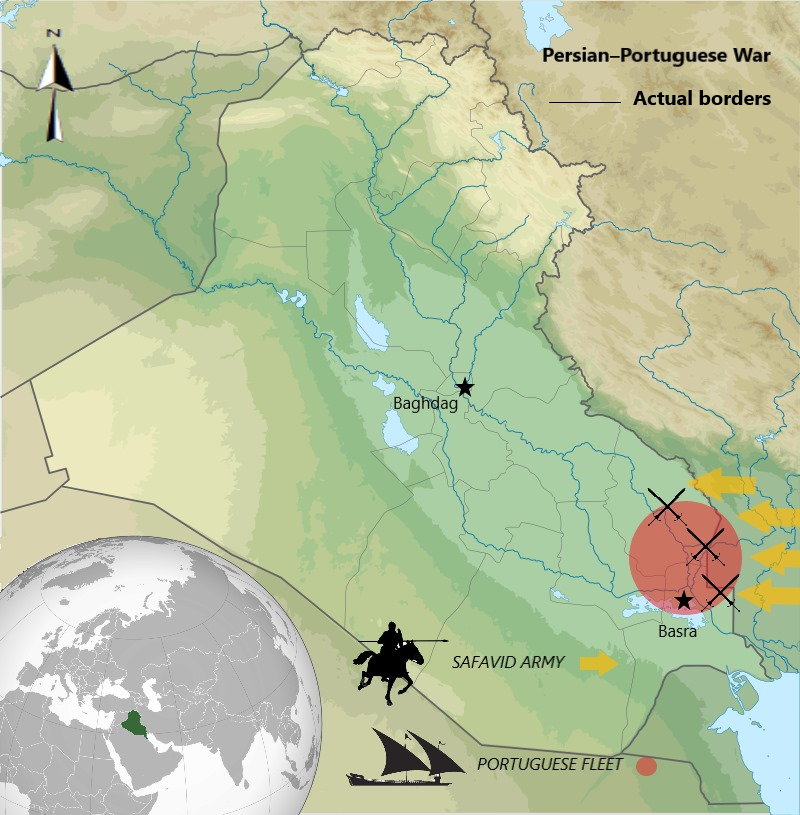
El sur de Irak y el actual Kuwait eran un protectorado portugués.

A finales del siglo XIV y a principios del siglo XV, los Kara Koyunlu, o turcos de ovejas negras, gobernaron el área conocida ahora como Irak. En 1466 los turcomanos de ovejas blancas derrotaron a los Kara Koyunlu y tomaron el control. En el siglo XVI, la mayor parte del territorio de la actual Irak estuvo bajo el dominio del Imperio otomano como el eyalato de Bagdad. A lo largo de la dominación otomana (1533–1918) el territorio de Irak actual era un campo de batalla entre los imperios rivales regionales y las alianzas tribales. La dinastía Safávida de Irán afirmó brevemente su hegemonía sobre Irak durante los períodos de 1508–1533 y 1622–1638.
En el siglo XVII, los frecuentes conflictos con los safávidas habían minado la fortaleza del Imperio Otomano y habían debilitado su control sobre sus provincias. La población nómada creció con la llegada de los beduinos de Néyed procedentes de la península arábiga. Las incursiones beduinas en las zonas pobladas se hicieron imposibles de frenar.

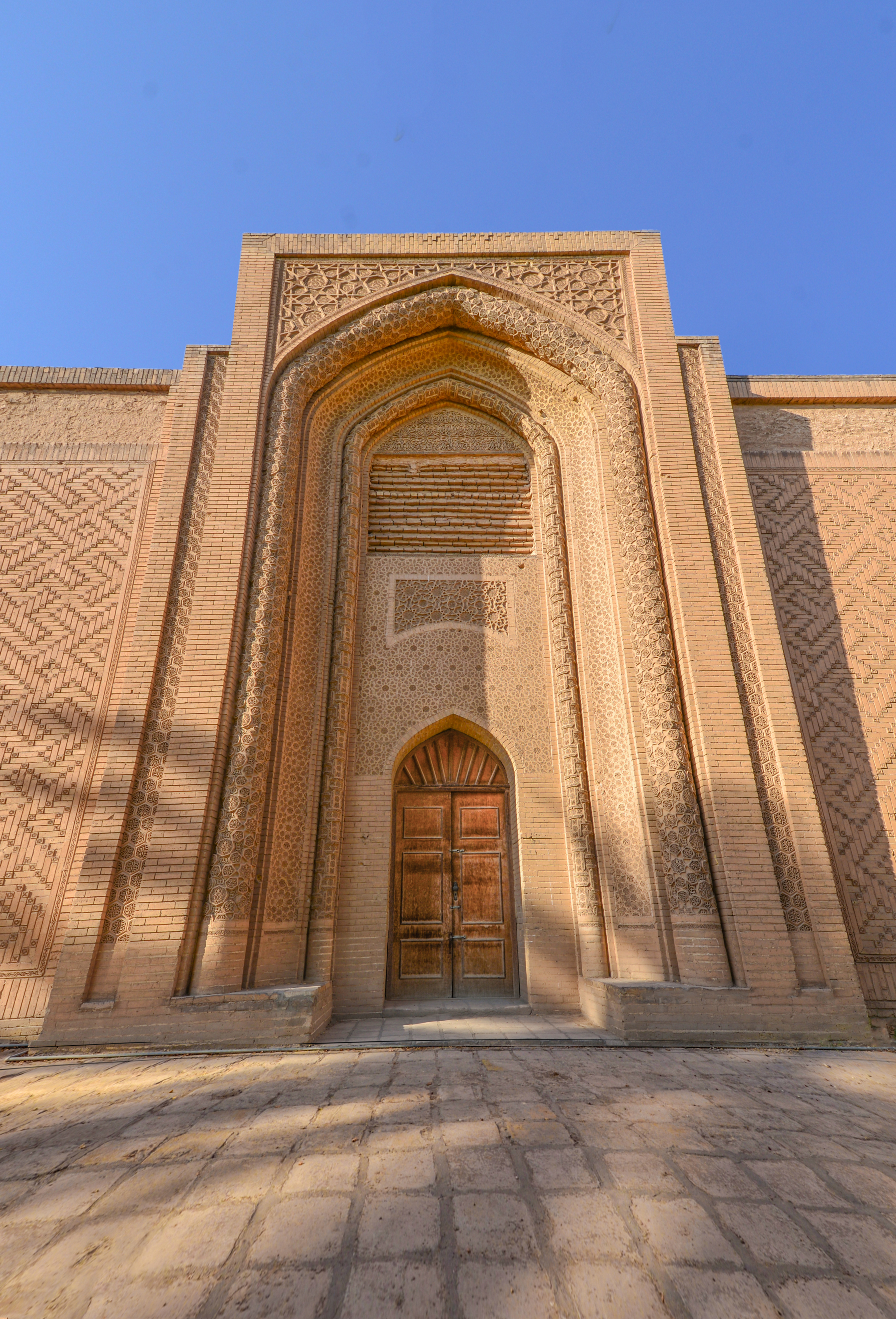
El Palacio Abasí data de aproximadamente 1594, se cree que fue construido por el califa Abasí Al-Nasir

En 1523, los portugueses al mando de António Tenreiro cruzaron de Alepo a Basora. En 1550, el Reino local de Basora y los gobernantes tribales confiaron en los portugueses contra los otomanos, a partir de entonces los portugueses amenazaron varias veces con invocar una invasión y conquista de Basora. Desde 1595, los portugueses actuaron como protectores militares de Basora, y en 1624 ayudaron al otomano Pasha de Basora a repeler una invasión persa. A los portugueses se les concedió una parte de los ingresos aduaneros y la exención de peajes. Aproximadamente desde 1625 hasta 1668, Basora y las marismas del Delta estuvieron en manos de jefes locales independientes de la administración otomana en Bagdad.
Durante los años 1747 y 1831 Irak fue gobernado por la dinastía mameluca de Georgia, lo que logró éxito en la independencia de la Sublime Puerta otomana, reprimió las revueltas tribales, frenó el poder de los jenízaros, restauró el orden e introdujo un programa para la modernización económica y militar. En 1831 los otomanos lograron derrocar al régimen mameluco e impusieron un control estricto sobre Irak. La población iraquí se redujo a menos de cinco millones de habitantes a principios del siglo XX.
Durante la Primera Guerra Mundial, los Otomanos se pusieron del lado de Alemania y las potencias centrales. En la campaña de Mesopotamia contra las potencias centrales, las fuerzas británicas invadieron el país y sufrieron una dura derrota a manos del ejército turco durante el asedio de Kut (1915-1916). Sin embargo, posteriormente los británicos se recuperaron gracias al apoyo de los árabes y asirios locales. En 1916, los británicos y los franceses hicieron un plan para dividirse el Imperio Otomano después de la guerra, en el marco del acuerdo Sykes-Picot. Las fuerzas británicas se reagruparon y tomaron Bagdad en 1917 y derrotaron a los otomanos. El armisticio se firmó en 1918. El Imperio otomano se desvaneció por completo.

### Irak independiente
Irak, una vez separado de los otomanos en 1919 según el Tratado de Sévres, quedó bajo ocupación británica por trece años.

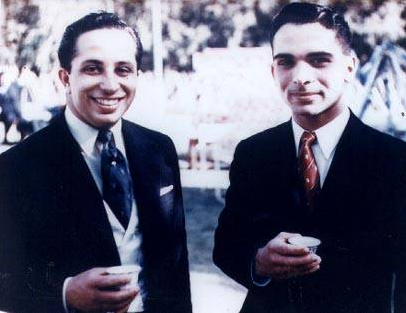
El Rey Faisal II de Irak con el Rey Huséin I de Jordania en 1957

En 1946, grandes huelgas sacudieron a Kirkuk. Los manifestantes denuncian las condiciones de trabajo, pero también la dominación británica sobre la compañía petrolera. Los líderes políticos de los partidos progresistas son encarcelados. En 1948, cuando el gobierno firmó un nuevo tratado de alianza con el Reino Unido, se produjeron manifestaciones masivas. La monarquía pierde el control de las calles por unos días. La ley del estado de emergencia se aplicó inmediatamente y Nouri Said, un veterano de la monarquía que ya había asumido muchas veces el liderazgo del gobierno, regresó al poder e introdujo leyes anticomunistas. El Secretario General del Partido Comunista Iraquí, Youssouf Salman, es ahorcado y los periódicos censurados. A partir de 1954, la pertenencia al Partido Comunista llevó a la pérdida de la nacionalidad.
La inmensa pobreza en el campo está obligando a muchos agricultores a trasladarse a los suburbios urbanos y causando algunas tensiones sociales. En el contexto de la Guerra Fría, el Reino del Irak entró en el Pacto de Bagdad en 1955 y se unió a los Estados Unidos. La alianza del gobierno con los estados occidentales promueve el desarrollo del ejército.

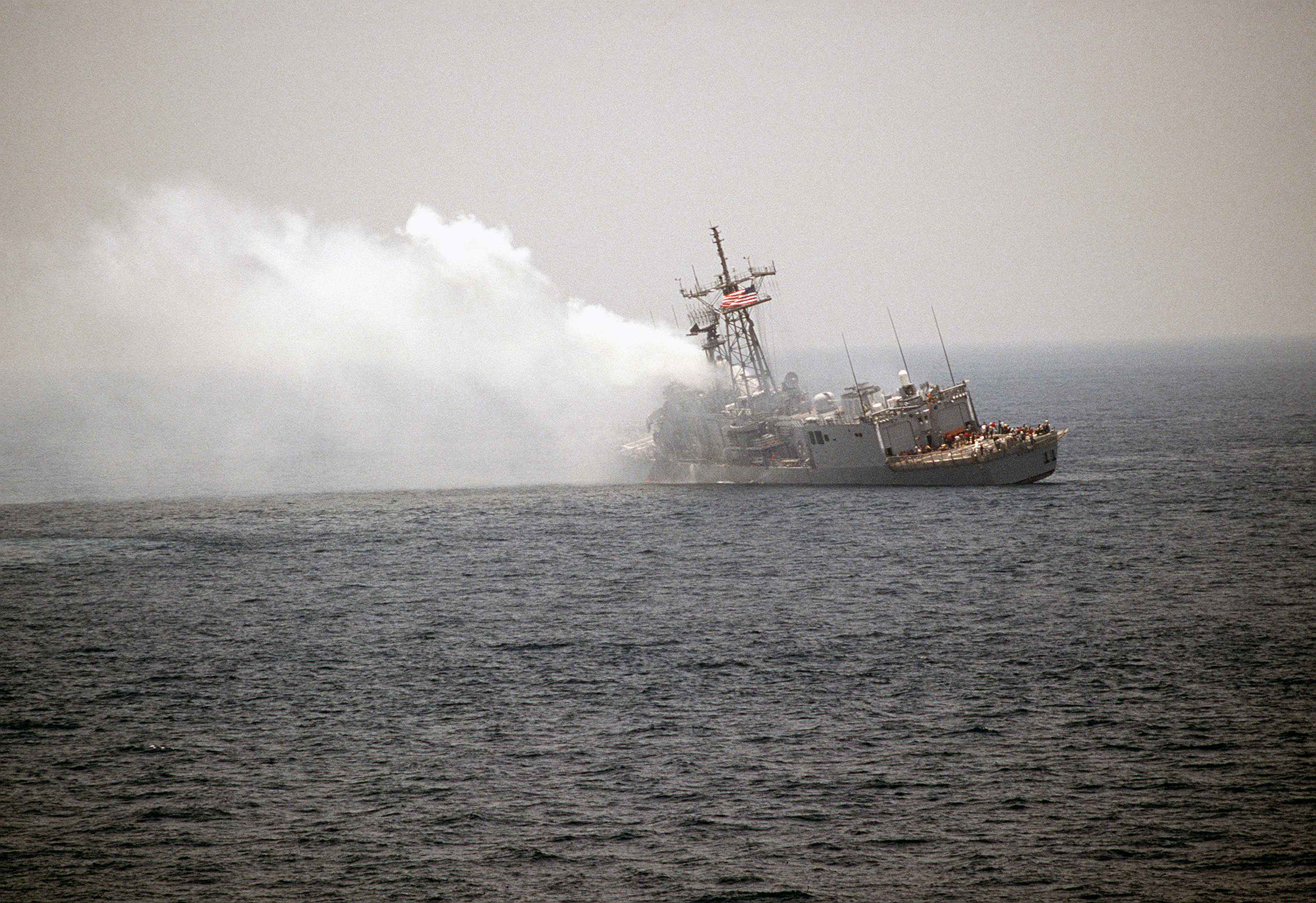
incidente del USS Stark durante la guerra Irán-Irak el 17 de mayo de 1987 en el Golfo Pérsico, cuando un avión iraquí disparó dos misiles Exocet contra la fragata estadounidense USS Stark.Un total de 37 miembros de la Marina de los Estados Unidos murieron

El 14 de julio de 1958, la monarquía hachemita fue derrocada y el general Abdul Karim Qasim tomó el poder en un golpe de Estado. El Comité de Oficiales Libres proclamó la República. El nuevo gobierno, de inspiración nacionalista árabe y socialista cuenta con el apoyo de los exiliados kurdos (cuyo regreso había permitido) y del Partido Comunista. En las semanas siguientes se adoptaron muchas reformas: reforma agraria, ayuda a las familias pobres, planes urbanos, etc.
En 1970 se adoptó una nueva constitución, reforzando particularmente los derechos de las mujeres: se les concedió el derecho a votar y a presentarse a las elecciones, así como el acceso a la educación y a la propiedad.

En 1979 Sadam Huseín asumió un poder absoluto del país y, al año siguiente, lanzó una ofensiva militar contra Irán que dio pie a ocho años de guerra, haciendo que Occidente se volcara en su contra. En el marco de la citada guerra Irán-Irak, Sadam Huseín cometió una serie de matanzas en la región kurda, al norte de Irak, que han sido calificadas por varios países como genocidio. La matanza, conocida como Operación al-Anfal, se saldó con la destrucción de 4500 poblaciones y aldeas, y con el asesinato de alrededor de 180 000 civiles. La campaña de exterminio tuvo lugar entre los años 1986-1989, y en ella se llevaron a cabo ofensivas directas, bombardeos aéreos, destrucción de ciudades, deportaciones, fusilamientos y ataques con armas químicas. La guerra química tuvo episodios como el ataque a Halabja, ciudad que fue bombardeada con gas mostaza, y los gases nerviosos sarín, tabún y VX, provocando 5000 muertos en una noche. Estos ataques eran diseñados por el primo de Sadam, Ali Hassan al-Mayid, conocido como Alí el Químico.

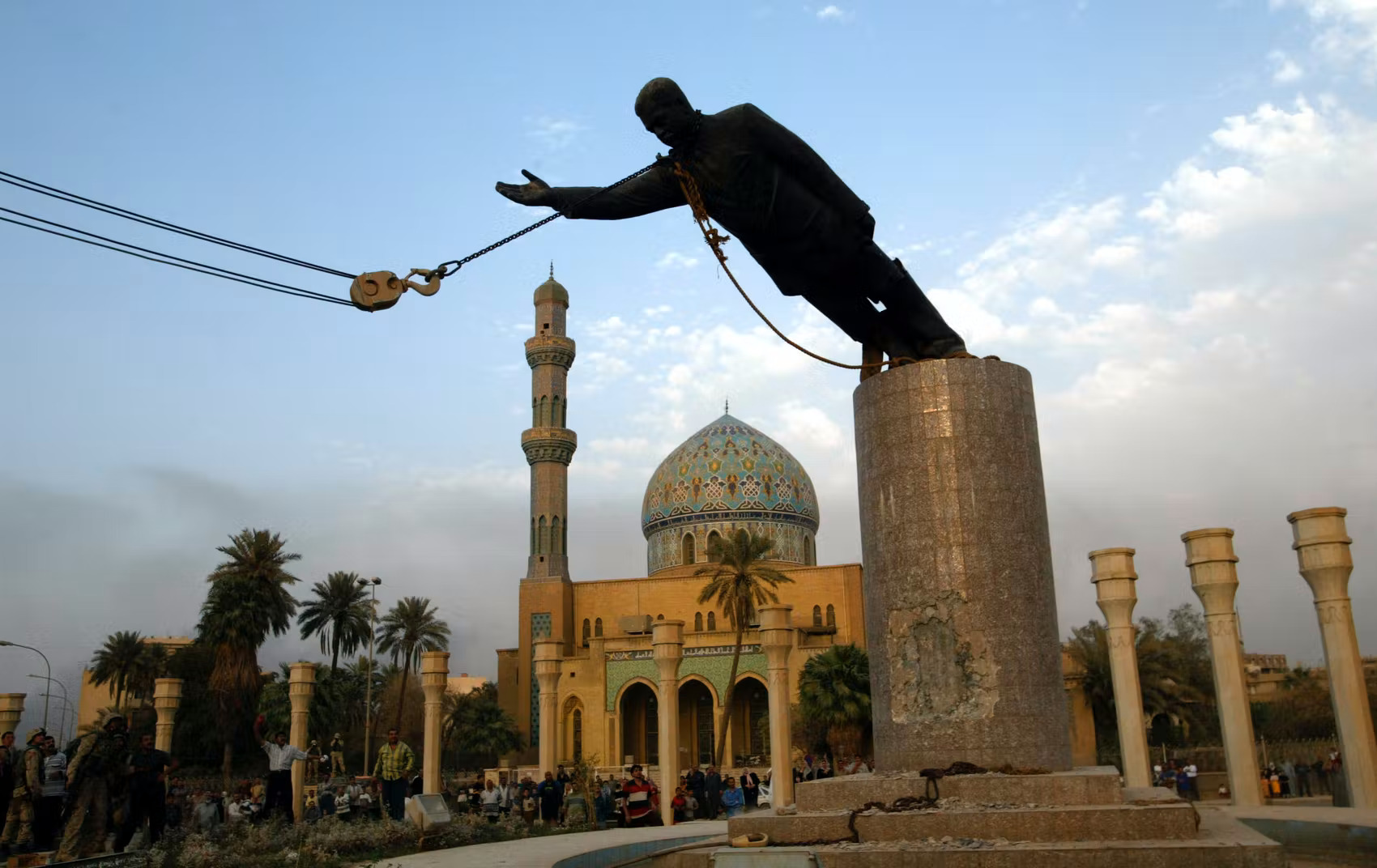
Derribo de la estatua de Sadam Huseín que presidía la plaza Firdos de Bagdad (abril de 2003).

En 1990 tras llegar al fin del conflicto con Irán, se desató el conflicto conocido como la guerra del Golfo. A raíz de discusiones en torno al precio del petróleo, Sadam ordenó una nueva invasión para anexionarse Kuwait. Una coalición de tropas internacionales de 34 países, bajo el liderazgo de los Estados Unidos presididos por George H. W. Bush, lanzan en enero de 1991 la Operación Tormenta del Desierto. Como contraofensiva, Irak bombardeó ciudades de Israel y Arabia con misiles Scud. Finalmente Kuwait fue liberado y su soberanía restituida, aunque Husein continuó en el poder. En 1993, Sadam anunció la entrada de la Campaña de fe en un contexto donde tanto la crisis de sanciones internacionales como el impacto psicológico de las dos guerras del golfo habían cuestionado el liderazgo Baaz. Con esta Campaña Sadam buscaba una legitimidad islámica. A la guerra le sucedió una década de Sanciones a Irak, y conflictos entre el gobierno y las minorías chií y kurda, que eran reprimidas y torturadas, que desencadenó la Operación Zorro del Desierto en 1998.
En 2003, en el contexto internacional surgido tras los atentados del 11 de septiembre de 2001, el gobierno de Estados Unidos y sus aliados acusaron al régimen de Husein de poseer armas químicas y de destrucción masiva como las que utilizó en 1988. Pese a la negación del régimen, el Consejo de Seguridad de la ONU instó a Irak con 3 resoluciones (1441, 1483 y 1511), a que dejara paso a inspectores como Hans Blix. 

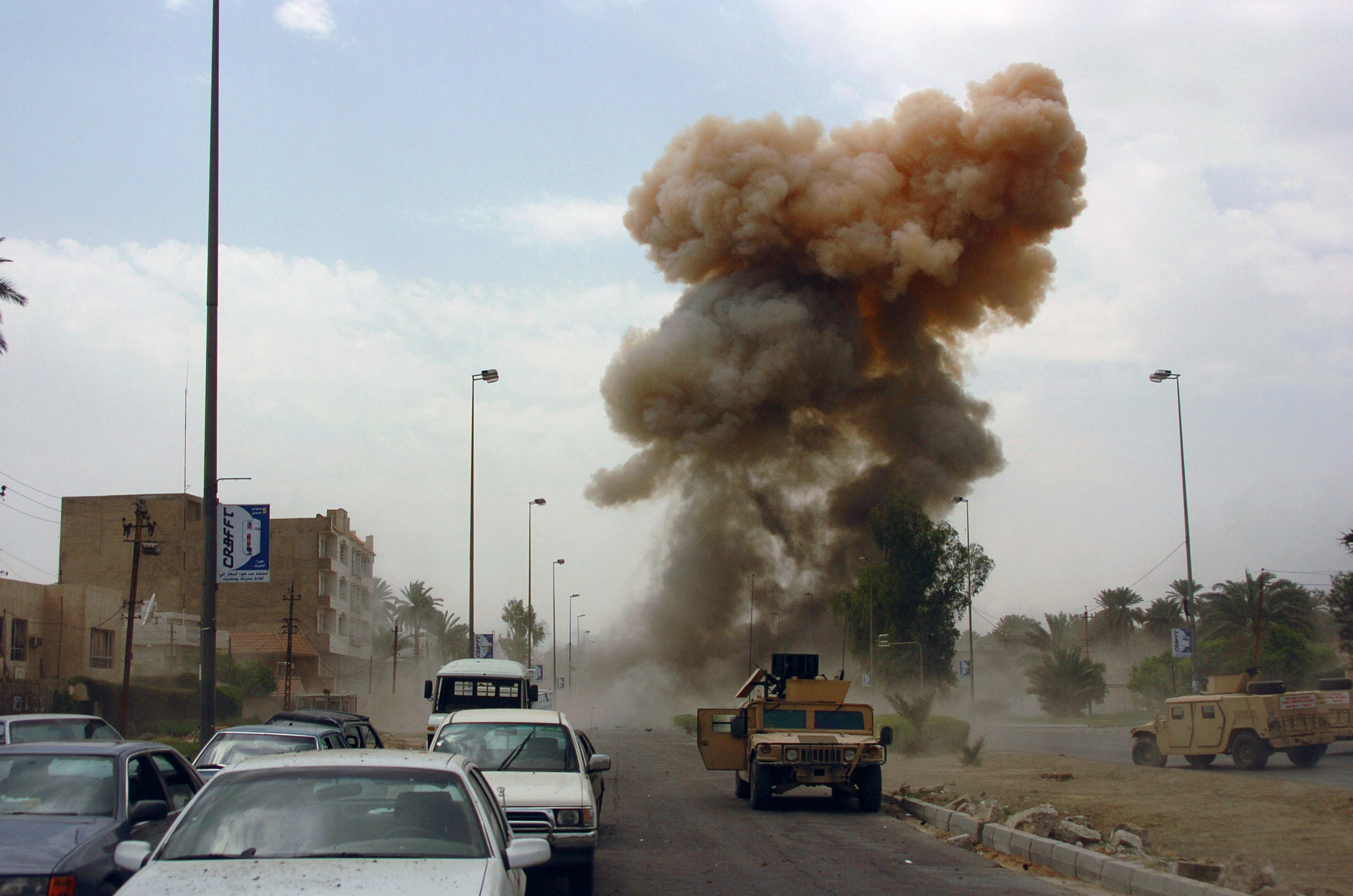
Atentado terrorista con un Carro Bomba en Irak en 2005

Ante los problemas y negativas para llevar a cabo inspecciones, tuvo lugar la Cumbre de las Azores, donde hubo un ultimátum que dio lugar a la guerra de Irak, llevada a cabo por una nueva coalición internacional. El régimen cayó en pocas semanas, y Sadam Huseín fue juzgado y ejecutado en 2006 por un tribunal iraquí. Paralelamente, tuvo lugar una insurgencia que atacaba tanto a las tropas de la coalición, como a facciones suníes, y cometía indiscriminados atentados terroristas contra la población civil. La ocupación finalizó con la retirada de las tropas americanas en 2011.
En 2013, uno de los grupos insurgentes afiliado a Al-Qaeda que participaba en la insurrección contra el gobierno sirio incrementó su dominio hasta proclamar su independencia respecto a la organización transnacional, proclamó el Estado Islámico de Irak y el Levante y anunció una campaña con la intención de conquistar todos los países donde, según la organización, el islam habría sido predominante en algún momento histórico. El 29 de junio de 2014 proclamaron a su cabecilla desde 2010, Abu Bakr al-Baghdadi, como «califa Ibrahim» del Estado Islámico, declarando «suprimidas todas las organizaciones y fronteras», lo que ha sumido a Irak en una nueva situación de guerra que duró hasta el 9 de diciembre de 2017 cuando el Estado Islámico fue expulsado del territorio Iraquí.

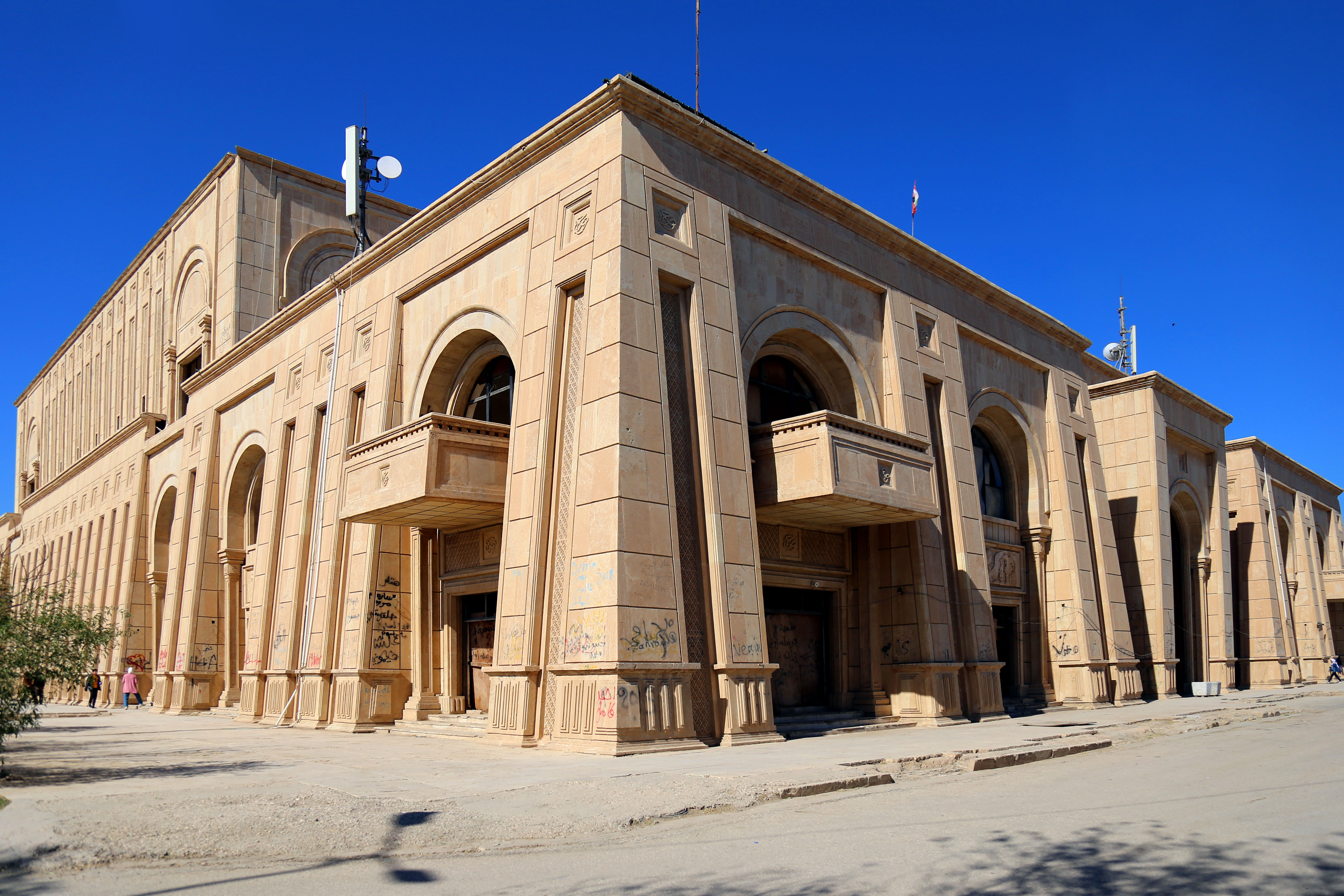
Palacio de Verano de Sadam Huseín en 2022

## Gobierno y política
El 30 de enero de 2005 una Asamblea Nacional Constituyente fue elegida mediante sufragio universal, directo y secreto en unos comicios organizados por el gobierno provisional iraquí instaurado en el país con la transferencia de soberanía del 28 de junio de 2004.
Esta Asamblea aprobó una nueva Constitución Nacional que fue ratificada por el pueblo de Irak en un referéndum (con el 82% de los votos a favor) el 15 de octubre de 2005 (en esta ocasión sí votaron gran parte de los árabes suníes, aunque lo hicieron por el No a la Constitución; mientras que los árabes chiitas y kurdos lo hicieron a favor del texto constitucional).

Según esta nueva Constitución, el régimen político de Irak es una República Parlamentaria Federal. Por esta razón el gobernante del país es el primer ministro; y el presidente representa una figura simbólica de unidad. La Constitución reconoce al islam como fuente prioritaria del Derecho en Irak, imponiendo su supremacía, incluso, a la propia constitución.

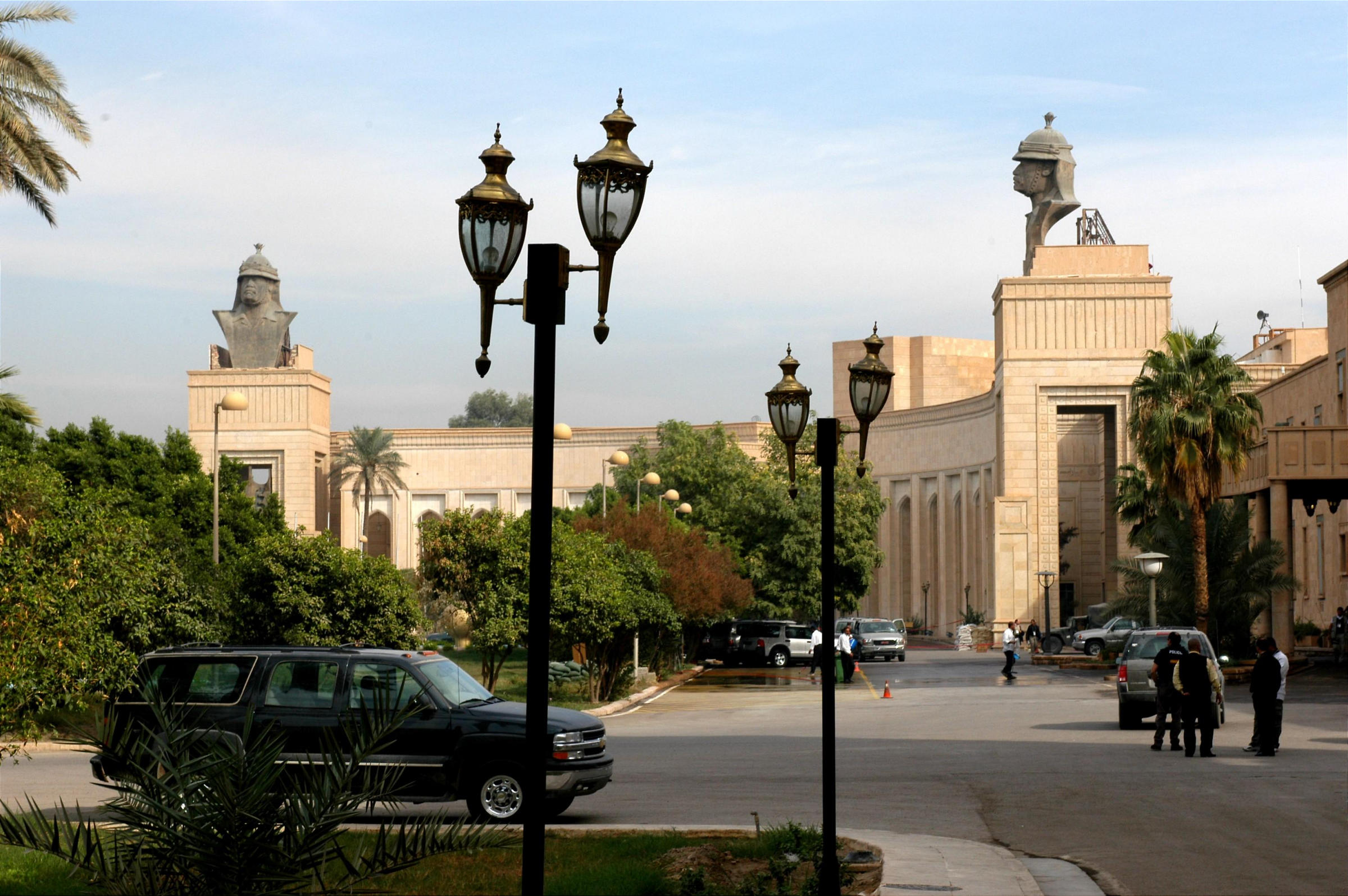
El Palacio Republicano en Bagdad fue construido bajo el mandato del Rey Faisal II ahora es usado para eventos como la Cumbre de la Liga Árabe en 2011

El presidente de la República es elegido por el Consejo de Representantes (Cámara Baja del Parlamento) por una mayoría de al menos dos tercios de los diputados (artículo 68 de la Constitución); pero si ningún candidato obtiene esa mayoría en la primera ronda, los dos más votados competirán en una segunda vuelta donde resultará elegido el que obtenga los votos del mayor número de diputados.
El artículo 74 de la Constitución estipula que el presidente de la República debe asignar la misión de formar un Gabinete al candidato a primer ministro del partido político o coalición política que tenga mayor cantidad de diputados en el Consejo de Representantes. El presidente debe hacer la asignación dentro de los quince días siguientes a la primera reunión de cada nuevo Consejo de Representantes electo.

El candidato a primer ministro tiene un plazo máximo de treinta días desde su asignación por el presidente para nombrar a los ministros de su gabinete y para diseñar su Plataforma Ministerial (su programa de gobierno); y luego deberá presentarse ante el Consejo de Representantes y pedir su apoyo o confianza. Se entenderá que el Consejo de Representantes le ha otorgado su confianza y que por lo tanto el primer ministro y sus ministros han sido elegidos; cuando cada uno de sus ministros sea aprobado o ratificado de forma individual, y cuando su Plataforma Ministerial sea aprobada por la mayoría absoluta del Consejo de Representantes (por lo menos la mitad más uno de los diputados del Consejo). Como el Consejo se compone actualmente de un total de 325 diputados, se requiere el voto favorable de un mínimo de 163 diputados para que un candidato a primer ministro sea elegido o ratificado. En caso contrario, el presidente deberá asignar la formación del Gabinete a otro candidato.

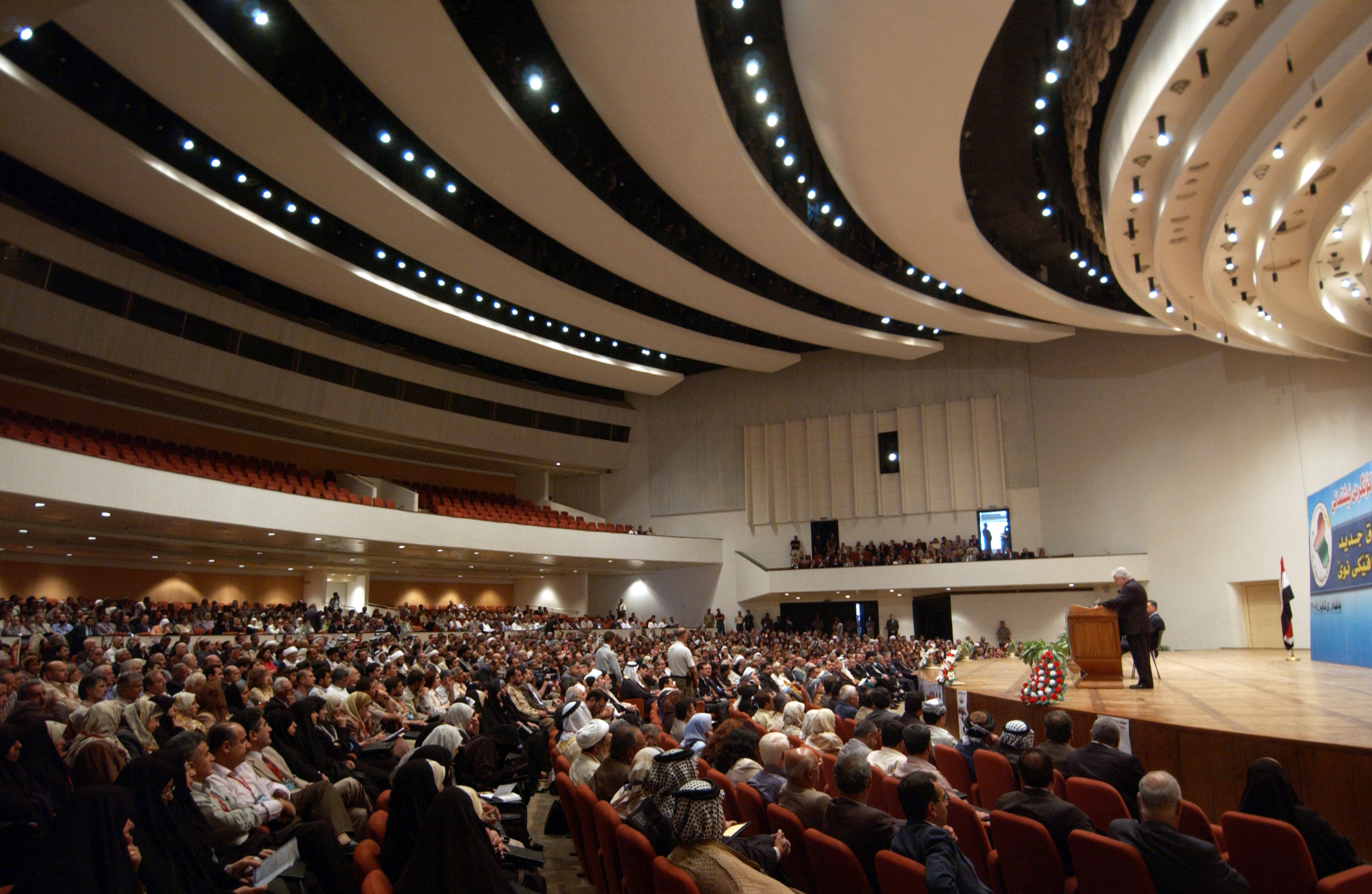
Centro de convenciones de Bagdad, lugar actual de reunión del Consejo de Representantes de Irak.

Por todo esto, cuando los ciudadanos iraquíes eligen a sus diputados al Consejo de Representantes están eligiendo de manera indirecta al presidente de la República, al primer ministro y al resto del Gobierno; y como en toda democracia parlamentaria, el líder de cada partido político o coalición política que presenta una lista de candidatos a diputados se juega en las elecciones legislativas o parlamentarias la posibilidad de ser elegido primer ministro.
El Consejo de Representantes puede destituir al primer ministro y su Gobierno con un voto de censura o no confianza que reúna el apoyo de la misma cantidad de votos necesarios para ratificar al primer ministro (por lo menos la mitad más uno de los diputados).
El primer ministro tiene el poder de nombrar y destituir a todos los ministros del Gobierno; pero para que el nombramiento de un ministro sea válido tiene que ser aprobado por el Consejo de Representantes por mayoría absoluta. Si no se consigue esa mayoría, el primer ministro deberá nombrar a otra persona para el cargo.
El Consejo de Representantes, además de elegir al presidente de la República y al primer ministro, ejerce el Poder Legislativo; y una Corte Suprema ejerce el Poder Judicial.

Debido a su carácter federal, la Constitución permite a las Provincias organizarse en Regiones Autónomas; que disfrutarían de una amplia autonomía del Poder Central. El hecho de que la Constitución estipule que estas regiones se queden con una gran parte de las ganancias de las riquezas petroleras disponibles en sus respectivos territorios, es una de las causas de la fuerte oposición suníta a la Constitución (porque los árabes suníes viven en las regiones donde hay menos petróleo, mientras chiitas y kurdos viven en las que tienen más recursos petrolíferos).

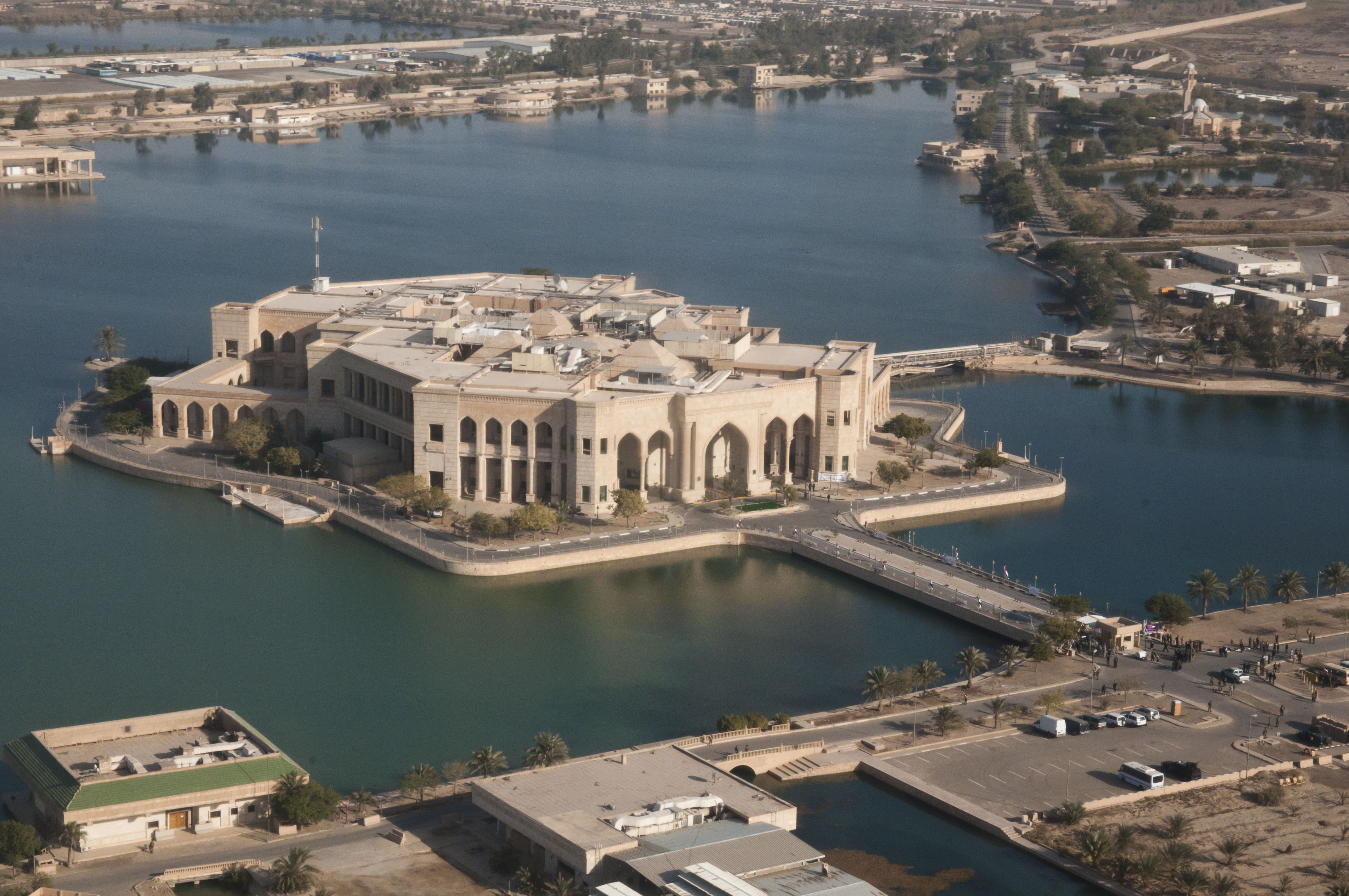
El Palacio de Al-Faw fue comisionado por Sadam Husein en la década de 1990 para conmemorar la reconquista de la península de Al-Faw por las fuerzas iraquíes durante la guerra Irán-Irak. ahora es una Universidad privada.

Desde 1992, el Gobierno Regional de Kurdistán (KRG) se ha basado en Erbil. El KRG tiene un Parlamento, elegido por votación popular, llamado Asamblea Nacional del Kurdistán iraquí, y un gabinete integrado por el PDK, el UPK y sus aliados (Partido Comunista Iraquí, el Partido Socialista de Kurdistán, etc.) Estructural y, oficialmente, las dos partes muestran pocas diferencias entre sí. Al igual que sus organizaciones internacionales que son similares y ambos tienen una estructura similar de autoridad. Los kurdos ya tenían su Región Autónoma antes de la aprobación de la Constitución, y por eso la misma les reconoce un «estatus especial» con mayor autogobierno. Los kurdos eligen en elecciones presidenciales regionales directas al presidente de la Región Autónoma del Kurdistán (nombre de su región autónoma); también eligen a un Parlamento Regional.
La Constitución estipula que el futuro Parlamento debe aprobar una ley para crear y organizar el Consejo de la Unión; este Consejo estará formado por representantes de las autoridades de las Regiones y Provincias, y será una especie de Cámara Alta del Parlamento (Senado). Pero sus funciones serán muy limitadas, sobre todo examinar las funciones y poderes de las Regiones y Provincias; no podrá participar en la elección del presidente y el primer ministro federales porque esta es una atribución exclusiva del Consejo de Representantes.

### Elecciones
Las primeras elecciones parlamentarias bajo la nueva Constitución se celebraron el 15 de diciembre de 2005; en ellas la Alianza Unida Iraquí (coalición de partidos confesionales chiitas) ganó la mayoría en el Consejo de Representantes del nuevo Parlamento.

El 22 de abril de 2006 el presidente Yalal Talabani asignó la labor de formar Gabinete a Nuri al Maliki, candidato a primer ministro de Irak de la Alianza Unida Iraquí. Maliki reemplazaba al anterior primer ministro Ibrahim Al Yafari. Al igual que era Yafari, Maliki es un veterano líder del Partido Islámico Dawa (un partido político confesional chiita); dicho partido pertenece a la Alianza Unida Iraquí, que llegó al poder por primera vez el 7 de abril de 2005 después de ganar las elecciones para la Asamblea Constituyente. El 20 de mayo de 2006 el Consejo de Representantes le otorgó su confianza a Maliki, eligiéndolo así primer ministro.

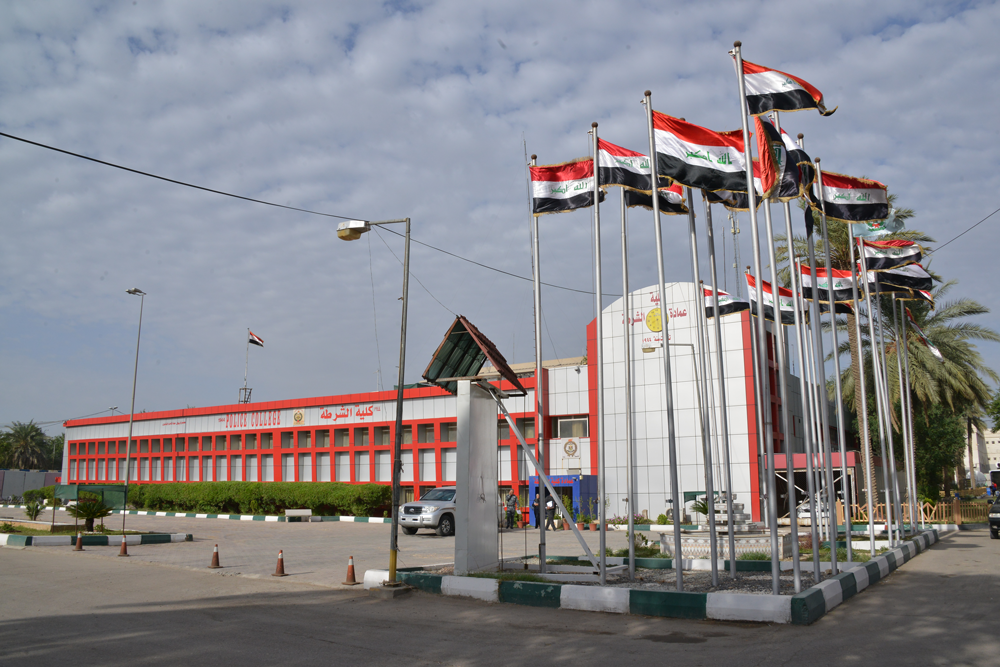
Academia de la Policía de Irak

El presidente de la República Yalal Talabani es líder del partido Unión Patriótica del Kurdistán (organización nacionalista moderada kurda); Talabani está en el cargo desde que la Asamblea Constituyente lo eligió el 6 de abril de 2005, y fue reelecto para el cargo por el nuevo Parlamento permanente. La oposición pacífica y legal de los suníes al Gobierno está encabezada por el Partido Islámico Iraquí.
El 7 de marzo de 2010 se celebraron elecciones parlamentarias (las segundas bajo la nueva Constitución), en las que se elegía indirectamente el próximo Gobierno. El escrutinio oficial de las elecciones demoró casi tres semanas. Durante ese tiempo la Coalición del Estado de Derecho del primer ministro Nuri al Maliki estuvo varias veces de primera en el conteo parcial de los votos a nivel nacional, aunque otras veces bajaba al segundo lugar; cuando finalmente la Comisión Electoral anunció los resultados oficiales definitivos de las elecciones, el 26 de marzo de 2010, la coalición de Maliki quedó en segundo lugar detrás de la coalición del ex primer ministro Iyad Allawi que resultó ganadora por un estrecho margen (la lista de Allawi apenas obtuvo dos diputados y 11.346 votos más que la lista de Maliki).
En concreto, la lista de Allawi obtuvo 2 631 388 votos populares, equivalentes al 25,87 % del total de los sufragios, y 91 diputados en el Consejo de Representantes de Irak; la lista de Maliki obtuvo 2 620 042 votos, que representan el 25,76 % de los sufragios, y 89 diputados. La Alianza Nacional (la otra coalición confesional chiita) consiguió 1 976 412 sufragios, equivalentes al 19,43 % de los votos, y 70 diputados; la coalición de los partidos nacionalistas kurdos obtuvo 1 553 667 votos populares, que representan el 15,27 % de los sufragios, y 43 diputados. Los 32 diputados restantes fueron para fuerzas minoritarias que sumaron en su conjunto poco más del 13 % de los votos. Maliki triunfó en casi todas las provincias chiitas (incluyendo todas las del sur del país) y en la multiétnica y multireligiosa provincia de Bagdad (en esta última por estrecho margen); pero Allawi triunfó en todas las provincias suníes y la división del voto chiita en dos grupos enfrentados le permitió superar a Maliki por estrecho margen a nivel nacional.
Sin embargo, Maliki no aceptó su derrota y anunció que impugnaría los resultados; además Maliki consiguió un dictamen de la Corte Suprema de Justicia que favoreció su pretensión de quedarse en el poder al permitir que un nuevo bloque parlamentario producto de una eventual fusión de la coalición de Maliki con la otra coalición confesional chiita obtuviera el derecho de que a su líder se le asignara la misión de formar un gobierno como primer ministro. Maliki siguió insistiendo en mantener el poder y ser reelegido por el Parlamento, lo que sumió al país en la incertidumbre sobre quien encabezaría el próximo gobierno y dirigiría los destinos de la nación los siguientes cuatro años.

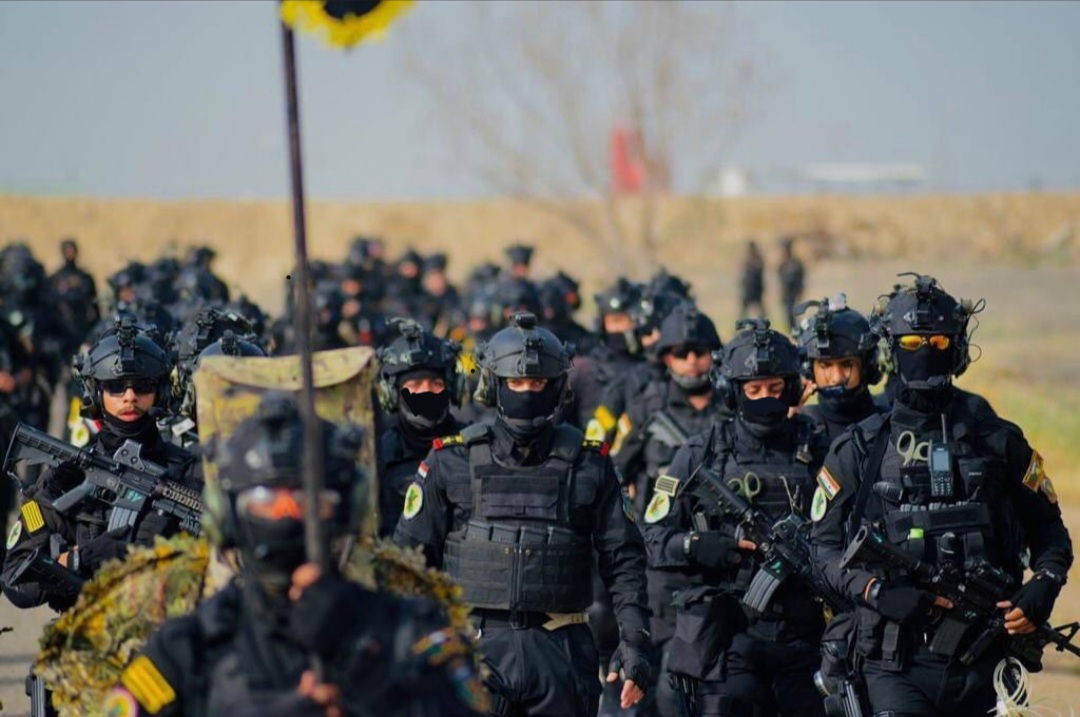
Fuerzas Iraquíes de Operaciones Especiales

El 1 de junio de 2010 el Tribunal Supremo de Irak confirmó los resultados de las elecciones parlamentarias poniendo fin así a los reclamos de fraude electoral de cualquiera de las partes; pero la incertidumbre sobre quien sería primer ministro continuaba porque ya para entonces Maliki había formado un nuevo bloque parlamentario al unir su coalición con la Alianza Nacional (formada por los otros partidos confesionales chiitas) y entre todos suman 159 diputados, por lo que él reclamaba que se le asignara la labor de formar gobierno en perjuicio de Allawi que a su vez insistía en tener ese derecho.
El 14 de junio de 2010, más de tres meses después de las elecciones parlamentarias, se celebró la sesión inaugural del nuevo Parlamento (solo para juramentar a los diputados electos); mientras la incertidumbre sobre la formación del gobierno continuaba.
El 7 de septiembre de 2010 hubo una jornada de protestas pacíficas en varias ciudades del país para manifestar el descontento de muchos ciudadanos por el estancamiento del proceso político, ya que seis meses después de las elecciones parlamentarias las diferentes fuerzas políticas no habían logrado llegar a un acuerdo para conformar una mayoría parlamentaria y elegir un nuevo gobierno; aunque las protestas no tuvieron una asistencia masiva o multitudinaria, reflejaban el creciente descontento popular con los políticos que «se están peleando por la silla del primer ministro», incluido Maliki que mantenía su aspiración a la reelección.
El 24 de octubre de 2010 el Tribunal Supremo Federal de Irak declaró inconstitucional la decisión del nuevo Parlamento de mantener en suspenso de forma indefinida su primera sesión iniciada el 14 de junio, dándola así por terminada; y le ordenó por tanto al Parlamento que procediera sin más dilaciones a elegir al nuevo presidente y al nuevo primer ministro del país. Con esta decisión se esperaba que los dirigentes políticos se vieran obligados a acelerar la solución a la crisis política causada por las elecciones y definitivamente decidieran entre reelegir a Maliki o elegir a cualquiera de los otros candidatos al cargo.

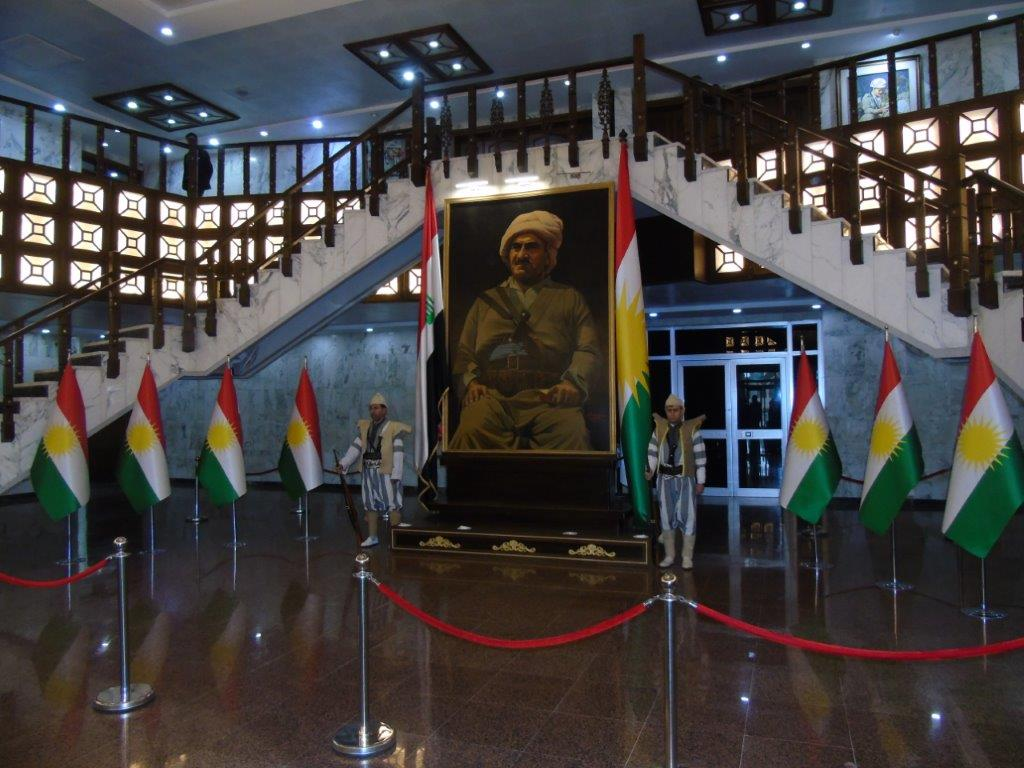
Entrada al Parlamento del Kurdistán Iraquí

El 7 de noviembre de 2010 se anunció un acuerdo entre los principales partidos políticos iraquíes para reelegir primer ministro a Nuri al Maliki (y además para reelegir también al presidente Talabani); un acuerdo que se pondría en marcha a partir de la próxima sesión del Parlamento. Con ello Maliki había logrado su objetivo reeleccionista y se ponía fin a la incertidumbre postelectoral. El 11 de noviembre el acuerdo fue ratificado en una reunión cumbre de los líderes políticos, y se comenzó a poner en marcha con la elección del presidente del Parlamento. El mismo día Talabani fue reelegido presidente de la República por el Parlamento, y su primer acto fue anunciar que encargaría a Nuri al Maliki la formación del nuevo gobierno; al día siguiente Maliki comenzó a negociar la formación del Gabinete.
Sin embargo, Talabani no encargó formalmente a Maliki la tarea de formar gobierno cumpliendo con todos los requisitos constitucionales sino hasta el día 25 de noviembre; fue por lo tanto a partir de ese día que Maliki quedó encargado de formar gobierno y que se empezaron a computar los treinta días de plazo máximo que le otorga la Constitución para cumplir con el encargo y solicitar la confianza del Parlamento.
El 20 de diciembre Maliki anunció la lista casi definitiva de los miembros de su nuevo gobierno; solo faltaban los nombres de los ministros del área de seguridad (Defensa e Interior principalmente) en los que no se había alcanzado aún consenso entre las fuerzas políticas, por lo que Maliki asumía temporalmente esos cargos aparte del de primer ministro hasta que se llegue a un acuerdo. Se esperaba que el nuevo gobierno fuera aprobado por el Parlamento al día siguiente, o en unos pocos días más como máximo. El anuncio de los miembros del gobierno causó en los analistas y medios de comunicación la sensación de que Maliki se refuerza como «el auténtico hombre fuerte del nuevo Irak», para preocupación de sus opositores que temen que su acumulación de poder personal pueda llevar a una nueva dictadura.
El 21 de diciembre de 2010 el Consejo de Representantes de Irak (Parlamento iraquí) finalmente aprobó o ratificó a Nuri al Maliki como primer ministro y a los ministros del nuevo gobierno designados hasta ahora (faltan por nombrar algunos), y dio su visto bueno al programa de gobierno. Con ello Maliki finalmente obtuvo la reelección e inició su segundo mandato como jefe de Gobierno y gobernante del país.

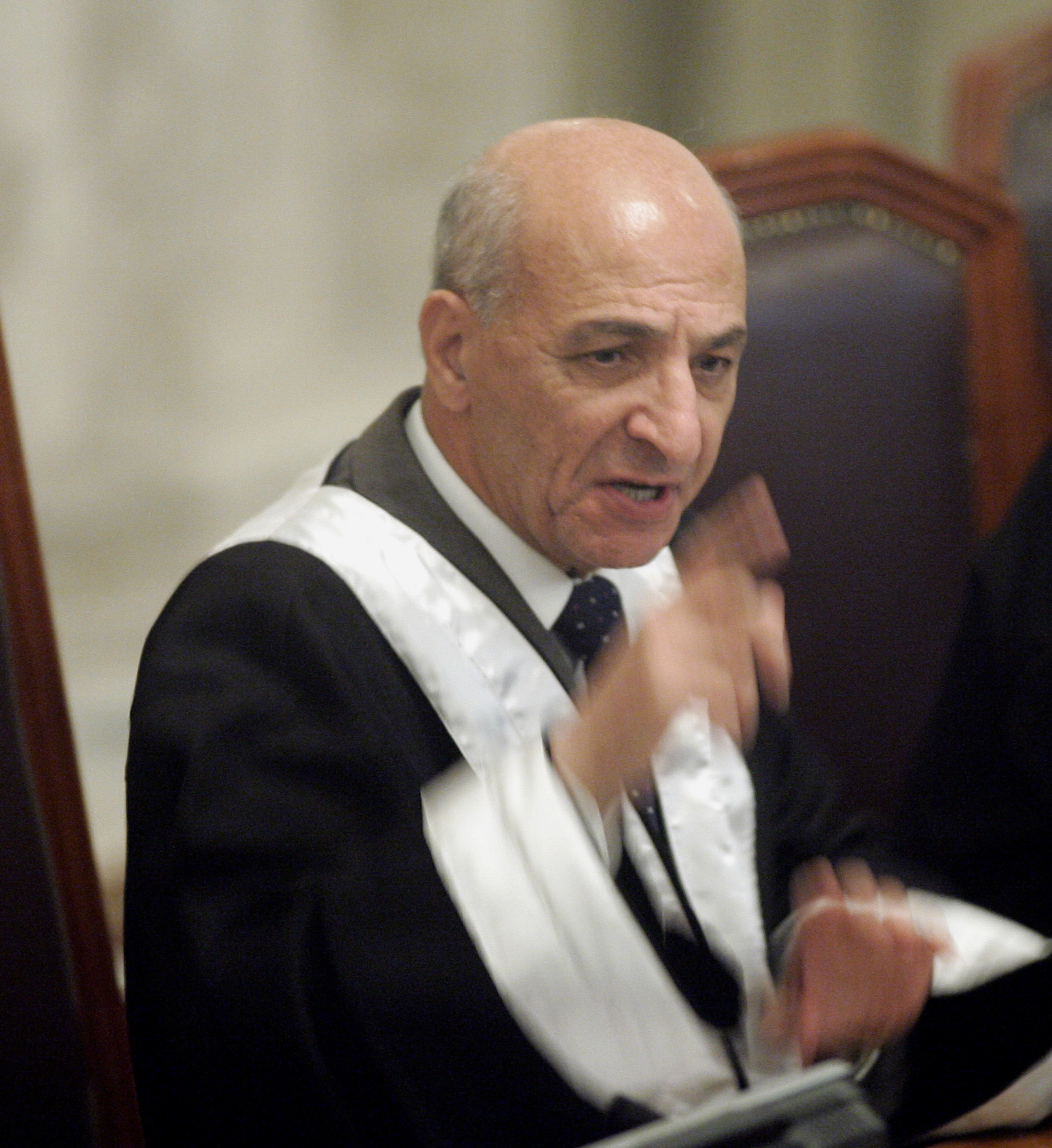
Juez Rouf, del Alto Tribunal iraquí en 2006

### Poder Judicial
El Tribunal Supremo Federal de Irak (TFS) (árabe: المحكمة الاتحادية العليا, Al-Mahkamah al-Ittihādiyah al-'Ulyā; kurdo: دادگای باڵای فێدراڵیی) es el órgano judicial independiente de Irak que interpreta la Constitución y determina la constitucionalidad de leyes y reglamentos. Actúa como tribunal final de apelación, dirime los litigios entre el gobierno federal y las regiones y gobernaciones, los municipios y las administraciones locales, y resuelve las acusaciones dirigidas contra el presidente, el primer ministro y los ministros. También ratifica los resultados definitivos de las elecciones generales al Consejo de Representantes. Compuesto por nueve jueces; cinco chiíes, dos suníes y dos kurdos.
Cuando la coalición liderada por Estados Unidos creó el Tribunal Supremo Federal (CSF) en 2003, se pretendía que sirviera como máxima línea de defensa del Estado de derecho en el Irak posterior a Saddam. Dos años después -justo antes de que se aprobara la nueva Constitución- se aprobó la Ley del Tribunal Supremo Federal (Ley n.º 30), que otorgaba al CSF amplios poderes para determinar la constitucionalidad de los actos legislativos y normativos, arbitrar disputas entre Bagdad y las gobernaciones, validar los resultados de las elecciones parlamentarias y afirmar su jurisdicción exclusiva sobre los procesos contra las máximas autoridades del gobierno. 
También se otorgaron al tribunal varias garantías de independencia, incluso a nivel administrativo y financiero. El artículo 92 de la Constitución de 2005 ordenaba al Parlamento iraquí aprobar una ley por supermayoría (2/3 del Consejo de Representantes) para definir el estatus del tribunal. En 2021, tras una serie de intentos fallidos de alcanzar un compromiso entre los partidos políticos iraquíes (incluidos los kurdos), el Consejo de Representantes aprobó una ley (n.º 25 de 2021) que modificaba la anterior ley que definía el CSF (n.º 30 de 2005), sin la supermayoría requerida.

### Derechos humanos
En materia de derechos humanos, respecto a la pertenencia a los siete organismos de la Carta Internacional de Derechos Humanos, que incluyen al Comité de Derechos Humanos (HRC), Irak ha firmado o ratificado:
| Irak | Tratados internacionales | Tratados internacionales | Tratados internacionales | Tratados internacionales  | Tratados internacionales  | Tratados internacionales | Tratados internacionales | Tratados internacionales                                                                                                  | Tratados internacionales  | Tratados internacionales  | Tratados internacionales | Tratados internacionales                                                                                                  | Tratados internacionales  | Tratados internacionales  | Tratados internacionales | Tratados internacionales  | Tratados internacionales  | Tratados internacionales  |
| --- | ------------------------ | ------------------------ | ------------------------ | ------------------------- | ------------------------- | ------------------------ | ------------------------ | --- | ------------------------- | ------------------------- | ------------------------ | --- | ------------------------- | ------------------------- | ------------------------ | ------------------------- | ------------------------- | ------------------------- |
| Irak | CESCR                    | CESCR                    | CCPR                     | CCPR                      | CCPR                      | CERD                     | CED                      | CEDAW | CEDAW                     | CAT                       | CAT                      | CRC | CRC                       | CRC                       | CRC                      | MWC                       | CRPD                      | CRPD                      |
| Irak | CESCR                    | CESCR-OP                 | CCPR                     | CCPR-OP1                  | CCPR-OP2-DP               | CERD                     | CED                      | CEDAW | CEDAW-OP                  | CAT                       | CAT-OP                   | CRC | CRC-OP-AC                 | CRC-OP-SC                 | CRC-OP-CP                | MWC                       | CRPD                      | CRPD-OP                   |
| Pertenencia | Firmado y ratificado.    | Sin información.         | Firmado y ratificado.    | Ni firmado ni ratificado. | Ni firmado ni ratificado. | Firmado y ratificado.    | Sin información.         | Irak ha reconocido la competencia de recibir y procesar comunicaciones individuales por parte de los órganos competentes. | Ni firmado ni ratificado. | Ni firmado ni ratificado. | Sin información.         | Irak ha reconocido la competencia de recibir y procesar comunicaciones individuales por parte de los órganos competentes. | Ni firmado ni ratificado. | Ni firmado ni ratificado. | Sin información.         | Ni firmado ni ratificado. | Ni firmado ni ratificado. | Ni firmado ni ratificado. |
| Firmado y ratificado, firmado, pero no ratificado, ni firmado ni ratificado, sin información, ha accedido a firmar y ratificar el órgano en cuestión, pero también reconoce la competencia de recibir y procesar comunicaciones individuales por parte de los órganos competentes. |                          |                          |                          |                           |                           |                          |                          | |                           |                           |                          | |                           |                           |                          |                           |                           |                           |

## Organización territorial
Irak está dividido en 18 gobernaciones (muhafazat, singular: muhafaza):
| 1. Bagdad (بغداد) 2. Saladino (صلاح الدين) 3. Diala (ديالى) 4. Wasit (واسط) 5. Mesena (ميسان) 6. Basora (البصرة) 7. Di Car (ذي قار) 8. Mutana (المثنى) 9. Cadisia (القادسية) | 1. Babilonia (بابل) 2. Kerbala (كربلاء) 3. Nayaf (النجف) 4. Ambar (الأنبار) 5. Nínive (نينوى) 6. Dahuk (دهوك / Dihok) 7. Erbil (أربيل / Hawler) 8. Kirkuk (كركوك / Kerkûk) 9. Solimania (السليمانية / Silêmanî) | Provincias de Irak | Mapa de Irak |

Adicionalmente tres gobernaciones del norte conforman la región autónoma kurda o Kurdistán iraquí región que goza de una amplia autonomía que le permite tener su propio parlamento, presidente, primer ministro y constitución.

## Geografía

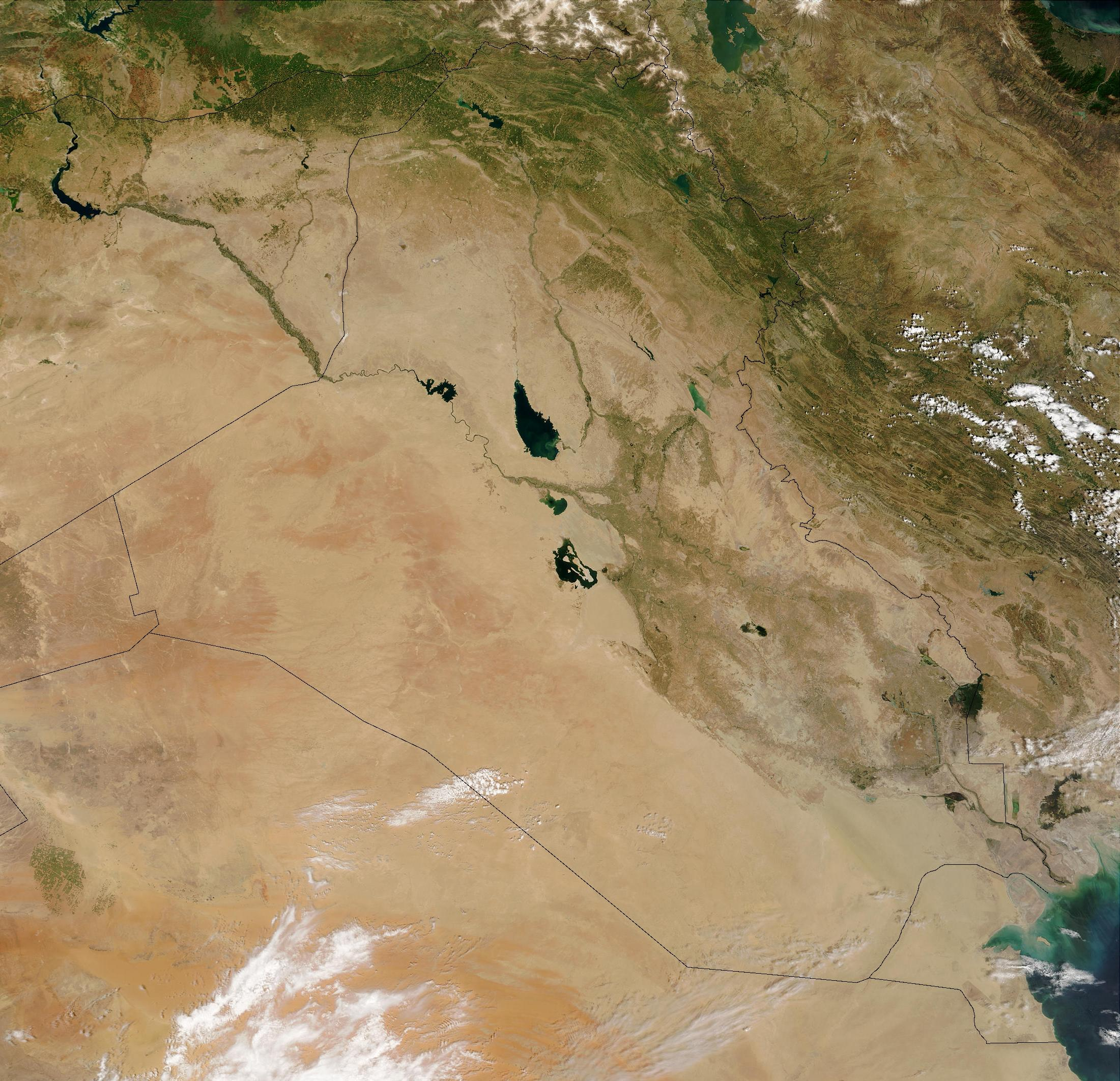
Imagen de satélite de Irak.

Irak cuenta con una superficie de 438 317 km². A efectos comparativos, es comparable con el tamaño del estado estadounidense de California, y es algo más extenso que Paraguay. 
La parte oeste de Irak es desértica, aunque cerca de los dos ríos más importantes (el Tigris y el Éufrates) hay llanuras aluviales fértiles (Marismas de Mesopotamia). El norte del país es montañoso; siendo el pico más alto Cheekha Dar, con una altitud de 3611 m.s.n.m. Irak tiene una pequeña línea costera de 58 km en el golfo Pérsico. Cerca de la costa, y sobre el río Shatt al-Arab (conocido como arvandrūd: اروندرود entre los iraníes) había pantanos, pero muchos de ellos fueron drenados en la década de 1990.

### Clima
El clima de Irak es principalmente desértico cálido o semiárido cálido en la parte más septentrional. Las temperaturas medias altas suelen superar los 40 °C (104 °F) en las zonas bajas durante los meses de verano (junio, julio y agosto), mientras que las temperaturas medias bajas pueden descender por debajo de los 0 °C (32 °F) durante el mes más frío del año, en invierno. El récord histórico de temperatura máxima en Irak, de 52 °C (126 °F), se registró cerca de An Nasiriyah el 2 de agosto de 2011. La mayor parte de las precipitaciones se producen de diciembre a abril, con una media anual de entre 100 y 180 milímetros. La región montañosa del norte de Irak recibe bastantes más precipitaciones que la región desértica del centro o del sur, donde suelen tener un clima mediterráneo.

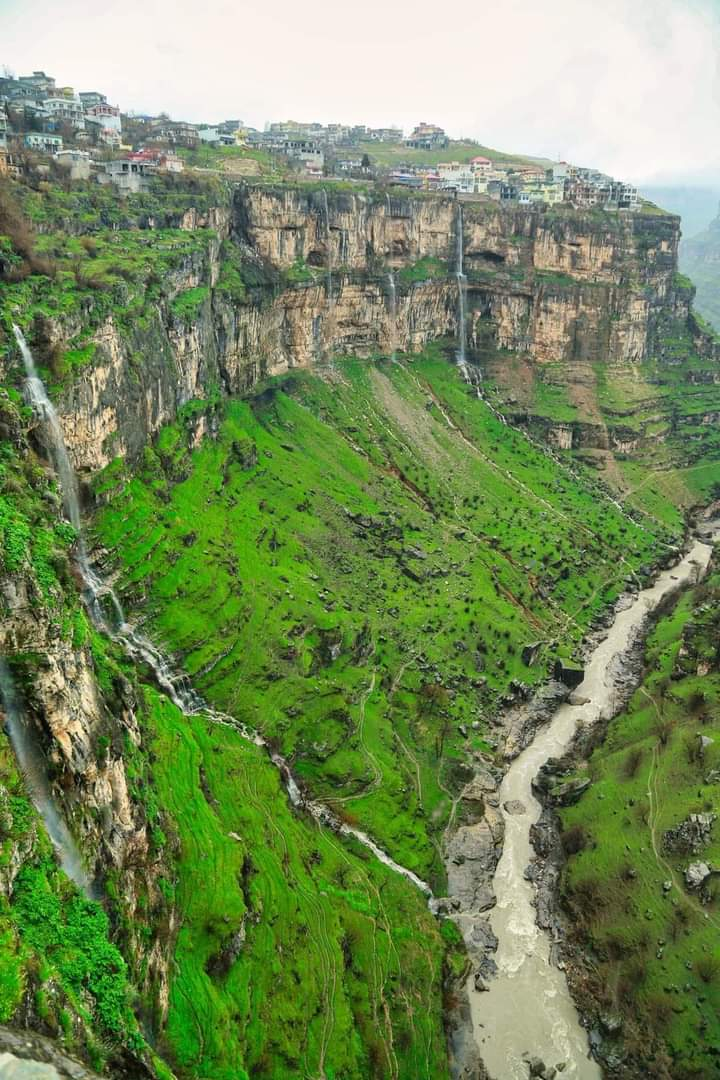
Uno de los valles del norte de Irak

Aproximadamente el 90% de las precipitaciones anuales se producen entre noviembre y abril, la mayor parte en los meses de invierno, de diciembre a marzo. Los seis meses restantes, sobre todo los más calurosos de junio, julio y agosto, son extremadamente secos.
Excepto en el norte y el noreste, la precipitación media anual oscila entre 100 y 190 milímetros. Los datos disponibles de las estaciones situadas en las estribaciones y estepas al sur y suroeste de las montañas sugieren una precipitación media anual de entre 320 y 570 milímetros (12,6 y 22,4 pulgadas) para esa zona. Las precipitaciones en las montañas son más abundantes y pueden alcanzar los 1000 milímetros anuales en algunos lugares, pero el terreno impide el cultivo extensivo. El cultivo en tierras no irrigadas se limita esencialmente a los valles montañosos, las estribaciones y las estepas, que tienen 300 milímetros (11,8 pulgadas) o más de precipitaciones anuales. Sin embargo, incluso en esta zona sólo se puede cultivar una vez al año, y la escasez de lluvias ha provocado a menudo malas cosechas.
Las temperaturas mínimas medias en invierno oscilan entre casi el punto de congelación (justo antes del amanecer) en las estribaciones septentrionales y nororientales y el desierto occidental, y los 2 y 4 a 5 °C (35,6 y 39,2 a 41,0 °F) en las llanuras aluviales del sur de Irak. Alcanzan una máxima media de unos 16 °C (60,8 °F) en el desierto occidental y el noreste, y de 17 °C (62,6 °F) en el sur. En verano, las temperaturas mínimas medias oscilan entre los 27 y los 31 °C y las máximas entre los 41 y los 45 °C (105,8 y 113,0 °F). Las temperaturas descienden a veces por debajo del punto de congelación y han llegado a -14 °C en Ar Rutbah, en el desierto occidental. 

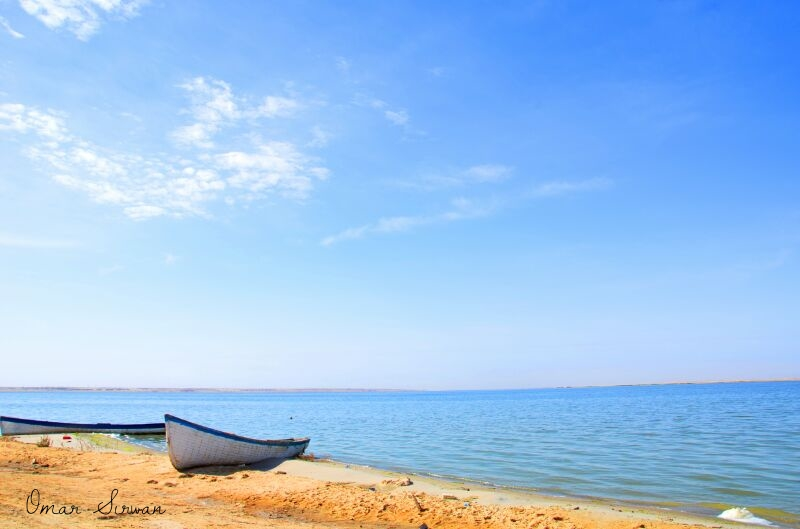
Playa de Iraq en la gobernación de Karbala

Este calor estival, incluso en un desierto cálido, es elevado, lo que puede explicarse fácilmente por la escasa altitud de las regiones desérticas que experimentan estas temperaturas excepcionalmente altas. De hecho, las elevaciones de ciudades como Bagdad o Basora están cerca del nivel del mar (0 m) porque los desiertos están situados predominantemente a lo largo del Golfo Pérsico. Por eso, algunos países del Golfo como Irak, Irán y Kuwait experimentan un calor extremo durante el verano, incluso más extremo que el nivel normal. El calor abrasador del verano sólo existe en las elevaciones bajas de estos países, mientras que las montañas y las elevaciones más altas conocen temperaturas estivales mucho más moderadas.
Los meses de verano están marcados por dos tipos de fenómenos eólicos. El sharqi del sur y sureste, un viento seco y polvoriento con rachas ocasionales de 80 kilómetros por hora (50 mph), se produce de abril a principios de junio y de nuevo desde finales de septiembre hasta noviembre. Puede durar un día al principio y al final de la estación, pero varios días en otras ocasiones. Este viento suele ir acompañado de violentas tormentas de polvo que pueden alcanzar alturas de varios miles de metros y cerrar aeropuertos durante breves periodos. De mediados de junio a mediados de septiembre, el viento dominante, llamado shamal, procede del norte y noroeste. Es un viento constante, ausente sólo ocasionalmente durante este periodo. El aire muy seco que trae este shamal permite un intenso calentamiento de la superficie terrestre por el sol, pero la brisa tiene cierto efecto refrescante.

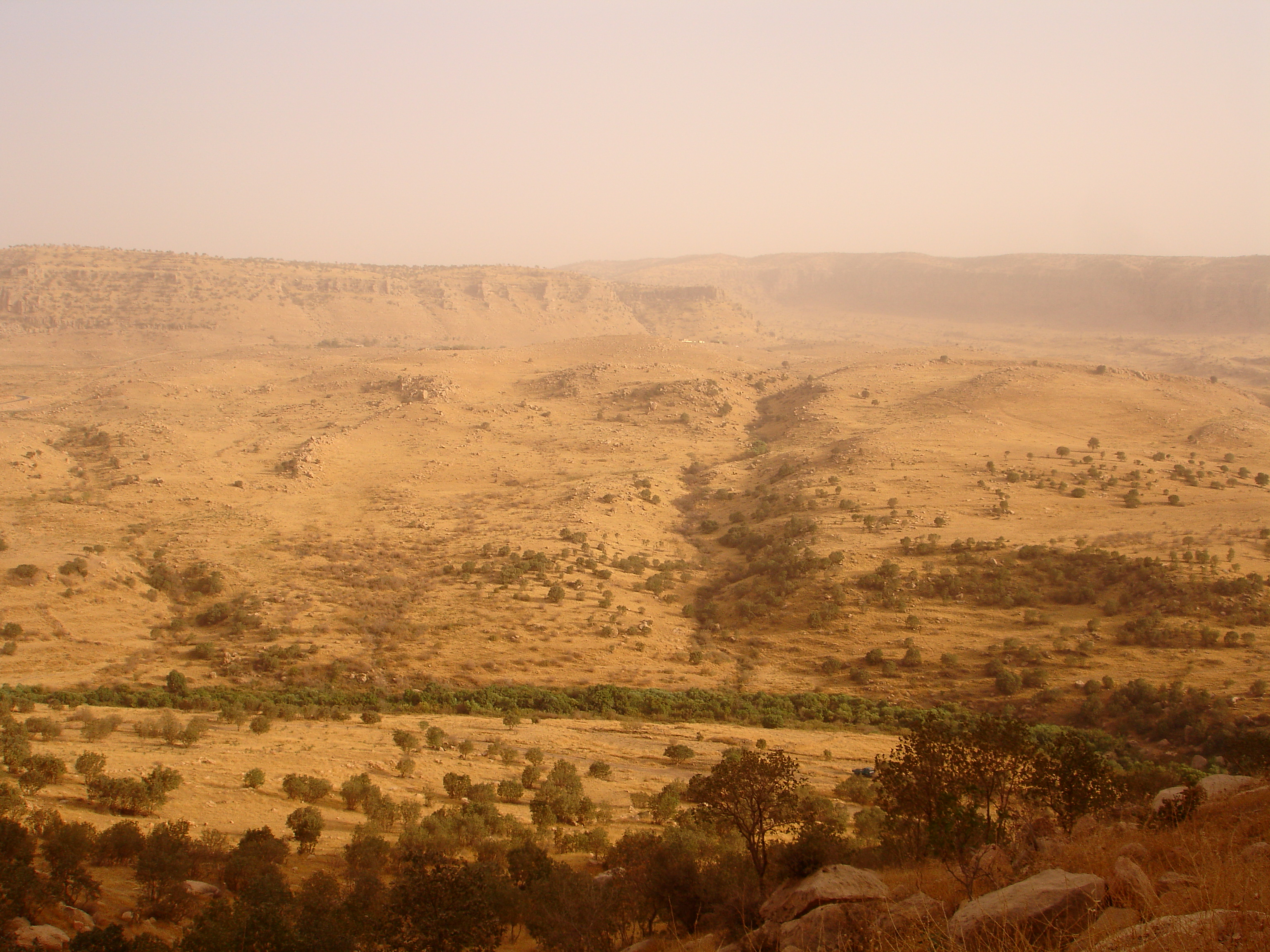
Paisaje desértico de Iraq

La combinación de escasez de lluvias y calor extremo convierte a gran parte de Irak en un desierto. Debido a las altísimas tasas de evaporación, el suelo y las plantas pierden rápidamente la poca humedad obtenida de la lluvia, y la vegetación no podría sobrevivir sin un riego extensivo. Sin embargo, algunas zonas, aunque áridas, tienen una vegetación natural que contrasta con el desierto. Por ejemplo, en los montes Zagros, en el noreste de Irak, hay vegetación permanente, como robles, y en el sur se encuentran palmeras datileras.

### Entorno natural
Irak es un país desértico en su mayor parte, aunque alberga también, en menor extensión, otros biomas: bosque mediterráneo en el bosque del Mediterráneo oriental, en el extremo noroeste; bosque templado de frondosas en el bosque estepario de los montes Zagros, en el extremo noreste; pradera en la estepa de Oriente Próximo, en el norte; y pradera inundada en la marisma aluvial del Tigris-Éufrates, en el sureste. El resto del territorio se divide, según WWF, en las siguientes ecorregiones:

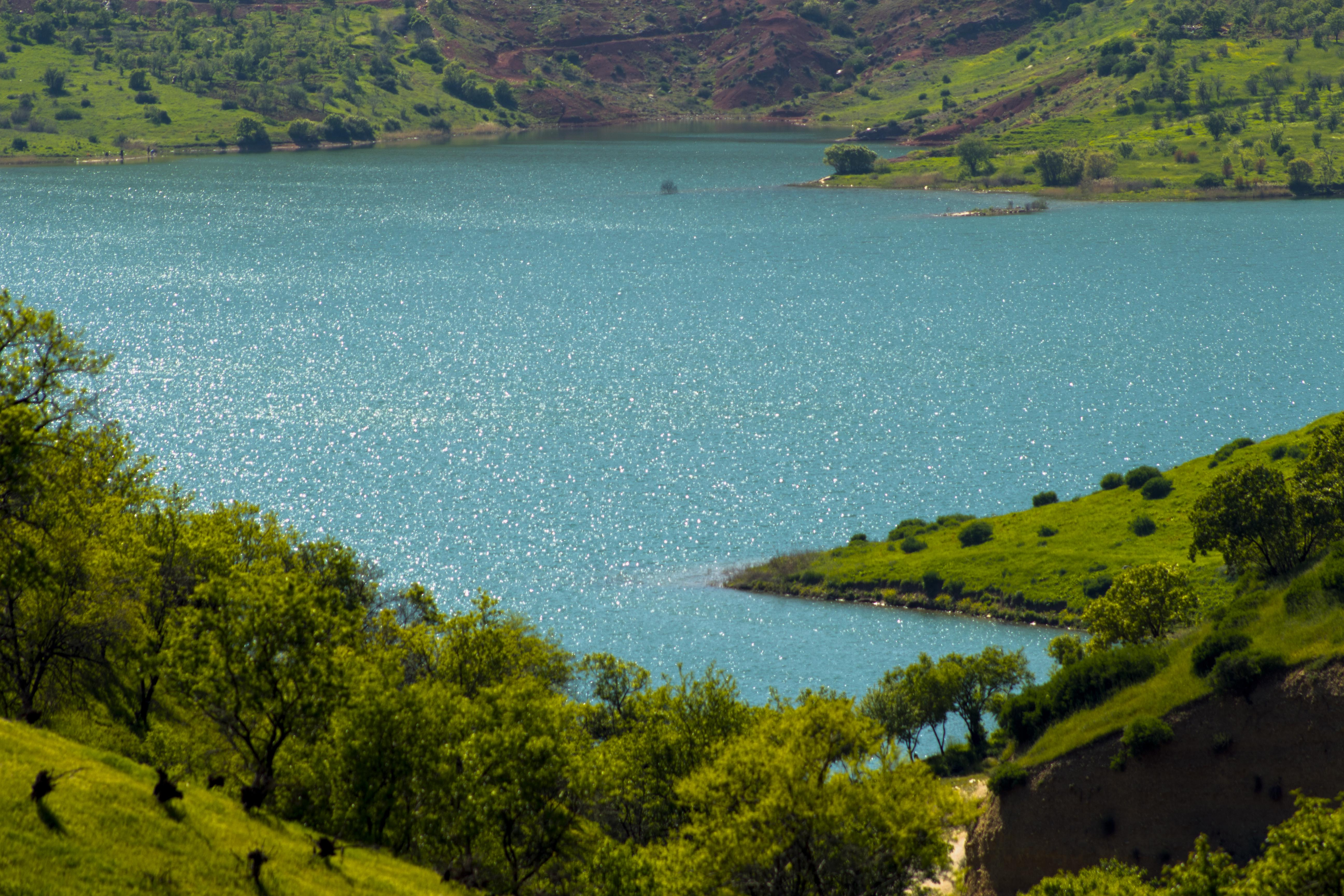
Paisaje de Duhok en el Kurdistán Iraquí

- Desierto arbustivo de Mesopotamia, en el centro del país
- Desierto y monte xerófilo de Arabia y el Sinaí, en el sur
- Desierto y semidesierto del golfo Pérsico, en un pequeño enclave en la frontera con Kuwait
- Desierto y semidesierto tropicales del mar Rojo en dos enclaves del suroeste, en la frontera con Arabia Saudita
- Desierto y semidesierto del sur de Irán en el extremo sureste, en la frontera con Irán

### Desiertos
La zona desértica, un área situada al oeste y suroeste del río Éufrates, forma parte del Desierto Sirio y del Desierto Árabe, que abarca secciones de Siria, Jordania y Arabia Saudí y la mayor parte de la península arábiga. La región, escasamente habitada por beduinos pastores, consiste en una amplia llanura pedregosa intercalada con raras extensiones arenosas. Desde la frontera hasta el Éufrates discurre un ramificado sistema de uadis, cursos de agua secos la mayor parte del año. Algunos wadis tienen más de 400 km de longitud y provocan breves pero torrenciales inundaciones durante las lluvias invernales.

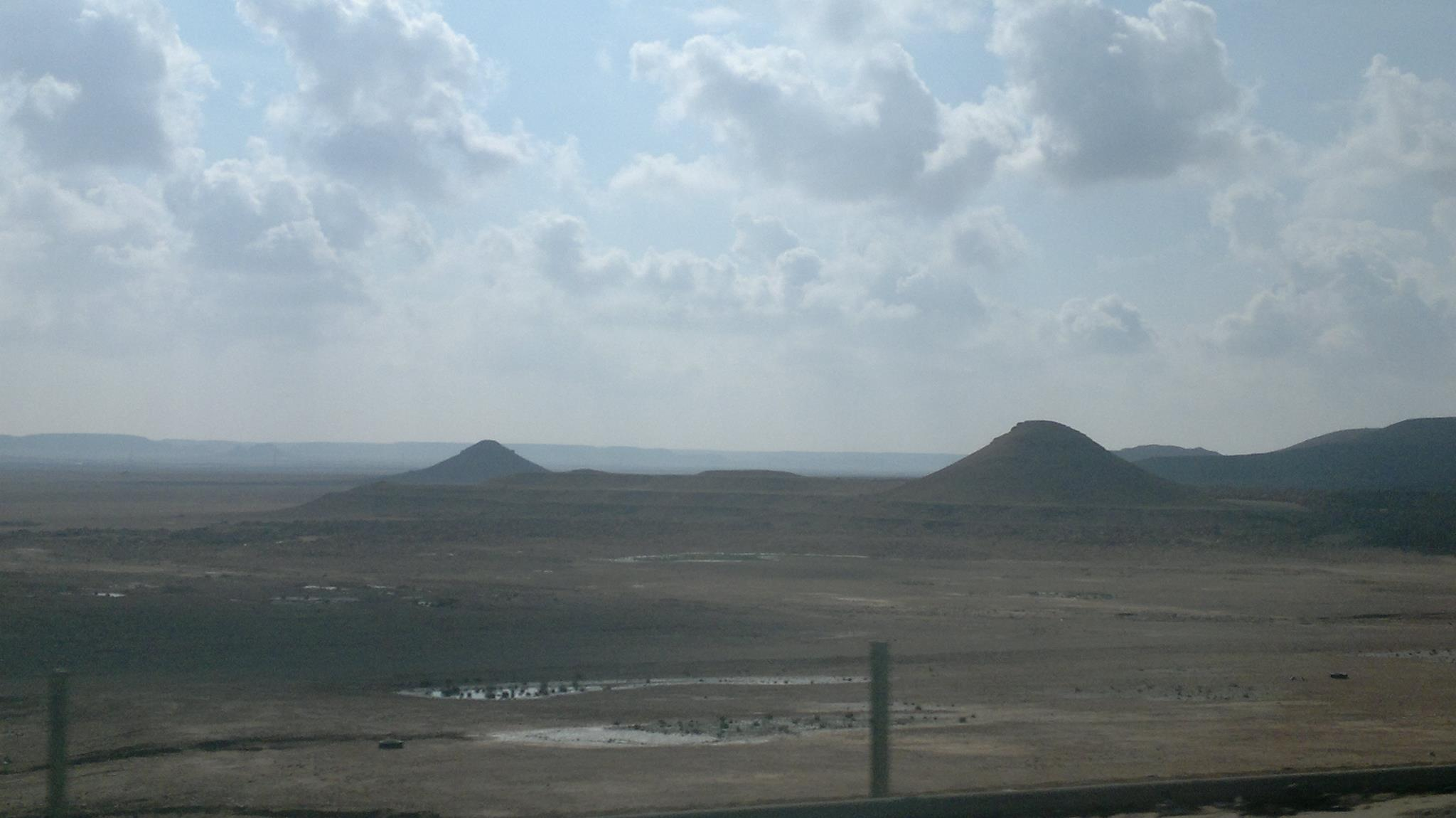
El desierto en torno a Bagdad

El oeste y el sur de Irak es una vasta región desértica que ocupa 168.000 kilómetros cuadrados, casi dos quintas partes del país. El desierto occidental, prolongación del desierto sirio, se eleva por encima de los 490 metros. El desierto meridional se conoce como Al-Hajarah en la parte occidental y como Al-Dibdibah en la oriental. Ambos desiertos forman parte del desierto de Arabia. Al-Hajarah tiene una topografía compleja de desierto rocoso, ramblas, crestas y depresiones. Al-Dibdibah es una región más arenosa con una cubierta de vegetación de matorral. La altitud media del desierto meridional oscila entre 300 y 820 metros. En el monte Unayzah, en la intersección de las fronteras de Jordania, Irak y Arabia Saudí, se alcanza una altura de 951 metros. El profundo uadi Al-Batin recorre 72 km en dirección noreste-suroeste a través de Al-Dibdibah. Está reconocido desde 1913 como la frontera entre Kuwait occidental e Irak.

### Hidrografía
El Éufrates nace en Turquía, se nutre de los ríos Balikh y Khabur en Siria y entra en Irak por el noroeste. Aquí sólo se alimenta de los Uadi del desierto occidental durante las lluvias invernales. Luego serpentea por un desfiladero, cuya anchura varía de dos a 16 kilómetros, hasta desembocar en la llanura de Ar Ramadi. Más allá, el Éufrates continúa hasta la presa de Hindiya, construida en 1914 para desviar el río hacia el canal de Hindiyah; el actual Shatt al Hillah había sido el cauce principal del Éufrates antes de 1914. Por debajo de Al Kifl, el río sigue dos canales hasta As-Samawah, donde reaparece como canal único para unirse al Tigris en Al Qurnah. El Tigris también nace en Turquía, pero se ve incrementado significativamente por varios ríos en Irak, los más importantes de los cuales son el Khabur, el Gran Zab, el Pequeño Zab y el Adhaim, todos los cuales se unen al Tigris por encima de Bagdad, y el Diyala, que se une a él a unos treinta y seis kilómetros por debajo de la ciudad. En la presa de Kut, gran parte del agua se desvía hacia el Shatt al-Hayy, que antaño era el cauce principal del Tigris. El agua del Tigris entra así en el Éufrates a través del Shatt al-Hayy muy por encima de la confluencia de los dos canales principales en Al Qurnah.

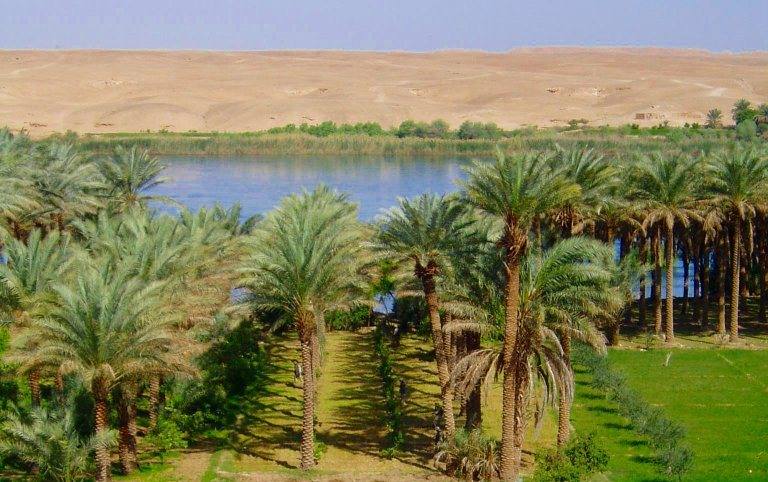
El Río Éufrates en su paso por Irak

Tanto el Tigris como el Éufrates se dividen en varios canales en la zona pantanosa, y el caudal de los ríos se reduce considerablemente cuando confluyen en Al Qurnah. Además, los pantanos actúan como trampas de cieno y el Shatt al Arab está relativamente libre de cieno cuando fluye hacia el sur. Sin embargo, por debajo de Basora, el río Karun entra en el Shatt al Arab desde Irán, arrastrando grandes cantidades de cieno que plantean un problema continuo de dragado para mantener un canal que permita a los buques oceánicos llegar al puerto de Basora. Sin embargo, este problema se ha visto superado por un obstáculo mayor para el tráfico fluvial, a saber, la presencia de varios cascos hundidos que llevan oxidándose en el Shatt al Arab desde principios de la guerra entre Irán e Irak.
Las aguas del Tigris y el Éufrates son esenciales para la vida del país, pero a veces la amenazan. Los ríos alcanzan su nivel más bajo en septiembre y octubre y se desbordan en marzo, abril y mayo, cuando pueden llevar cuarenta veces más agua que en el estiaje. Además, la crecida de una temporada puede ser diez o más veces mayor que la de otro año. 

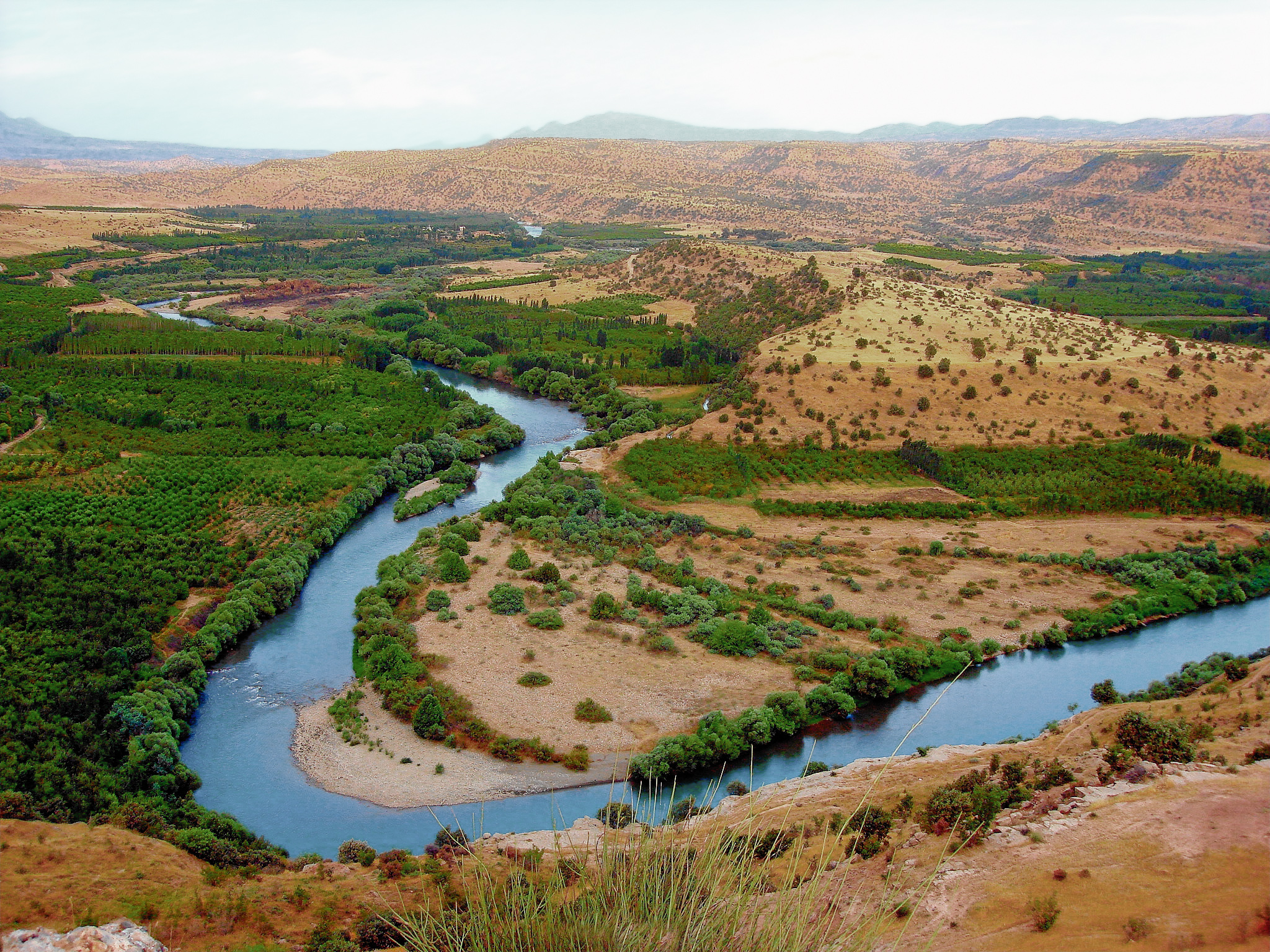
El Río Gran Zab al norte de Irak

En 1954, por ejemplo, Bagdad se vio seriamente amenazada y los diques que la protegían casi fueron destruidos por la crecida del Tigris. Desde que Siria construyó una presa en el Éufrates, el caudal de agua ha disminuido considerablemente y las inundaciones dejaron de ser un problema a mediados de la década de 1980. En 1988 Turquía también estaba construyendo una presa en el Éufrates que restringiría aún más el caudal de agua.
Hasta mediados del siglo XX, la mayoría de los esfuerzos por controlar las aguas se centraban principalmente en el regadío. Antes de la revolución del 14 de julio de 1958 se prestó cierta atención a los problemas de control de inundaciones y drenaje, pero los planes de desarrollo de los años sesenta y setenta se dedicaron cada vez más a estas cuestiones, así como a proyectos de irrigación en los tramos superiores del Tigris y el Éufrates y los afluentes del Tigris en el noreste. 

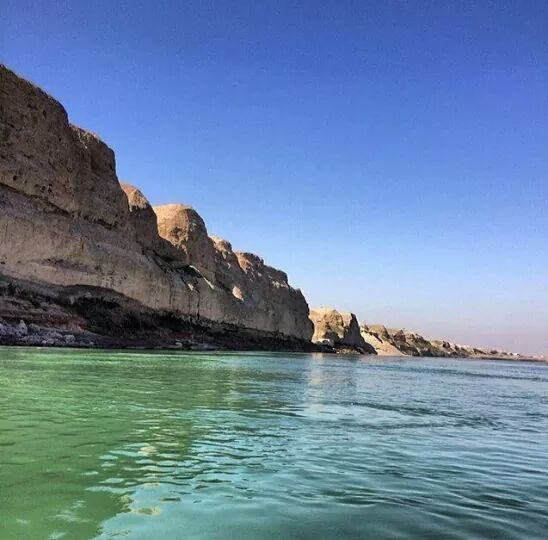
El Río Tigris a su paso por Irak

Durante la guerra, los funcionarios del gobierno recalcaron a los visitantes extranjeros que, con la conclusión de un acuerdo de paz, los problemas de irrigación e inundaciones recibirían la máxima prioridad por parte del gobierno.
Las aguas costeras iraquíes cuentan con un arrecife de coral vivo de 28 km² en el golfo Pérsico, en la desembocadura del río Shatt al-Arab (29°37′00″N 48°48′00″E). El arrecife de coral fue descubierto por expediciones conjuntas iraquí-alemanas de submarinistas científicos llevadas a cabo en septiembre de 2012 y en mayo de 2013. Antes de su descubrimiento, se creía que Irak carecía de arrecifes de coral, ya que las aguas turbias locales impedían detectar la posible presencia de arrecifes de coral locales. Se descubrió que los corales iraquíes están adaptados a uno de los entornos coralinos más extremos del mundo, ya que la temperatura del agua marina en esta zona oscila entre 14 y 34 °C. El arrecife alberga varios corales pétreos vivos, octocorales, ofiuroideos y bivalvos. También hay demoesponjas que contienen sílice.

### Fauna y Flora

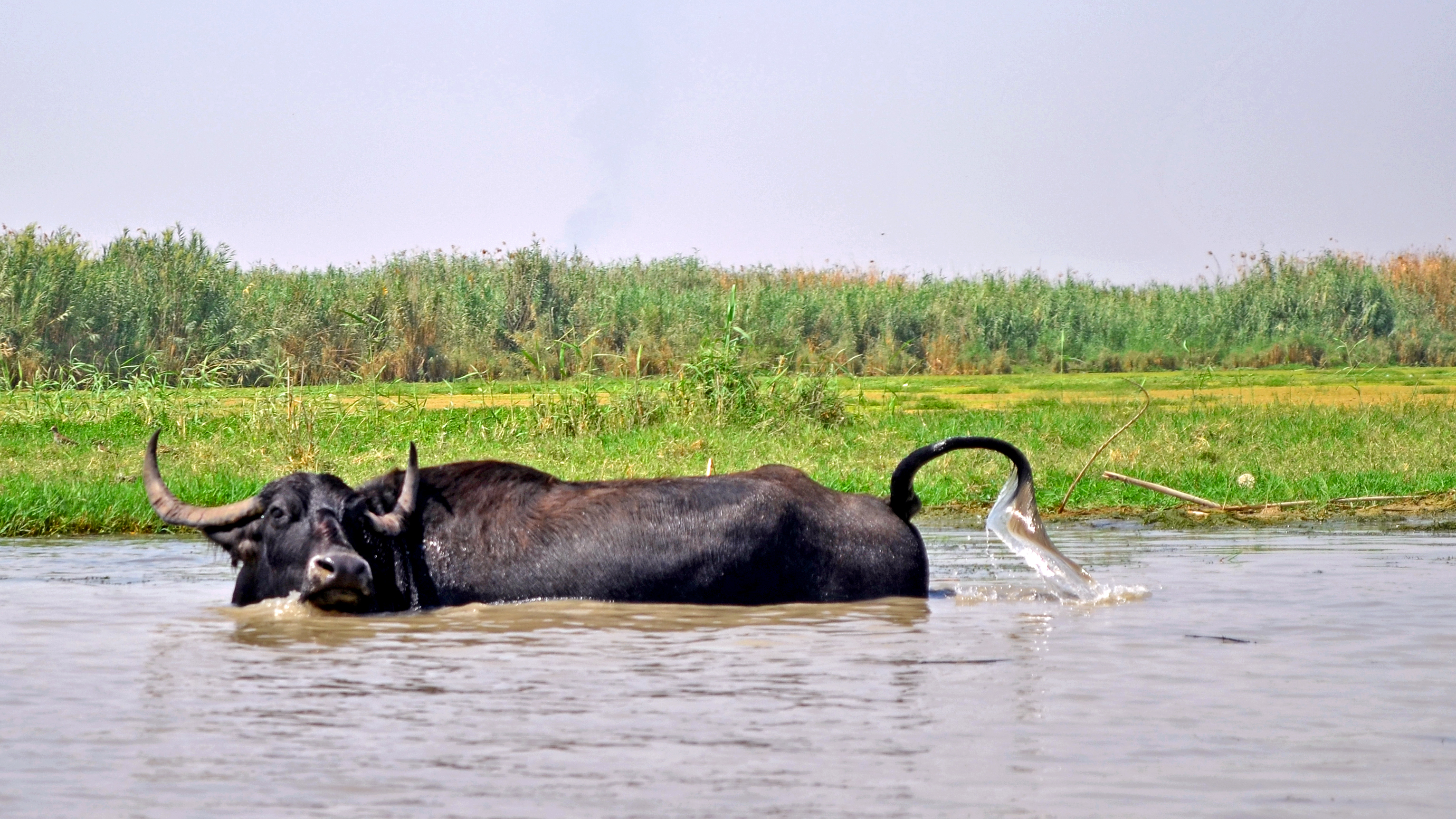
Búfalo de agua de Irak

La vida salvaje de Irak incluye su flora y fauna y sus hábitats naturales. Irak tiene múltiples biomas, desde la región montañosa del norte hasta las marismas húmedas a lo largo del río Éufrates. La parte occidental del país es principalmente desértica y algunas regiones semiáridas. En 2001, siete de las especies de mamíferos y 12 de las de aves de Irak estaban en peligro de extinción. Entre las especies en peligro figuran el ibis calvo septentrional y el gamo persa. El asno salvaje sirio está extinto, y la gacela dorcas de Arabia Saudí fue declarada extinta en 2008.
Las marismas albergan 40 especies de aves y varias especies de peces, además de delimitar el área de distribución de varias especies de aves. Las marismas fueron antaño el hogar de millones de aves y la escala de millones de aves migratorias, entre ellas flamencos, pelícanos y garzas en su migración de Siberia a África. Están en peligro entre el 40% y el 60% de la población mundial de cerceta pardilla que vive en las marismas, así como el 90% de la población mundial de carricero de Basora. Siete especies de marismas están casi extinguidas o totalmente extinguidas, entre ellas el puercoespín crestado de la India, la rata bandicot y el lobo gris de las marismas. El drenaje de las marismas provocó un importante descenso de la bioproductividad; tras el derrocamiento del régimen de Sadam Huseín por las Fuerzas Multinacionales, se restableció el flujo de agua a las marismas y el ecosistema ha empezado a recuperarse.

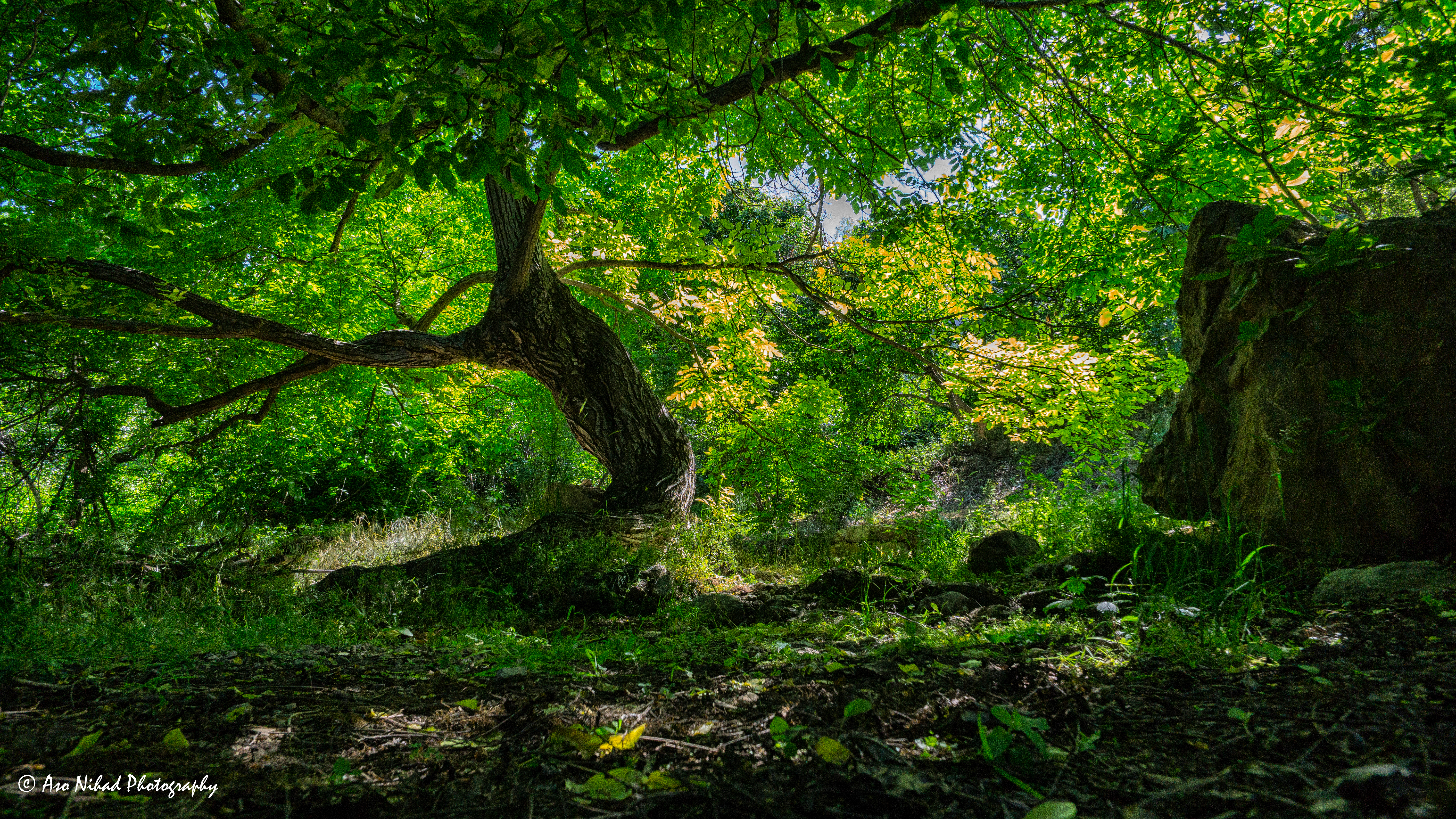
Bosque en Ranya, Irak

La fauna acuática o semiacuática habita en estos lagos y sus alrededores:
- Lago Habbaniyah
- Lago Milh
- Lago Qadisiyah
- Lago Tharthar

Entre las aves acuáticas registradas en las marismas del sur de Irak se encuentran el zampullín chico, el zampullín crestado, el cormorán, el pardillo, el avetoro, la garza real, la garza nocturna, la garza imperial, la cigüeña blanca, la garcilla bueyera, el ibis sagrado, la cerceta común, el archibebe común, el martín pescador, el águila moteada, el aguilucho lagunero, la corneja cenicienta, la curruca iraquí, la alondra crestada, la ganga ortega, la tórtola turca, el carraca y el estornino.

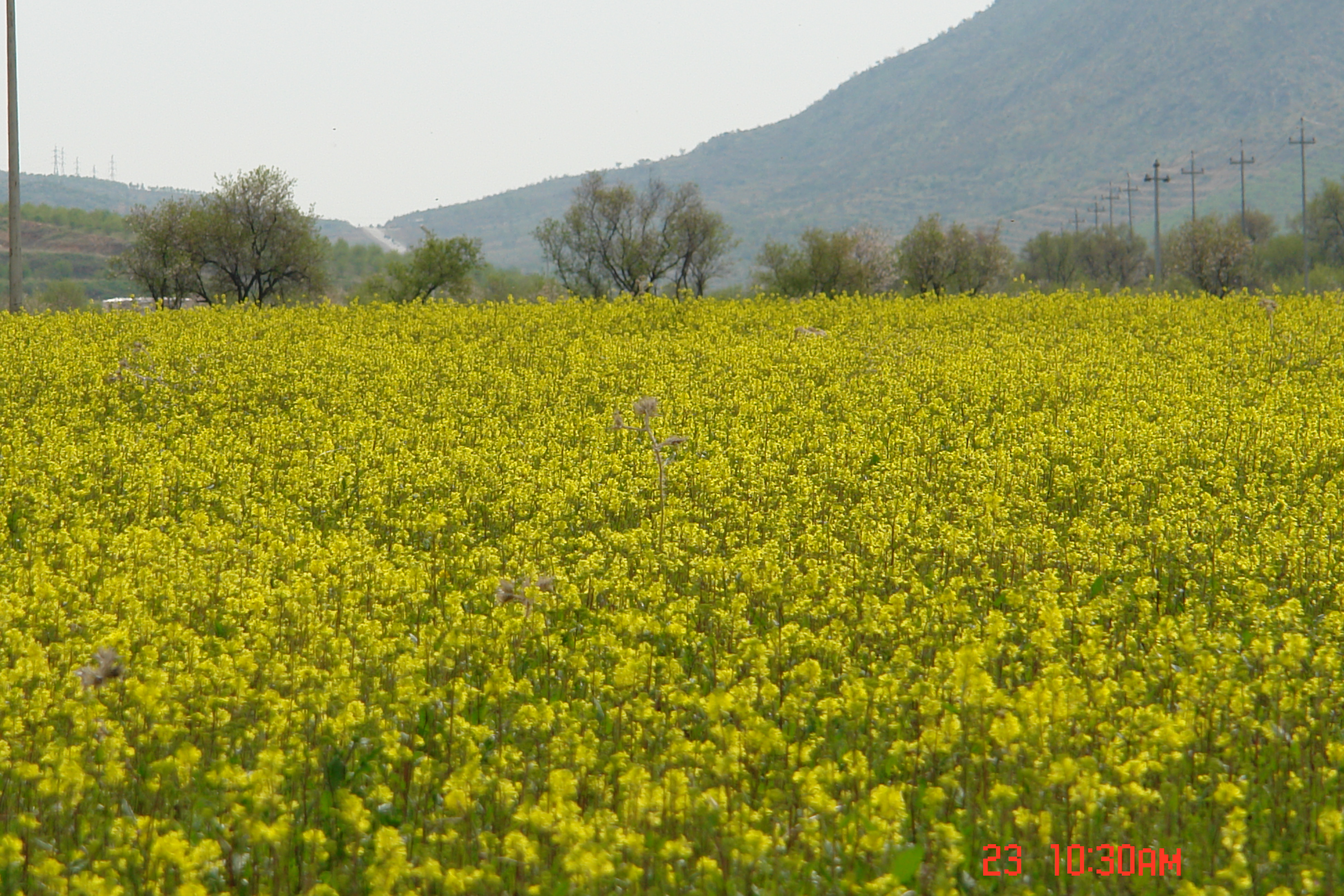
Campo de flores en Irak

Las aguas costeras iraquíes cuentan con un arrecife de coral vivo, que ocupa 28 km² en el Golfo Pérsico, en la desembocadura del río Shatt al-Arab (29°37′00″N 048°48′00″O) El arrecife de coral fue descubierto por expediciones conjuntas iraquí-alemanas de submarinistas científicos llevadas a cabo en septiembre de 2012 y mayo de 2013. Antes de su descubrimiento, se creía que Irak carecía de arrecifes de coral, ya que las aguas turbias impedían su detección. Se descubrió que los corales iraquíes están adaptados a uno de los entornos coralinos más extremos del mundo, ya que la temperatura del agua marina en esta zona oscila entre 14 y 34 °C. El arrecife alberga varios corales pétreos vivos, octocorales, ofiuroideos y bivalvos. También hay demosponjas que contienen sílice.
Debido a su diversidad de biomas, desde las marismas mesopotámicas a lo largo del río Éufrates hasta los desiertos semiáridos, Irak alberga una gran variedad de animales endémicos y conocidos en todo el mundo por la prevalencia de sus poblaciones. 

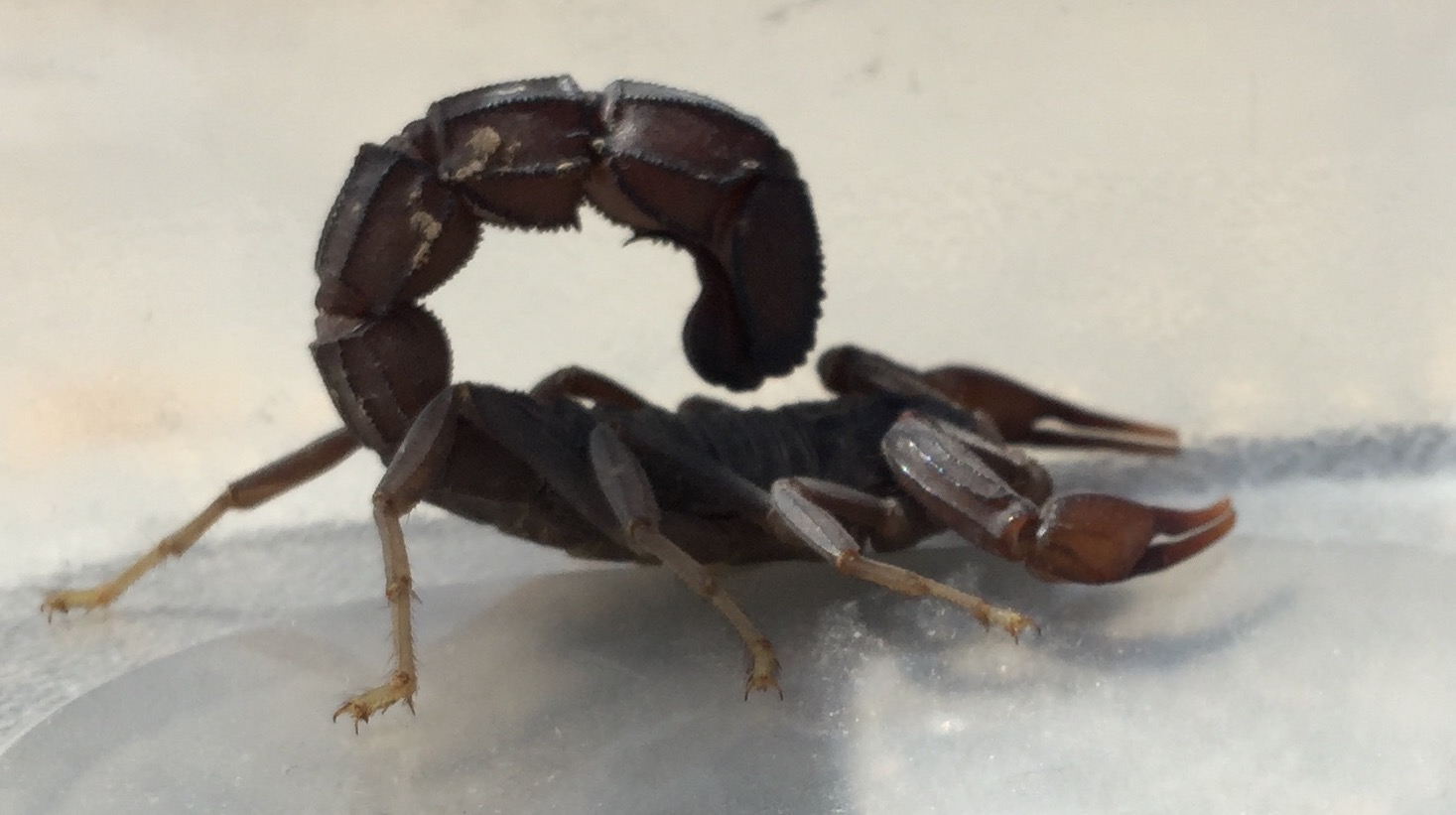
Un Escorpión arábigo de Cola Larga (Androctonus crassicauda) de Irak

La nutria euroasiática y la nutria de pelaje liso son mamíferos carnívoros semiacuáticos situados en las marismas y los ríos cuya dieta consiste principalmente en peces, anfibios, crustáceos, insectos y aves, pero sus poblaciones han sufrido un declive desde los años 70. El leopardo persa es un gran felino carnívoro situado en el bosque septentrional cuya dieta consiste principalmente en cabras salvajes. A principios del siglo XXI se registró por primera vez una pequeña población en la región fronteriza entre Irak y Turquía.

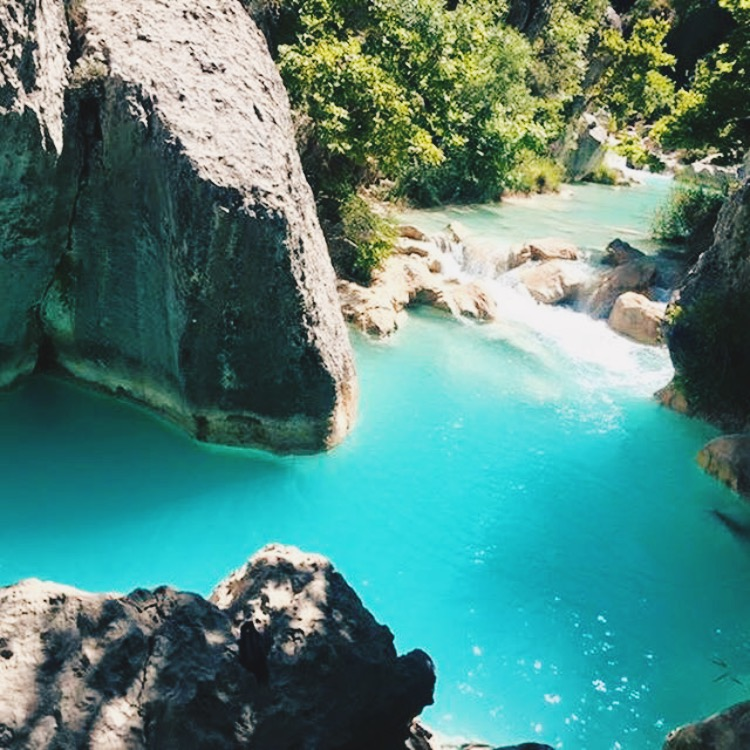
Pozo natural en Duhok

El gato de las arenas, cuya presencia se registró por primera vez en el desierto de Al-Najaf. es un pequeño felino carnívoro localizado en los desiertos arenosos (su dieta consiste en pequeños roedores, liebre del cabo, alondra abubilla mayor, monitor del desierto, pez de las arenas, víboras cerastes). El gato montés es un pequeño felino localizado principalmente en bosques cuya dieta consiste en roedores, aves, pequeños reptiles y aves de corral. El zorro de Rüppell es un pequeño cánido omnívoro que se localiza en desiertos al norte del río Éufrates cuya dieta consiste en insectos, pequeños mamíferos, lagartos y aves. El turón jaspeado es una comadreja omnívora que se encuentra en los desiertos del norte de Irak y cuya dieta consiste en pequeños roedores, aves, lagartos, peces, ranas, fruta y hierba.

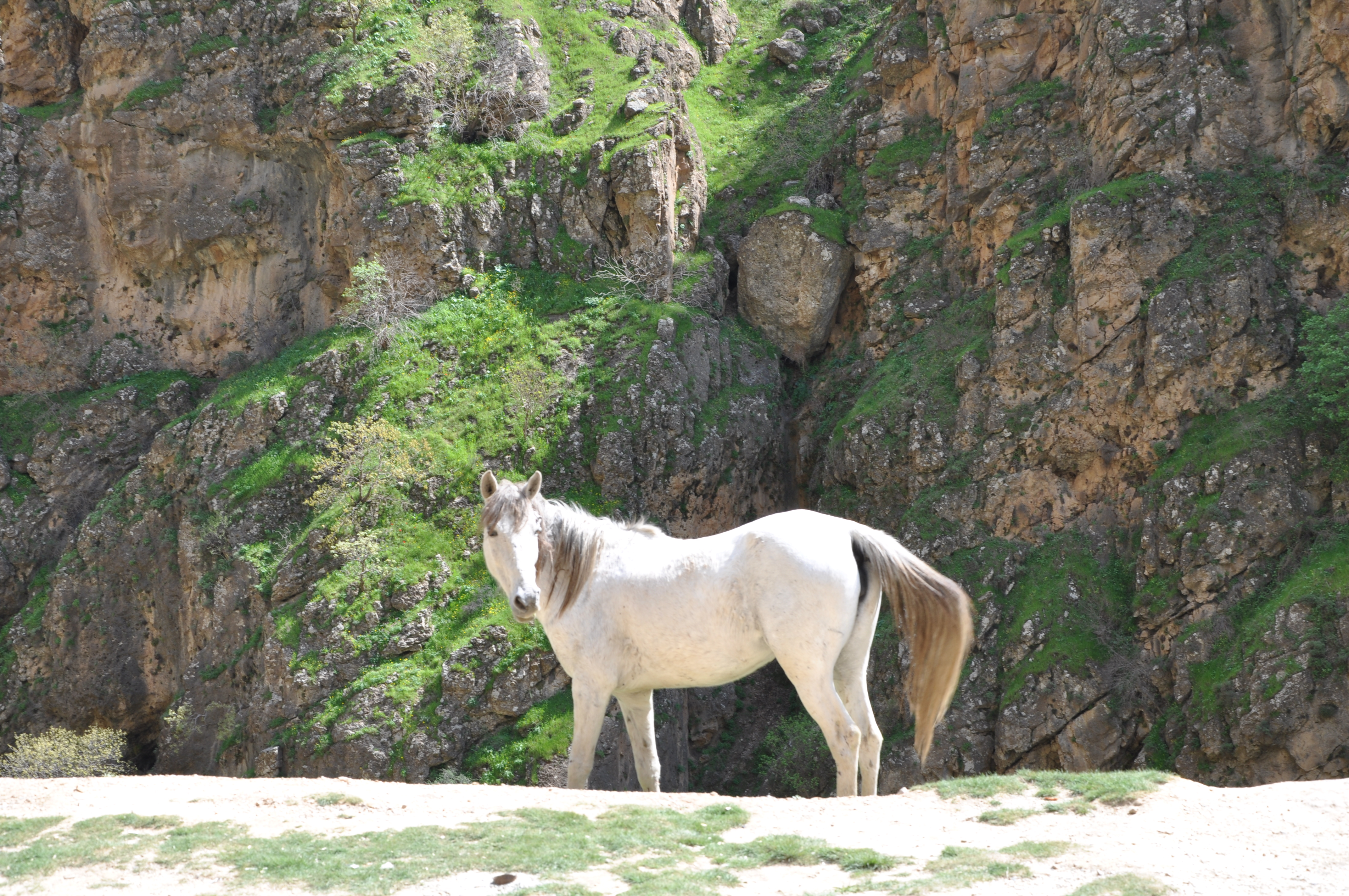
Caballo en Erbil

La mangosta india es una pequeña comadreja omnívora que vive en las llanuras aluviales y se alimenta de insectos (libélulas, saltamontes, grillos topo, escarabajos de tierra, tijeretas), roedores, anfibios, reptiles, aves pequeñas, hierbas pequeñas y frutas pequeñas. La gacela boba es un antílope herbívoro que vive en montañas y zonas de terreno accidentado. El jabalí es un cerdo omnívoro que se encuentra en los pantanos y a lo largo de los numerosos ríos de Irak y cuya dieta consiste en plantas (rizomas, raíces, bulbos, tubérculos, nueces, bayas, semillas, hojas, corteza, ramitas, brotes), lombrices de tierra, insectívoros, insectos, roedores, huevos de aves, lagartos, serpientes, ranas y carroña. El camello bactriano se encuentra en diversos hábitats, desde montañas rocosas hasta desiertos áridos, y tiene una dieta herbívora que consiste en varios tipos de vegetación. La liebre europea es un roedor herbívoro que se encuentra en las mesetas de Irak y a lo largo del río Tigris.
El único registro confirmado de un tigre del Caspio fue un ejemplar abatido cerca de Mosul en 1887. El guepardo asiático se dio en el desierto al oeste de Basora hasta 1926. El último guepardo conocido en el país murió atropellado por un autommóvil. El último león asiático conocido murió en el bajo Tigris en 1918. El último órix árabe fue abatido en 1914. Los elefantes sirios vagaron por Mesopotamia hasta el 700 a. C. aproximadamente.

## Economía

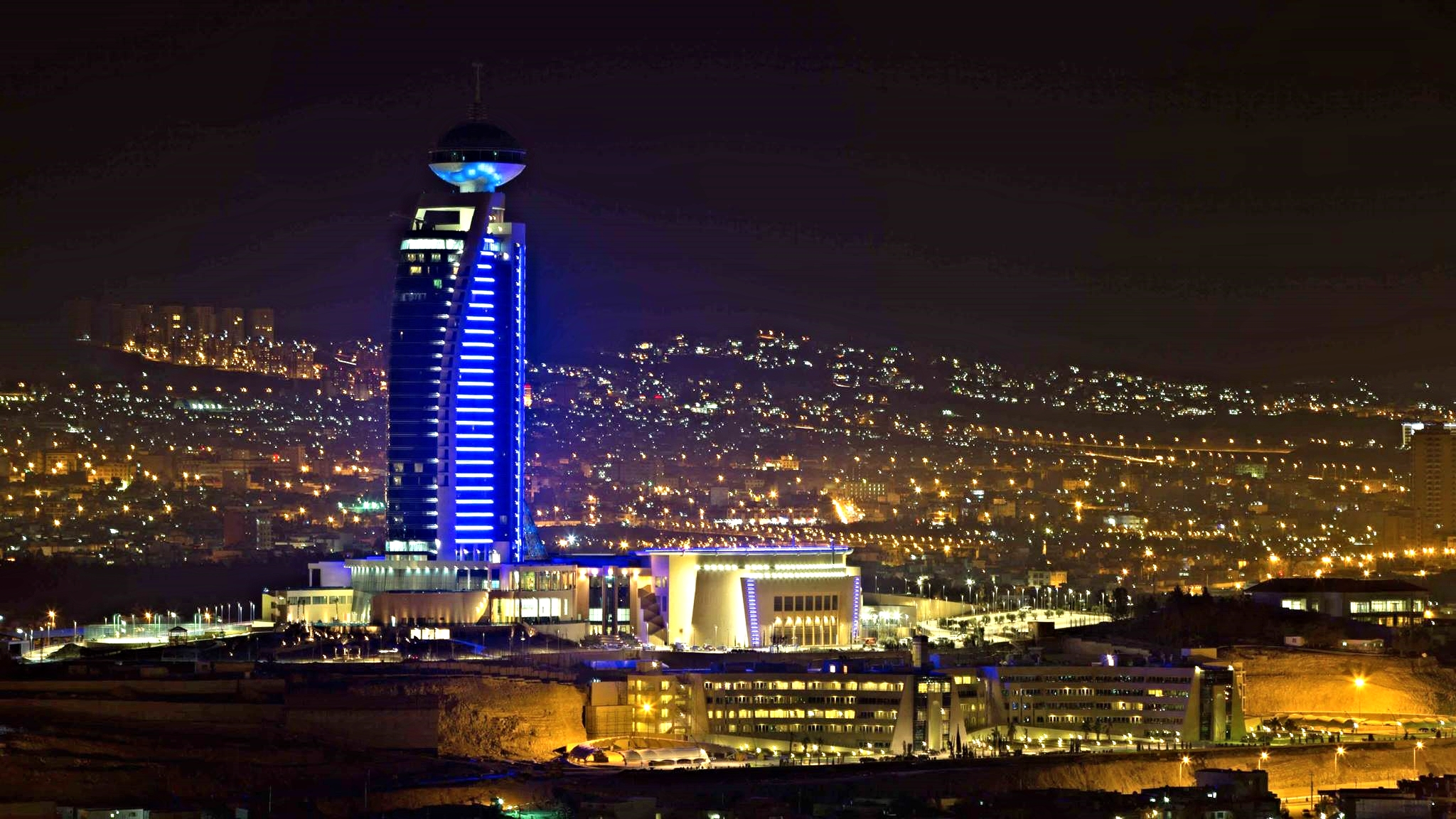
El Hotel Grand Millennium Sulaimani en el Kurdistán Iraquí

La economía iraquí está dominada por el sector petrolero, que tradicionalmente ha proporcionado alrededor del 95% de los ingresos en divisas. Irak es el cuarto país con mayor cantidad de reservas de petróleo del planeta según estimaciones de 2023.  La falta de desarrollo de otros sectores ha provocado entre un 18% y un 30% de desempleo y un PIB per cápita de 4.812 dólares. El empleo en el sector público representaba casi el 60% del empleo a tiempo completo en 2011. La industria de exportación de petróleo, que domina la economía iraquí, genera muy poco empleo. En la actualidad, sólo un modesto porcentaje de mujeres (la estimación más alta para 2011 era del 22%) participa en la población activa.

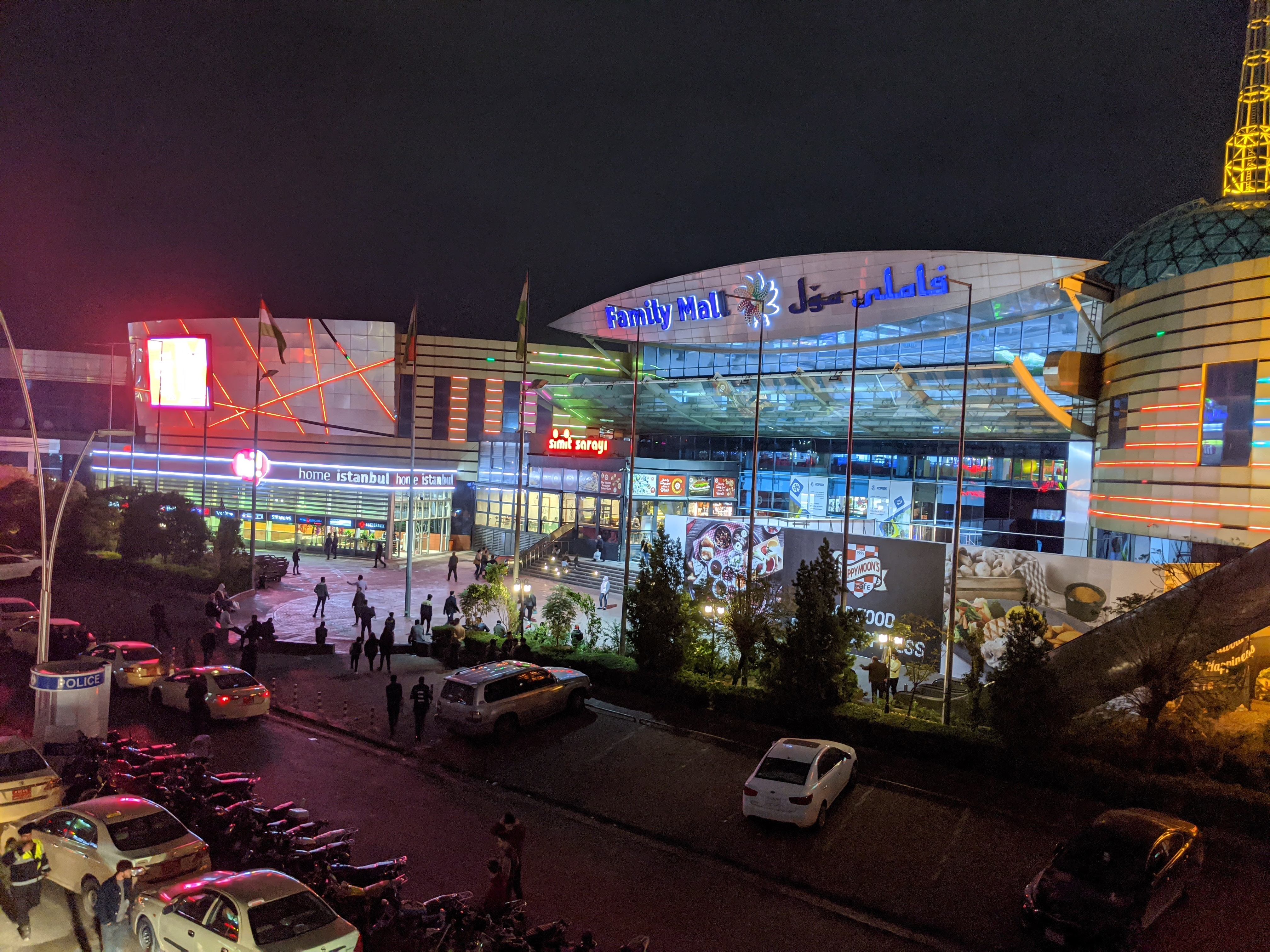
Family Mall un centro comercial en Erbil Iraq

Antes de la ocupación estadounidense, la economía iraquí, planificada de forma centralizada, prohibía la propiedad extranjera de empresas iraquíes, gestionaba la mayoría de las grandes industrias como empresas estatales e imponía grandes aranceles para mantener alejadas las mercancías extranjeras. Tras la invasión de Irak en 2003, la Autoridad Provisional de la Coalición comenzó rápidamente a dictar numerosas órdenes vinculantes que privatizaban la economía iraquí y la abrían a la inversión extranjera. El 20 de noviembre de 2004, el Club de París de naciones acreedoras acordó condonar el 80% (33.000 millones de dólares) de la deuda de 42.000 millones de dólares de Irak con los miembros del Club. 
La deuda externa total de Irak rondaba los 120.000 millones de dólares en el momento de la invasión de 2003, y había aumentado otros 5.000 millones en 2004. El alivio de la deuda iba a aplicarse en tres fases: dos del 30% cada una y una del 20%. La moneda oficial de Irak es el dinar iraquí. La Autoridad Provisional de la Coalición emitió nuevas monedas y billetes de dinar, impresos por De La Rue con modernas técnicas antifalsificación. El respaldo de Jim Cramer al dinar iraquí el 20 de octubre de 2009 en la CNBC ha despertado aún más el interés por la inversión.
Cinco años después de la invasión, se calcula que 2,4 millones de personas estaban desplazadas internamente (con otros dos millones de refugiados fuera de Irak), cuatro millones de iraquíes sufrían inseguridad alimentaria (una cuarta parte de los niños padecían desnutrición crónica) y sólo un tercio de los niños iraquíes tenían acceso a agua potable.

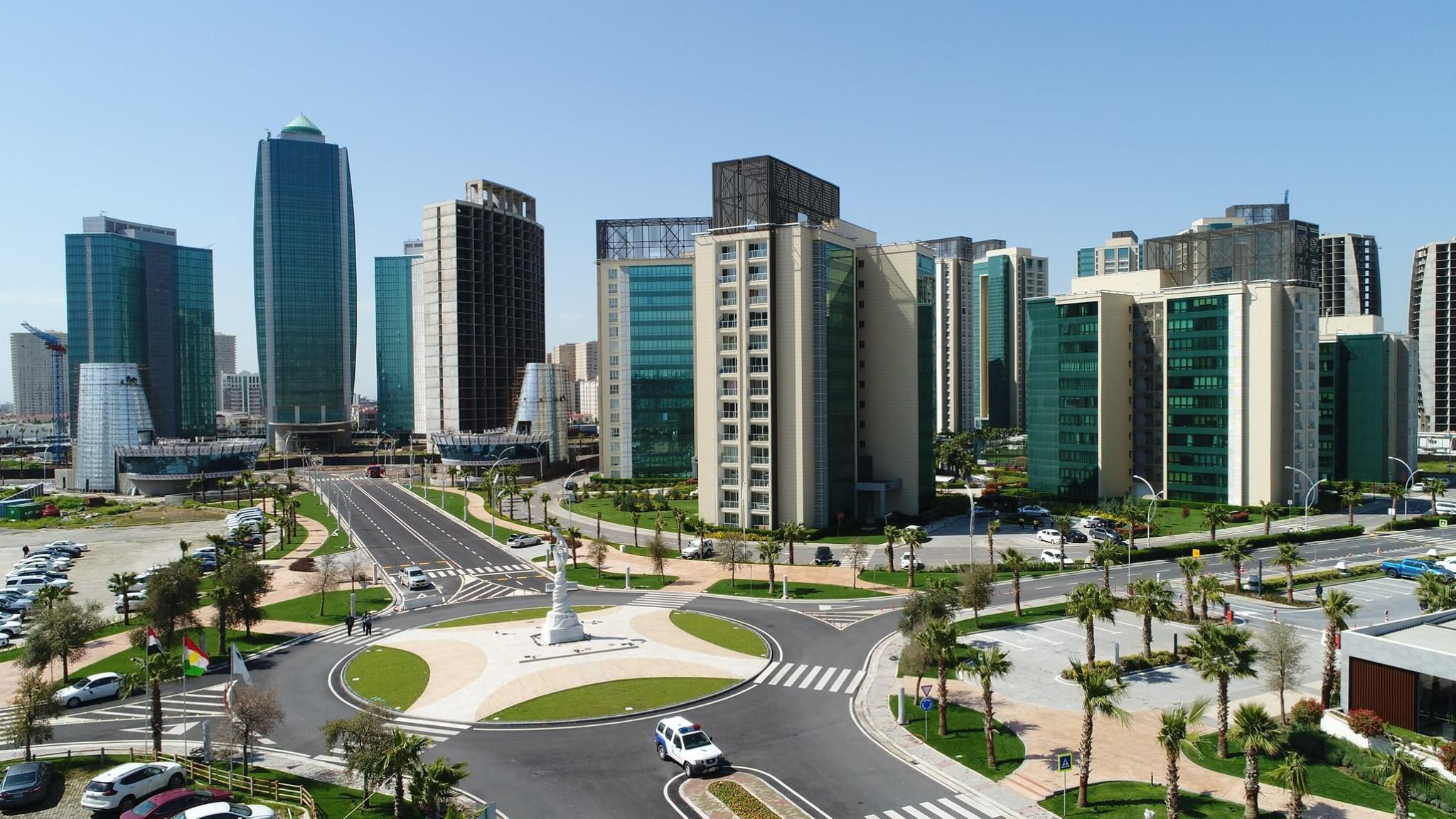
Edificios de oficinas en el área conocida como Empire World

En 2022, y después de más de 30 años de la creación de la Comisión de Indemnización de la ONU (UNCC) para garantizar la restitución de Kuwait tras la invasión iraquí de 1990, el organismo de reparaciones anunció que Irak había pagado un total de 52.400 millones de dólares en reparaciones de guerra a Kuwait. Según el Instituto de Desarrollo de Ultramar, las ONG internacionales se enfrentan a dificultades a la hora de llevar a cabo su misión, por lo que su ayuda es "poco sistemática y en gran medida encubierta, obstaculizada por la inseguridad, la falta de financiación coordinada, una capacidad operativa limitada y una información irregular". Las ONG internacionales han sido blanco de ataques y, durante los primeros cinco años, 94 trabajadores humanitarios murieron, 248 resultaron heridos, 24 fueron detenidos o encarcelados y 89 fueron secuestrados o raptados.
Datos durante el bloqueo de la ONU:

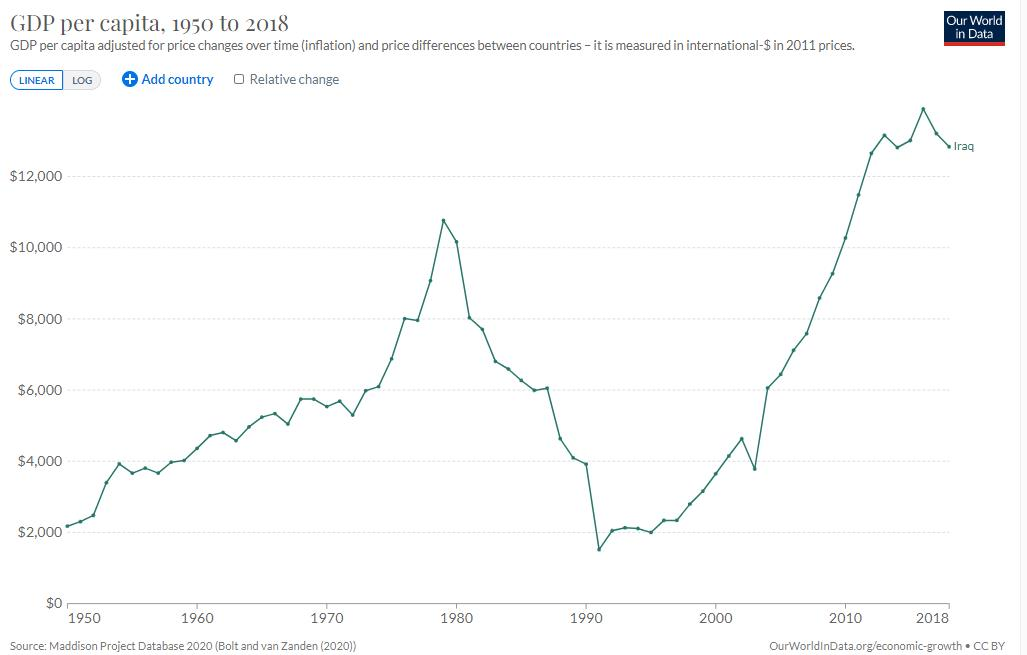
Evolución histórica del PIB per cápita de Irak

- Producto Interior Bruto (PIB) (estimación 2023): 250,84 Mil Millones de dólares. [92]
- Tasa de crecimiento anual (2001): 5,7 %.
- PIB per cápita (2023): $5,512  de dólares. [93]
- PIB Nominal (2024):  $250,842 millones de dólares. [93]
- Tasa de inflación (2023): -18.2. [92]
- Recursos naturales: petróleo, gas natural, fosfatos, azufre, productos agrícolas.

Agricultura (menos del 6 % del PIB)
- Productos: trigo, cebada, arroz, algodón, dátiles, aves de corral.

- Industria: (menos del 13 % del PIB)
- Tipos: petróleo, petroquímicas, materiales textiles, cemento.

- Comercio (2021): 
  - Exportaciones: 15,800 millones de dólares en petróleo crudo.
  - Mercados principales: Rusia, Francia, Suiza, China.
  - Importaciones: 11,000 millones de dólares en productos agrícolas, medicinas y maquinaria.
  - Proveedores principales: Egipto, Rusia, Francia, Vietnam.

Irak es el quinto país con mayor cantidad de reservas de petróleo del planeta según estimaciones de 2016.
Según el Índice mundial de innovación, a cargo de la Organización Mundial de la Propiedad Intelectual, en 2022, Irak se ubicó en lugar 131 en innovación entre 132 países del mundo.
- Comercio (2023):
  - Exportaciones: 123 MM de dólares
  - Importaciones: 67MM de dólares

Según la OPEC Irak en 2023 se posicionó como el cuarto país con mayores reservas petroleras a nivel mundial.

### Hidrocarburos y Energía
Con sus 143.100 millones de barriles (2,275×1010 m³) de reservas probadas de petróleo, Irak ocupa el tercer lugar del mundo por detrás de Venezuela y Arabia Saudita en cantidad de reservas de petróleo. Los niveles de producción de petróleo alcanzaron los 3,4 millones de barriles diarios en diciembre de 2012. En 2024 se actualizó esta cifra, los niveles de producción de petróleo crudo de Irak, según datos de la OPEP basados en comunicación directa, fueron de 3.862 millones de barriles por día. Sólo se han perforado unos 2.000 pozos petrolíferos en Irak, en comparación con cerca de 1 millón de pozos sólo en Texas. Irak fue uno de los miembros fundadores de la OPEP.

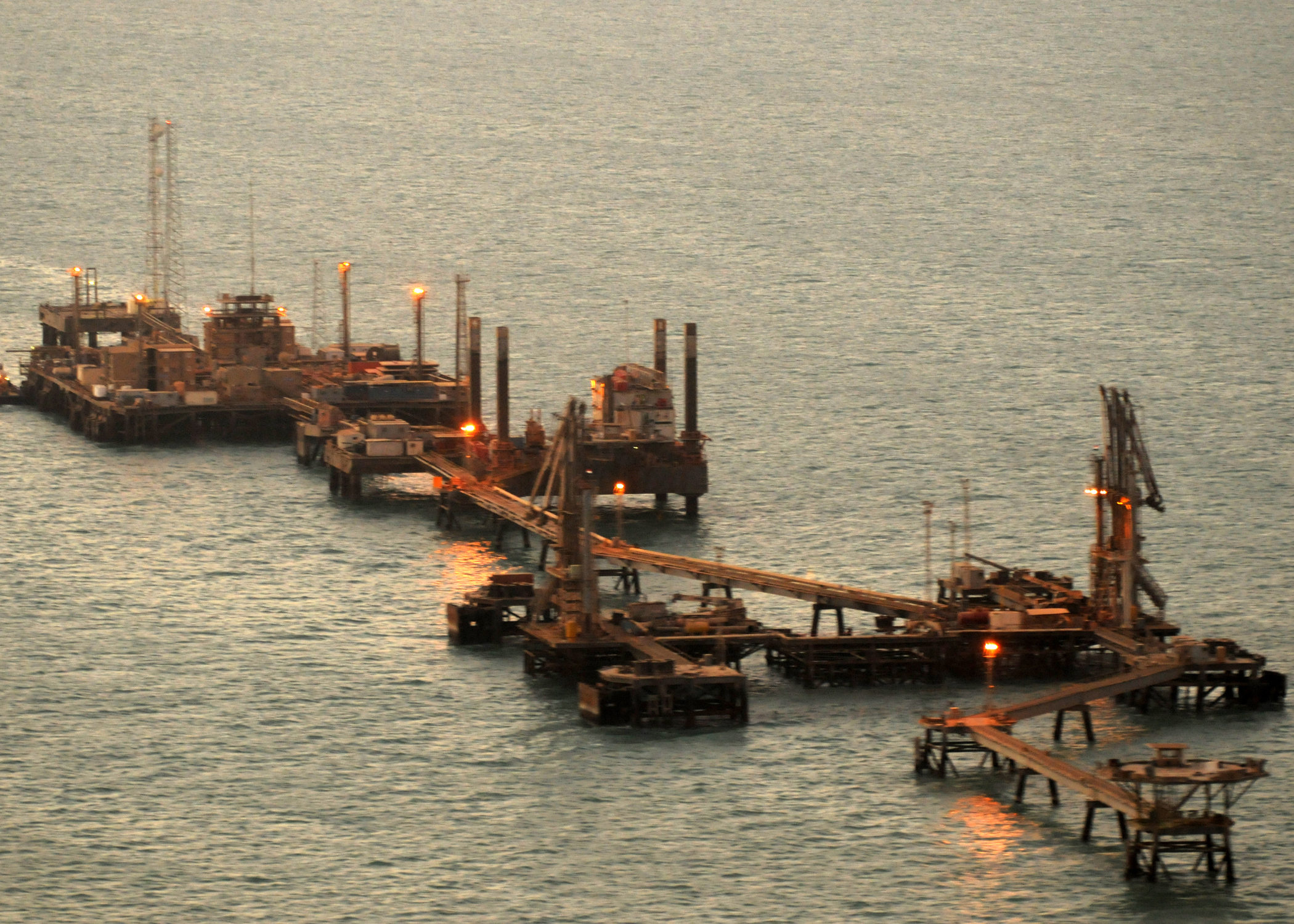
Plataforma petrolífera de Khawr Al Amaya

Durante la década de 1970, Irak produjo hasta 3,5 millones de barriles diarios, pero las sanciones impuestas contra Irak tras la invasión de Kuwait en 1990 paralizaron el sector petrolero del país. Las sanciones prohibieron a Irak exportar petróleo hasta 1996 y la producción iraquí disminuyó un 85% en los años posteriores a la primera guerra del Golfo. Las sanciones se levantaron en 2003 tras la invasión liderada por Estados Unidos que desalojó del poder a Sadam Huseín, pero el desarrollo de los recursos petrolíferos iraquíes se ha visto obstaculizado por el conflicto en curso. En 2010, a pesar de la mejora de la seguridad y de los miles de millones de dólares de ingresos procedentes del petróleo, Irak sigue generando aproximadamente la mitad de la electricidad que demandan los clientes, lo que provoca protestas durante los calurosos meses de verano La Ley del Petróleo de Irak, una propuesta legislativa presentada al Consejo de Representantes de Irak en 2007, no logró ser aprobada debido a los desacuerdos entre los distintos bloques políticos de Irak. La Terminal Petrolera de Al Başrah es una instalación de transbordo desde los oleoductos a los petroleros y utiliza superpetroleros. Irak anunció el descubrimiento de un nuevo yacimiento petrolífero en el grupo de campos del sur de Bagdad Oriental que podría añadir 2.000 millones de barriles de crudo medio y ligero a las reservas de petróleo del país. 
Según un estudio estadounidense de mayo de 2007, entre 100.000 barriles diarios (16.000 m³/d) y 300.000 barriles diarios (48.000 m³/d) de la producción de petróleo declarada por Irak en los últimos cuatro años podrían haberse desviado mediante corrupción o contrabando. En 2008, Al Jazeera informó de que se habían contabilizado indebidamente 13.000 millones de dólares de los ingresos petroleros iraquíes, de los cuales 2.600 millones están totalmente en paradero desconocido. Según algunos informes, el gobierno ha reducido la corrupción en la contratación pública de petróleo; sin embargo, persisten informes fiables de sobornos y comisiones ilegales a funcionarios.
El 30 de junio y el 11 de diciembre de 2009, el Ministerio de Petróleo iraquí adjudicó contratos de servicios a empresas petroleras internacionales para algunos de los numerosos yacimientos petrolíferos de Irak. Entre los yacimientos petrolíferos contratados se encuentran el "supergigante" yacimiento petrolífero de Majnoon, el yacimiento de Halfaya, el yacimiento de Qurna Occidental y el yacimiento de Rumaila BP y China National Petroleum Corporation ganaron un acuerdo para desarrollar Rumaila, el mayor yacimiento petrolífero iraquí. El 14 de marzo de 2014, la Agencia Internacional de la Energía afirmó que la producción de petróleo de Irak aumentó en medio millón de barriles diarios en febrero, hasta alcanzar una media de 3,6 millones de barriles diarios. El país no había bombeado tanto petróleo desde 1979, cuando Sadam Huseín subió al poder. Sin embargo, el 14 de julio de 2014, cuando las luchas sectarias se habían apoderado del país, las fuerzas del Gobierno Regional del Kurdistán se hicieron con el control de los yacimientos petrolíferos de Bai Hassan y Kirkuk, en el norte del país, arrebatándoselos a Irak. Bagdad condenó la toma y amenazó con "graves consecuencias" si no se devolvían los yacimientos. En 2018, la ONU estimó que el petróleo representaba el 99% de los ingresos de Irak. En 2021, el sector petrolero proporcionaba alrededor del 92% de los ingresos en divisas.
Irak ha anunció el descubrimiento de un nuevo yacimiento petrolífero en el grupo de campos del sur de Bagdad Oriental que podría añadir 2.000 millones de barriles de crudo medio y ligero a las reservas de petróleo del país. 

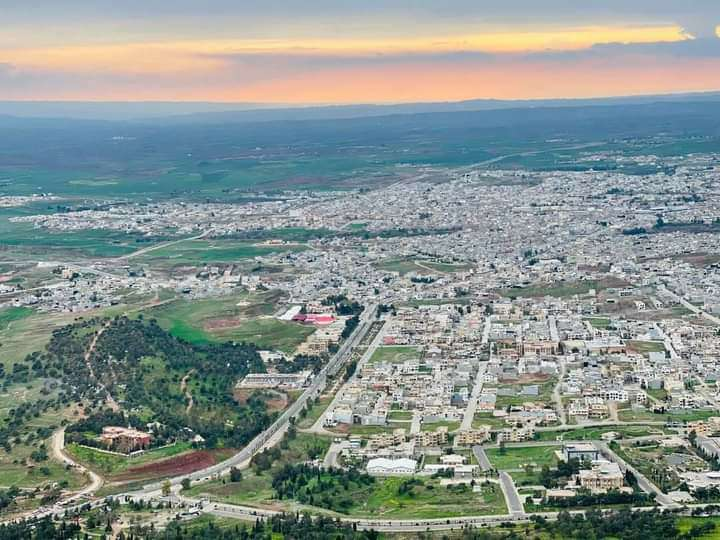
Vista de la ciudad de Koya en Irak

## Demografía

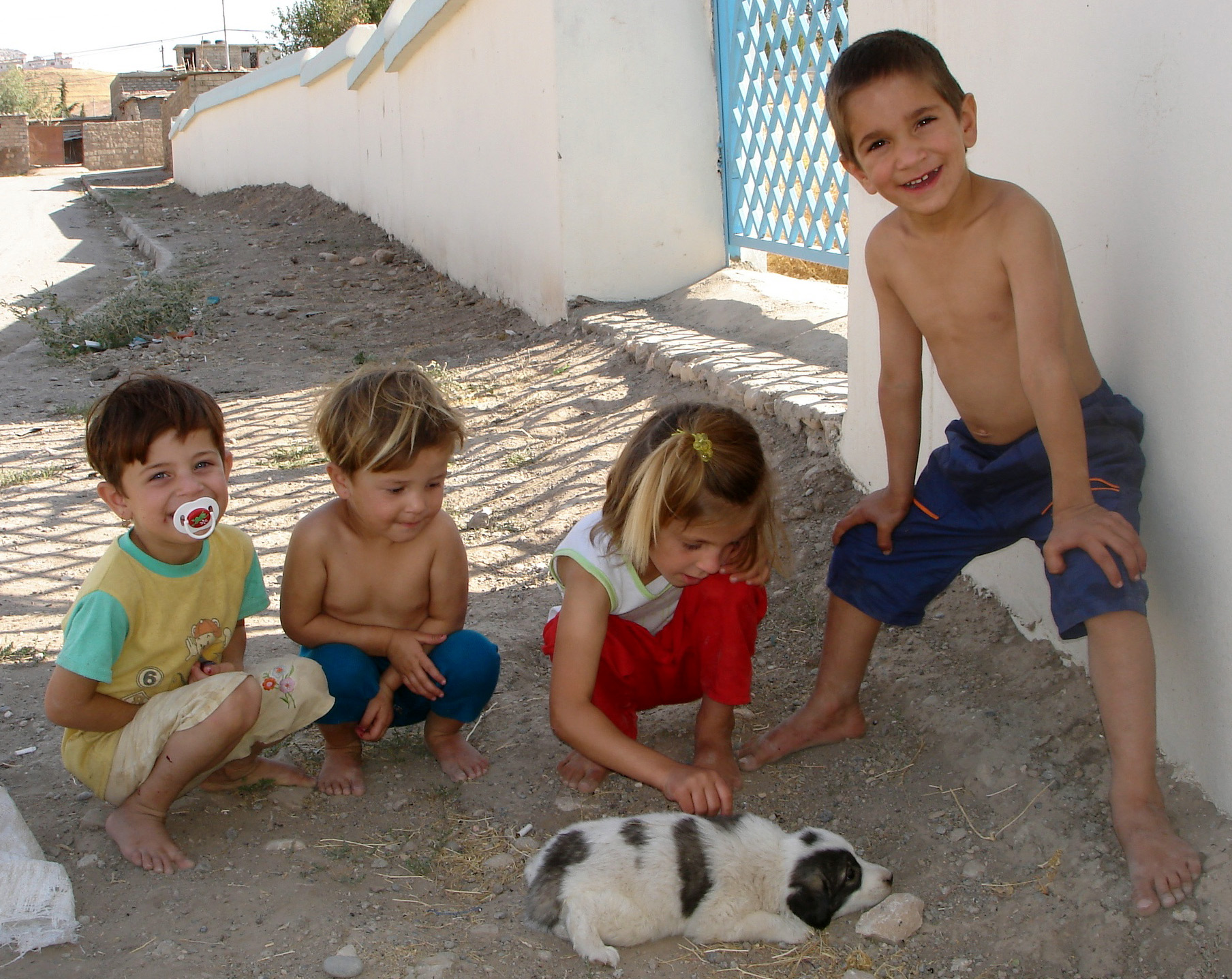
Niños, Solimania

Evolución demográfica:
- 1867: 1,3 millones.
- 1895: 1,9 mill.
- 1914: 2,6 mill.
- 1919: 2,9 mill.
- 1933: 3,5 mill.
- 1945: 4.611.400 (censo).
- 1958: 6.488.000.
- 1979: 12.650.000.
- 1987: 16.335.200 (censo).
- 1997: 22.018.000 (censo).
- 2009: 31.234.000 (estimado).
- 2019: 40 853 637 (censo)
- 2020: 42,556,984 [110]
- 2021: 43,533,592 [110]
- 2022: 44,496,122 [110]
- 2023: 45,504,560 [110]
- 2024: 46,040,000 [111]

### Idiomas
Es un país oficialmente bilingüe, siendo el árabe y el kurdo los idiomas oficiales, el árabe es hablado en la mayor parte del país, el kurdo es la lengua de la Región autónoma Kurda o Kurdistán Iraquí, llamada así desde la administración del partido Baath en los años 1970 y 1980. Dicha región tiene el derecho de enseñar kurdo en sus escuelas.

### Etnias
Un estudio del Al-Quds Press Research Center, con sede en Londres, da la siguiente composición étnica:
- Árabes: 82-84 %
- Kurdos, turcomanos, etc.: 16-18 %

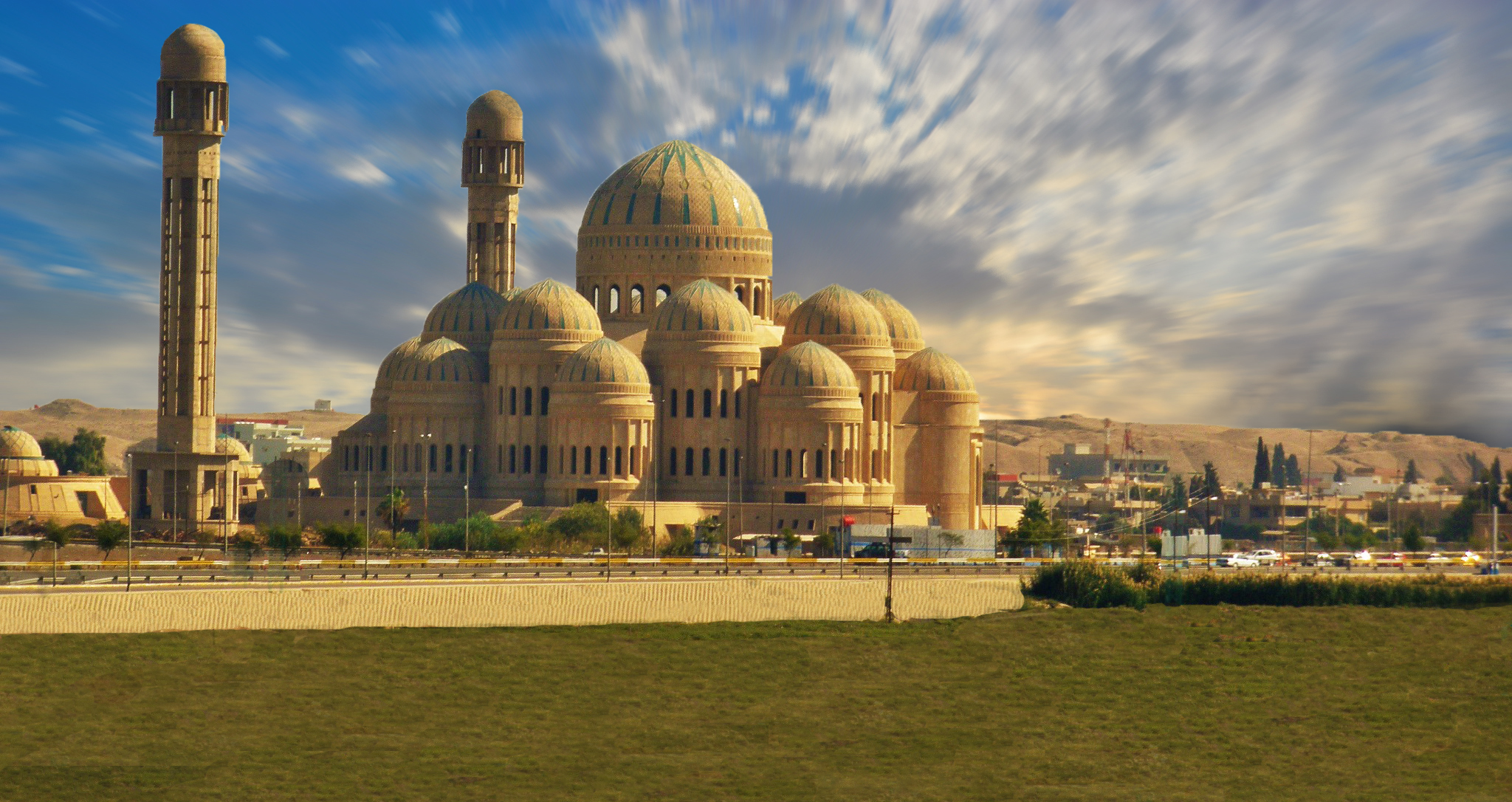
Gran Mezquita de Mosul

### Religión
Irak es un país predominantemente musulmán. Los chiíes constituyen más de la mitad de la población (55%), principalmente en el sur y en el distrito de Ciudad Sadr de Bagdad. El representante más importante de la comunidad chií es el ayatolá Ali al-Sistani, especialmente influyente desde el derrocamiento del gobierno de Sadam Huseín.
En cuanto a los suníes, están presentes en el centro (región de Bagdad y Asiria), a los que hay que añadir grupos más o menos numerosos de yezidíes y mandeístas.

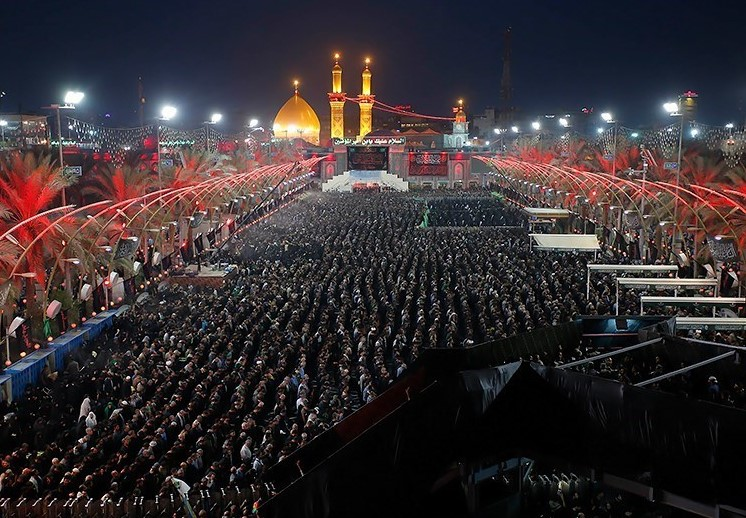
Peregrinos frente a la Mezquita de Al Abbas

Los cristianos (en particular la comunidad caldea), estimados en más de un millón antes de 2003, han sido desde entonces objeto de numerosas persecuciones, y dos tercios de ellos emigraron en la década siguiente, tendencia que continuó con la aparición del Estado Islámico.
Antes de 2016 había unos 550.000 yezidíes, pero con el paso del Estado Islámico, 100.000 se habrían exiliado a otros países y unos 10.000 estarían desaparecidos. En la actualidad, hay unos 430.000 yezidíes en Irak, principalmente en Sinjar, en el Kurdistán. Antes de 2003, bajo el régimen de Sadam Huseín, era difícil obtener estimaciones del número de yezidíes en Irak. La cifra de 60.000 yezidíes practicantes circulaba regularmente, pero el régimen de Sadam Huseín daba cifras muy bajas. 
Había indicado, por ejemplo, que quedaban menos de 3.500 seguidores del yezidismo en Irak: sin embargo, esta estimación se consideraba poco creíble. Con la llegada del ejército estadounidense en 2003, durante la segunda guerra del Golfo, y la instauración de un régimen democrático en Iraq, se estableció, tras numerosas comprobaciones, que había varios cientos de miles de adeptos de la religión yezidí en Iraq, estimación que sorprendió a historiadores y especialistas en religiones de Oriente Próximo, etc. También hay bahaíes, pero se desconoce el número de creyentes de este movimiento religioso en Iraq. También hay un grupo muy pequeño de ahmadíes, concentrados principalmente en Bagdad, cuyo número se desconoce.

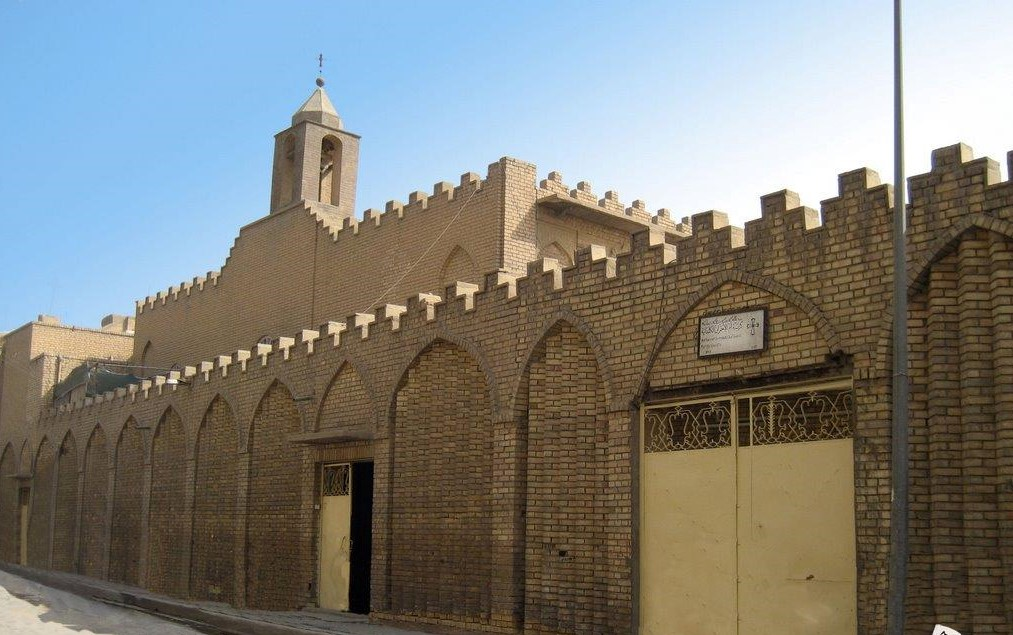
Catedral católica de Nuestra Señora de los Dolores en Bagdad

El ateísmo ha aumentado en los últimos años. Los agnósticos también serían numerosos, debido al hastío de muchos ciudadanos iraquíes, hartos de los conflictos desde finales de los años setenta, y cansados de las rencillas entre chiíes y suníes, los atentados de extremistas de ambas corrientes religiosas, la inseguridad, etc. El país también está muy marcado por la presencia de chiíes y suníes. El país también está muy influido por la historia del socialismo árabe, sobre todo desde los años 50, y el panarabismo, con el partido Baath, y unas ideas laicas muy arraigadas, en parte derivadas del kemalismo turco, lo que explica que muchos iraquíes tengan un islam muy moderado y rechacen el islam político, tal y como se practica en el vecino Irán.

### Educación

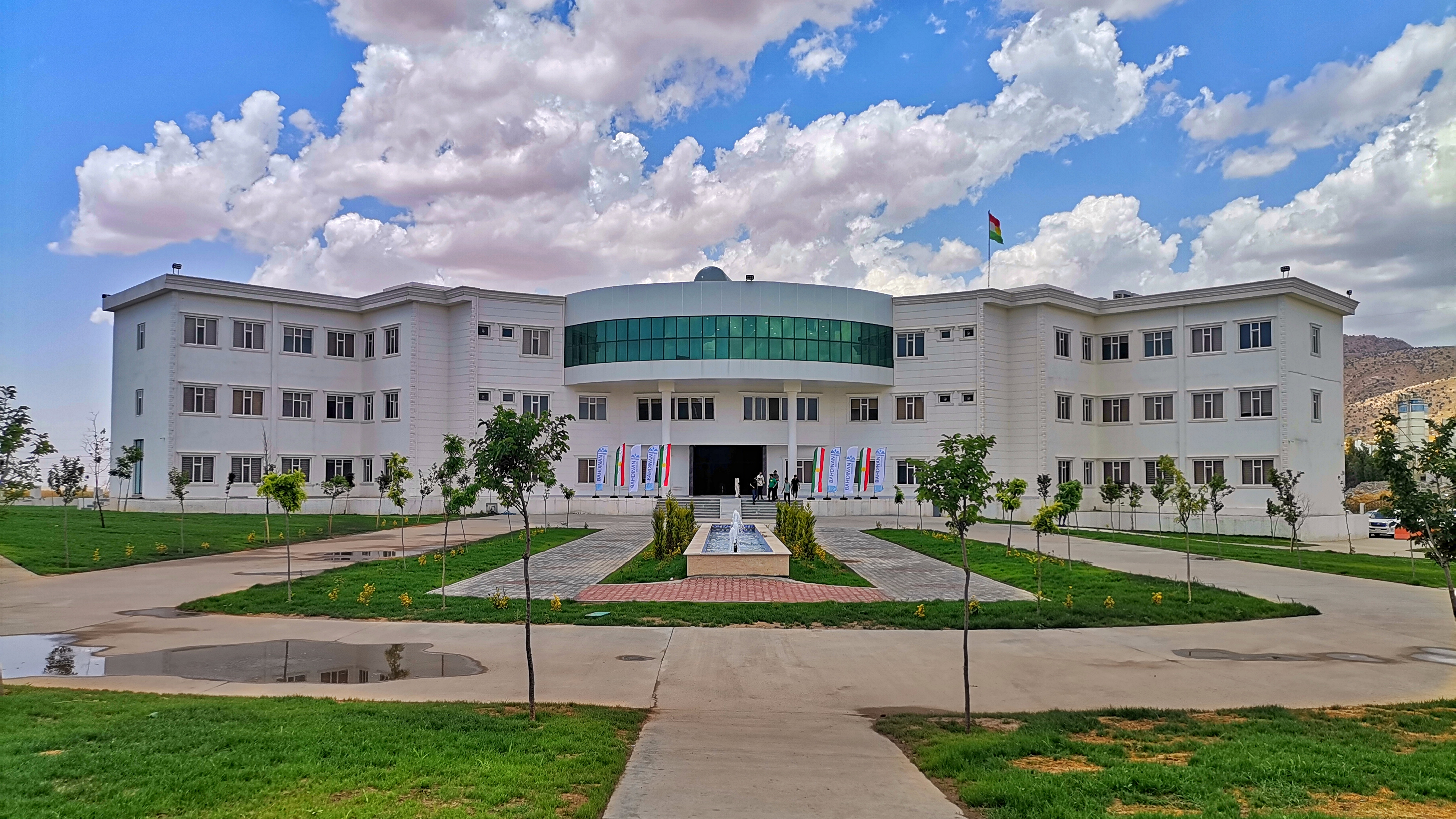
Instituto técnico de Ararat

En 1982, Irak recibió el premio de la UNESCO por sus esfuerzos en la lucha contra el analfabetismo (la tasa de alfabetización femenina, que en 1986 era del 87%, era la más alta de la región en ese momento). El analfabetismo volvió a aumentar en la década de 1990 debido a las sanciones económicas.

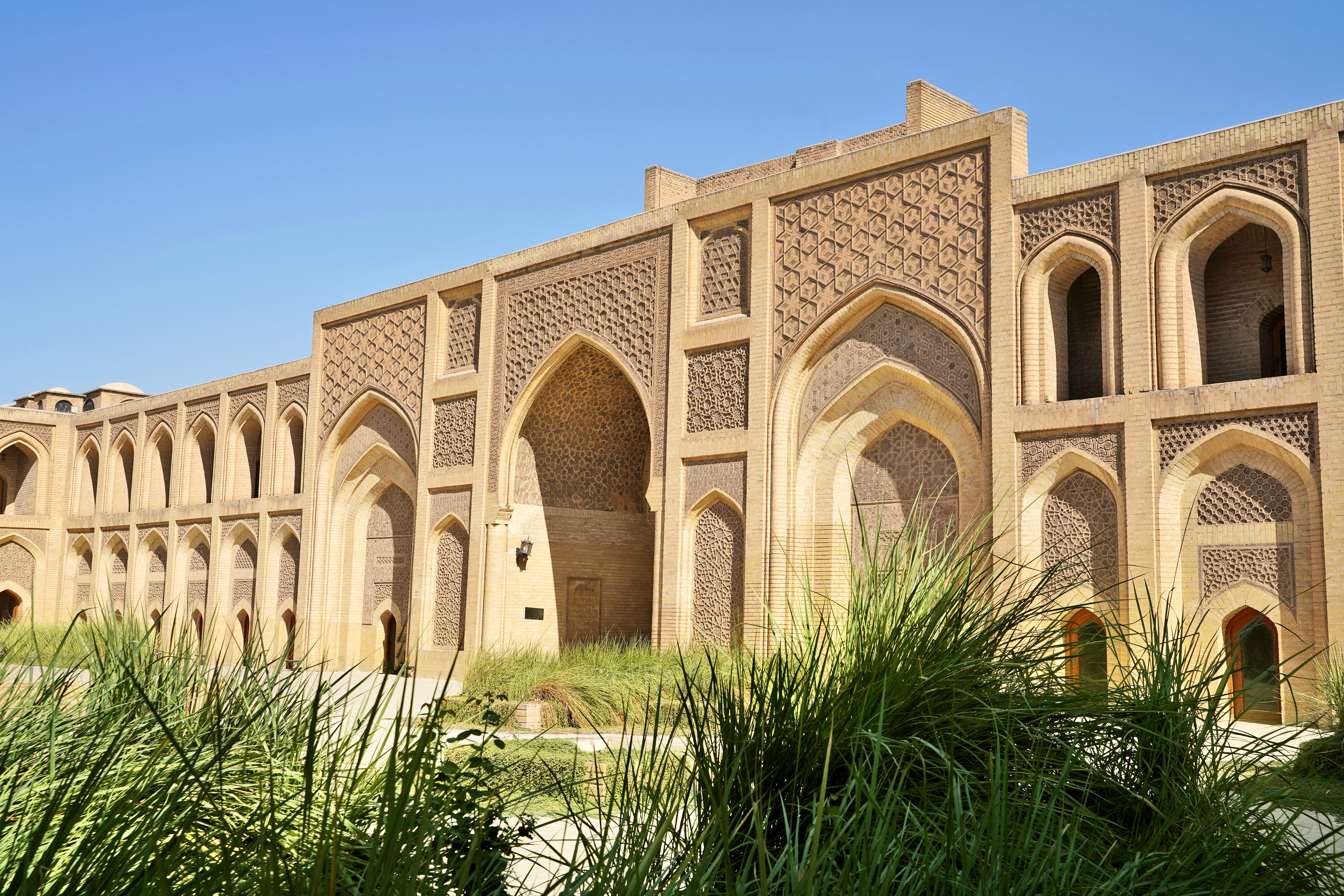
Universidad de Al-Mustansriah

Según un informe de UNICEF publicado en 2018, la mayoría de los niños desfavorecidos no reciben «ningún apoyo gubernamental», lo que tiende a acentuar las brechas y las desigualdades. En la educación en particular, donde las necesidades siguen siendo «inmensas» después de años de conflicto. La mitad de las escuelas públicas de Irak necesitan ser rehabilitadas y el país necesita otras 7500 escuelas. 
El 92 % de los niños están matriculados en la escuela primaria, pero solo un poco más de la mitad de los niños desfavorecidos terminan la escuela primaria. La brecha se amplía aún más en la educación secundaria y superior, «donde menos de una cuarta parte se gradúa (23 %), en comparación con las tres cuartas partes de los niños procedentes de medios acomodados (73 %)». Por otra parte, solo el 40 % de los niños están totalmente vacunados, y menos del 40 % de la población tiene acceso al agua potable en sus hogares, lo que pone a los niños en grave riesgo de contraer enfermedades transmitidas por el agua.

## Cultura

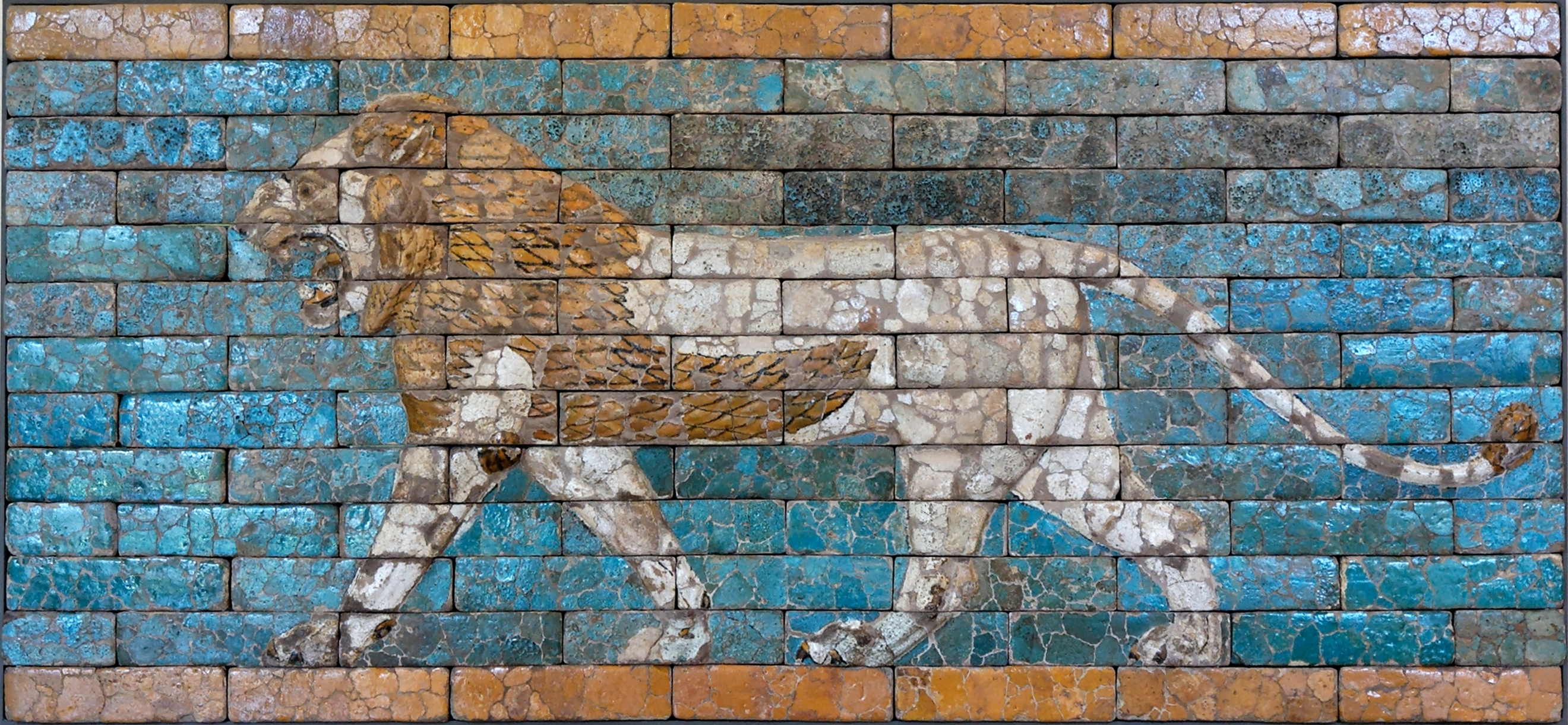
El león de Babilonia, fragmento de la Puerta de Istar, se ha convertido en un icono de la cultura iraquí.

Irak es un país de un patrimonio amplio y variado, donde hay musulmanes, cristianos, judíos, y asirios, entre muchos otros. Muchos han contribuido a la amplia gama de cultura iraquí.
La música tradicional se compone de instrumentos como laúdes, flautas, violines, tambores y panderetas. Ahora, sin embargo, hay muchos artistas jóvenes de generación pop, rap y otros géneros musicales. Kulthum y Fairouz son dos mujeres cantantes famosas por su voz y sobre todo queridas en Irak. De hecho, la guitarra común, un emblema de América, evolucionó a partir de la guitarra del antiguo Irak.
Las casas de té se encuentran dispersos en Irak, y en la tarde hay un hábito para los comerciantes que es retirarse en el fondo con amigos cercanos para tomar el té, una siesta «iraquí».

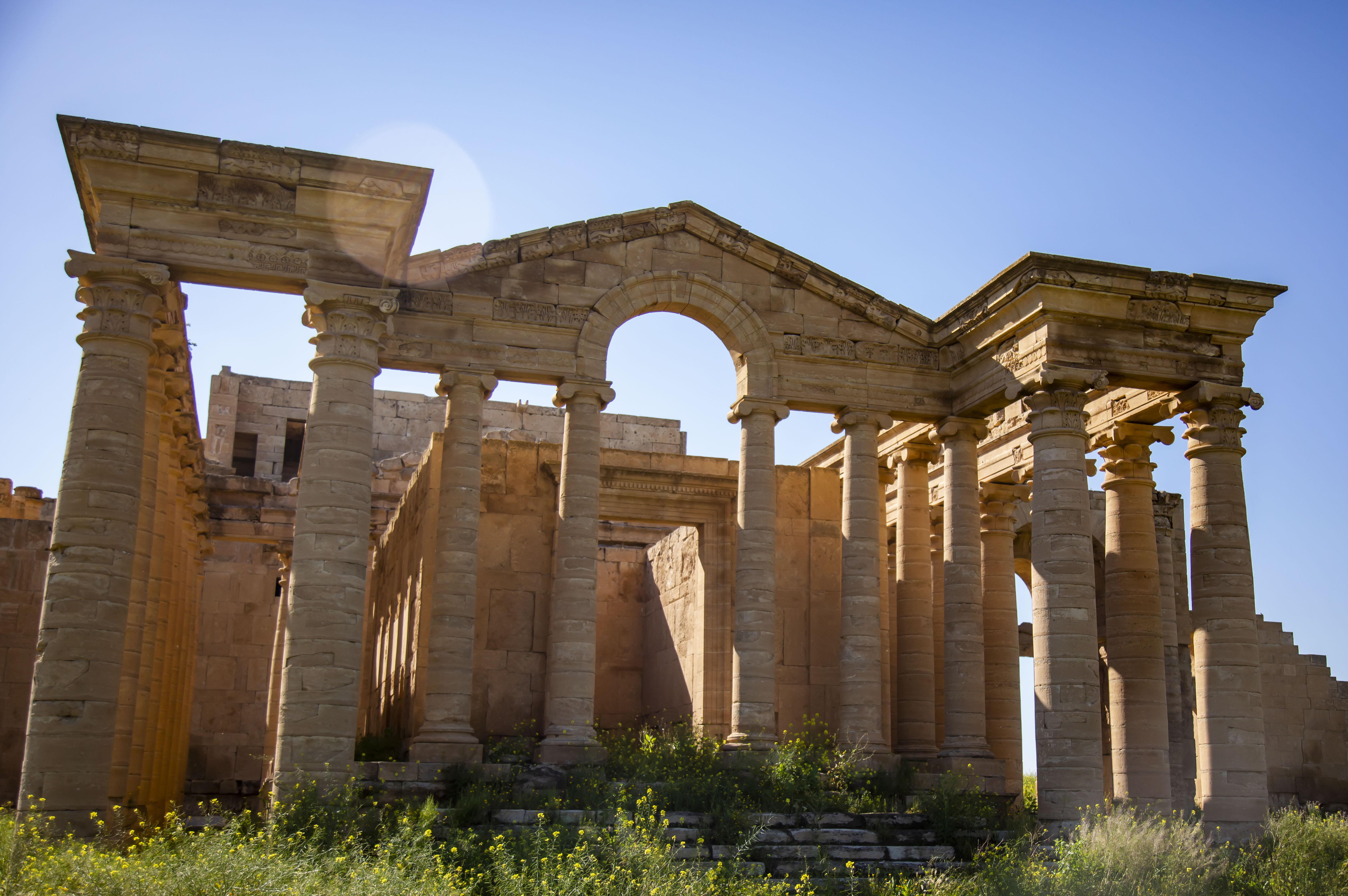
Fachada de templo en Hatra, declarada Patrimonio de la Humanidad por la UNESCO en 1985.

Los ritos de paso se centran principalmente en los niños escolarizados lo suficiente para leer el Corán. El Corán es quizás uno de los textos más difíciles de leer, por la profundidad de sentido y debido a la gran dificultad de los sonidos que demandan los árabes de las cuerdas vocales humanas. Los niños con menos errores de pronunciación son llamados hafiz o «memorizadores». Por lo general, hay una gran celebración en honor al niño.
Los matrimonios y nacimientos son una parte enorme para la vida iraquí. Es común tener cientos de personas asistiendo a las bodas. Aunque hay algunos matrimonios arreglados, una pareja debe aceptar antes de entrar a ella, y son muy bajas las tasas de divorcio en Irak, aunque es aceptable y bastante fácil en virtud de la doctrina islámica.
Sin embargo, los árabes creen que la sabiduría viene con arrugas en la vejez, por lo que los abuelos y padres son altamente respetados. Es visto como una desgracia sí un niño es públicamente grosero a alguien de la generación mayor.
Al igual que otras naciones árabes, la mano izquierda se utiliza para las actividades sanitarias, incluyendo el baño, y la mano derecha se utiliza para la comida y para saludar; ofreciendo sacudir con la mano izquierda puede ser percibido como un insulto, y comer con la mano izquierda, vergonzoso. Los iraquíes son personas apasionadas, y sus conversaciones pueden ser adornadas con muchos gestos con las manos.

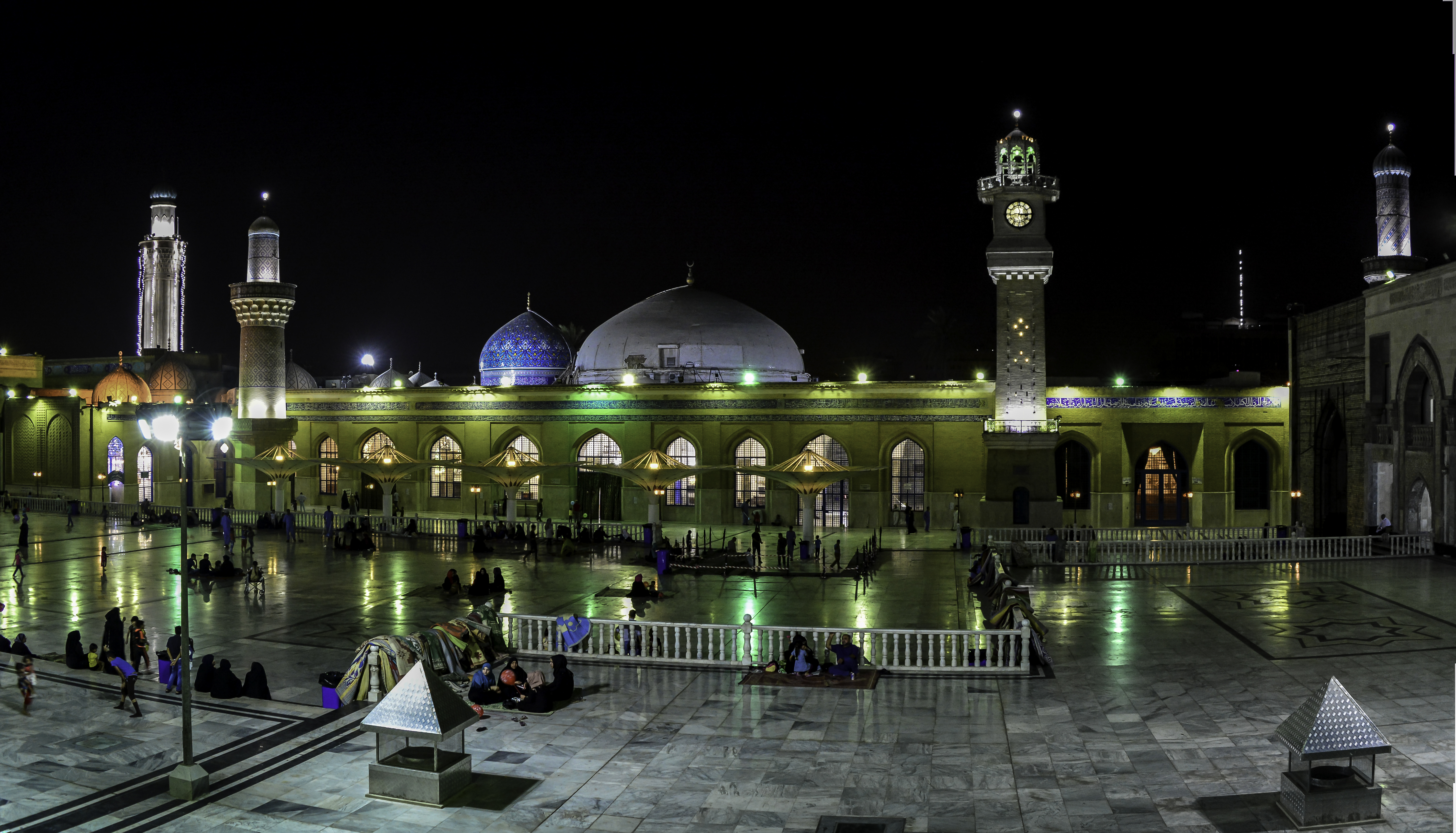
Mausoleo de Abdul-Qadir Gilani

La generosidad es un valor en la cultura iraquí, y es visto como grosero menospreciar pedir un favor. Esto se acentúa especialmente durante el mes de Ramadán, cuando sea necesario dar donaciones a los pobres. Muchas familias, ricas o pobres, cocinan para las personas sin hogar, o los invitan a cenar. Algunos preparan baklava o un plato de kebab para ellos.

### Arquitectura
La arquitectura de Irak tiene una larga historia, que abarca varias culturas distintas y se extiende desde el X milenio a. C., y presenta arquitectura mesopotámica y abbasí. Entre los arquitectos modernos más destacados figuran Zaha Hadid, Basil Bayati, Rifat Chadirji y Hisham N. Ashkouri.

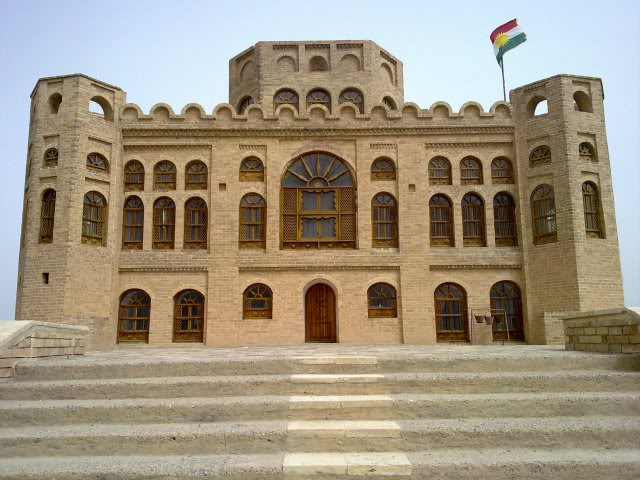
Castillo de Sherwana

Entre las instituciones culturales importantes de la capital se encuentra la Orquesta Sinfónica Nacional Iraquí, cuyos ensayos y actuaciones se interrumpieron brevemente durante la ocupación de Irak, pero desde entonces han vuelto a la normalidad. El Teatro Nacional de Irak fue saqueado durante la invasión de 2003, pero se está intentando restaurarlo. La escena teatral recibió un impulso en la década de 1990, cuando las sanciones de la ONU limitaron la importación de películas extranjeras. Hasta 30 salas de cine se convirtieron en escenarios, donde se representaban comedias y obras dramáticas.
Entre las instituciones que imparten educación cultural en Bagdad destacan la Academia de Música, el Instituto de Bellas Artes y la Escuela de Música y Ballet de Bagdad. Bagdad también cuenta con varios museos, como el Museo Nacional de Irak, que alberga la mayor y mejor colección del mundo de artefactos y reliquias de las antiguas civilizaciones iraquíes, algunos de los cuales fueron robados durante la ocupación de Irak. En 2021, se anunció que Irak había recuperado unos 17.000 artefactos saqueados, lo que se consideró la mayor repatriación.

La capital, Ninus o Nínive, fue tomada por los medos bajo Cyaxares, y unos 200 años después Jenofonte pasó sobre su emplazamiento, entonces meros montículos de tierra. Permaneció enterrada hasta 1845, cuando Botta y Layard descubrieron las ruinas de las ciudades asirias. Los principales restos son los de Khorsabad, a 16 km al noreste de Mosul; los de Nimroud, supuestamente la antigua Calah; y los de Kouyunjik, con toda probabilidad la antigua Nínive. En estas ciudades se han encontrado fragmentos de varios grandes edificios que parecen haber sido templos-palacio. Estaban construidos principalmente con ladrillos secados al sol, y todo lo que queda de ellos es la parte inferior de los muros, decorada con esculturas y pinturas, partes de los pavimentos, algunos indicios de la elevación y algunas obras relacionadas con el drenaje.

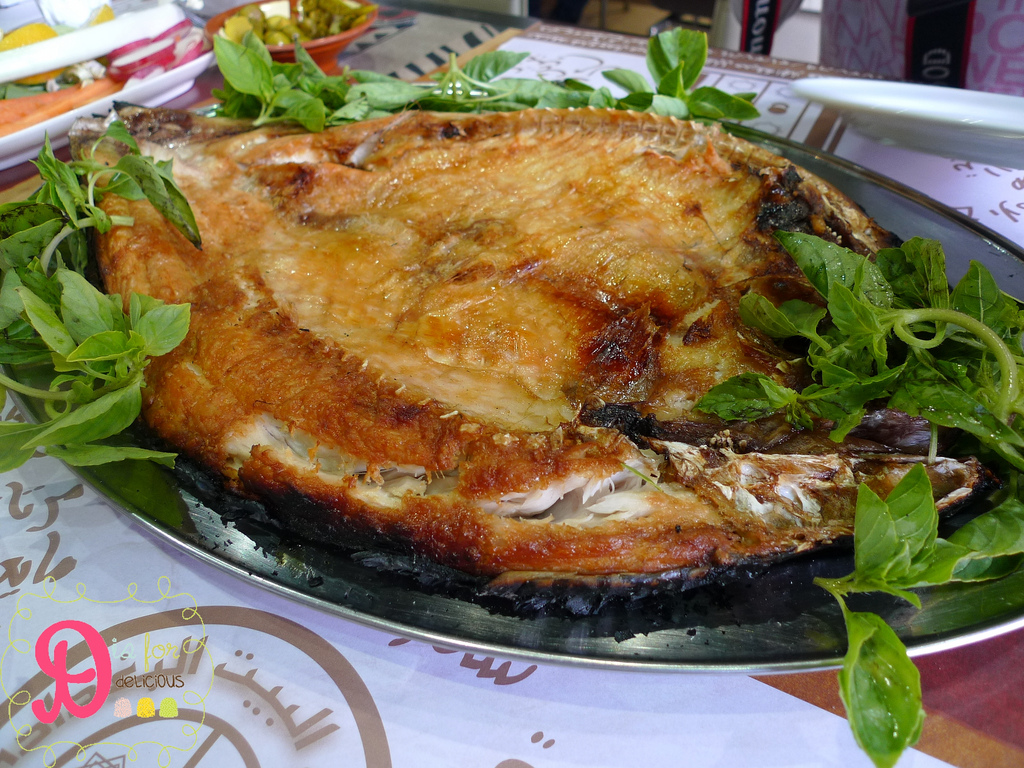
Masgouf, denominado como el plato nacional iraquí

### Gastronomía

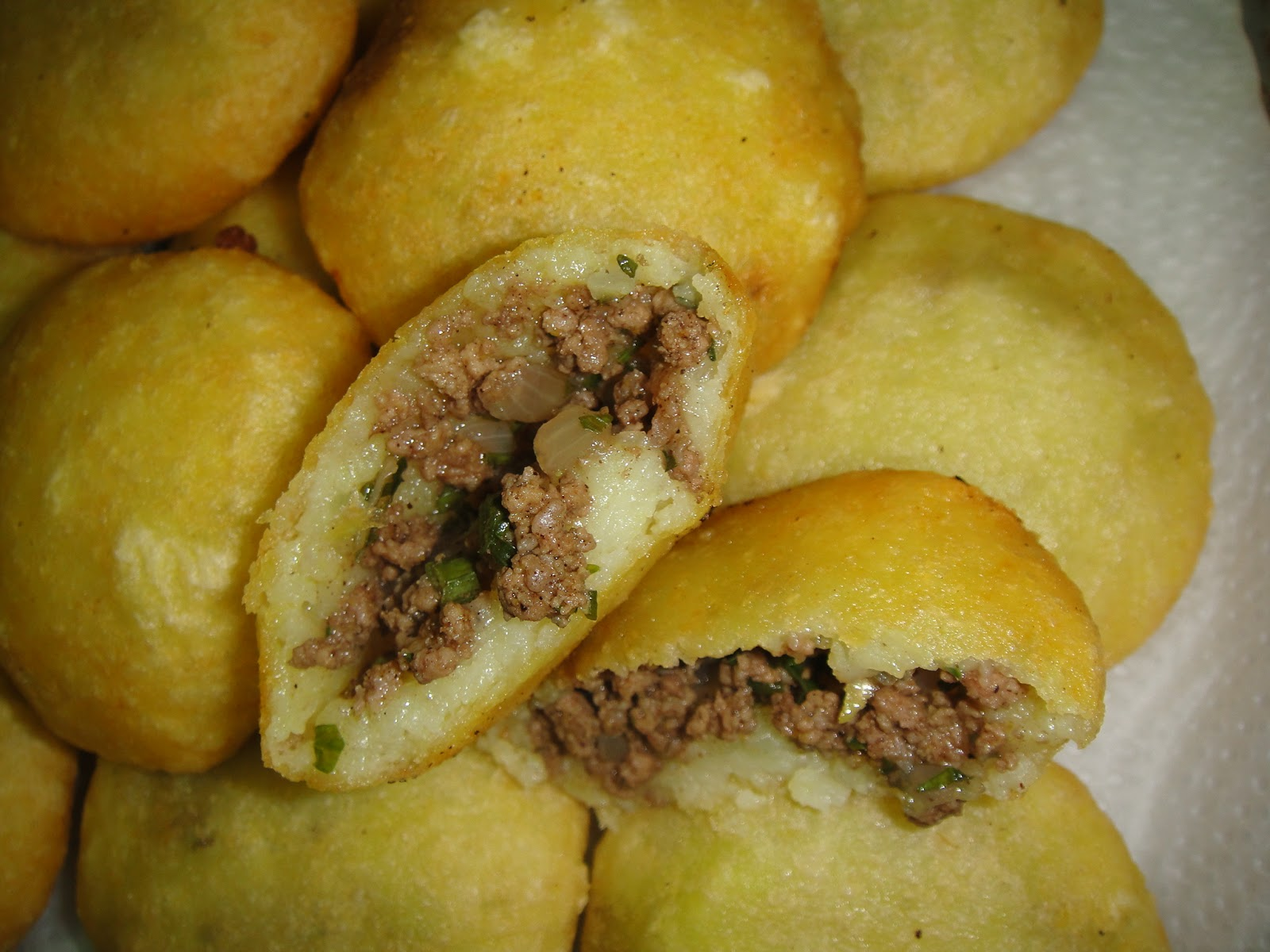
Kubbah, una variante tradicional iraquí del Kibbeh.

Los antecedentes de la cocina iraquí se remontan a unos 10 000 años – con influencia de los antiguos imperios sumerios, acadios, babilonios, asirios y de los antiguos persas. Las tabletas de arcilla sumerias que se encuentran en las antiguas ruinas en Irak muestran recetas preparadas en los templos durante las fiestas religiosas – siendo una representación de los primeros libros de cocina en el mundo. El antiguo Irak, o «Mesopotamia», fue la cuna de muchas civilizaciones sofisticadas y altamente avanzadas, en todos los campos del conocimiento – incluso en las artes culinarias. Sin embargo, fue en la época medieval, en la época en la que Bagdad era la capital del califato Abasí, cuando la cocina iraquí alcanzó su cenit. Hoy en día, la cocina de Irak refleja esta rica herencia, así como fuertes influencias de las tradiciones culinarias de los vecinos Turquía, Irán y del área de la «Gran Siria».
Algunos de los ingredientes característicos de la cocina Iraquí incluyen – las verduras como la berenjena, tomate, ocra, cebolla, papa, calabacín, ajo, morrón y chile, cereales, tales como arroz, bulgur trigo y cebada, y las legumbres tales como lentejas, garbanzos y frijoles blancos, frutas tales como dátiles, pasas, albaricoques, higos, uvas, melón, granada y frutas cítricas, como limón y lima.
De igual manera, con otros países de la Oriente Próximo, el pollo y especialmente el cordero son las carnes favoritas. La mayoría de los platos se sirven con arroz, por lo general basmati, que se cultiva en la marismas de Mesopotamia del sur de Irak. El bulgur y el trigo son utilizado en muchos platos – de haber sido alimentos básicos en el país desde los días de los antiguos asirios.

## Deporte

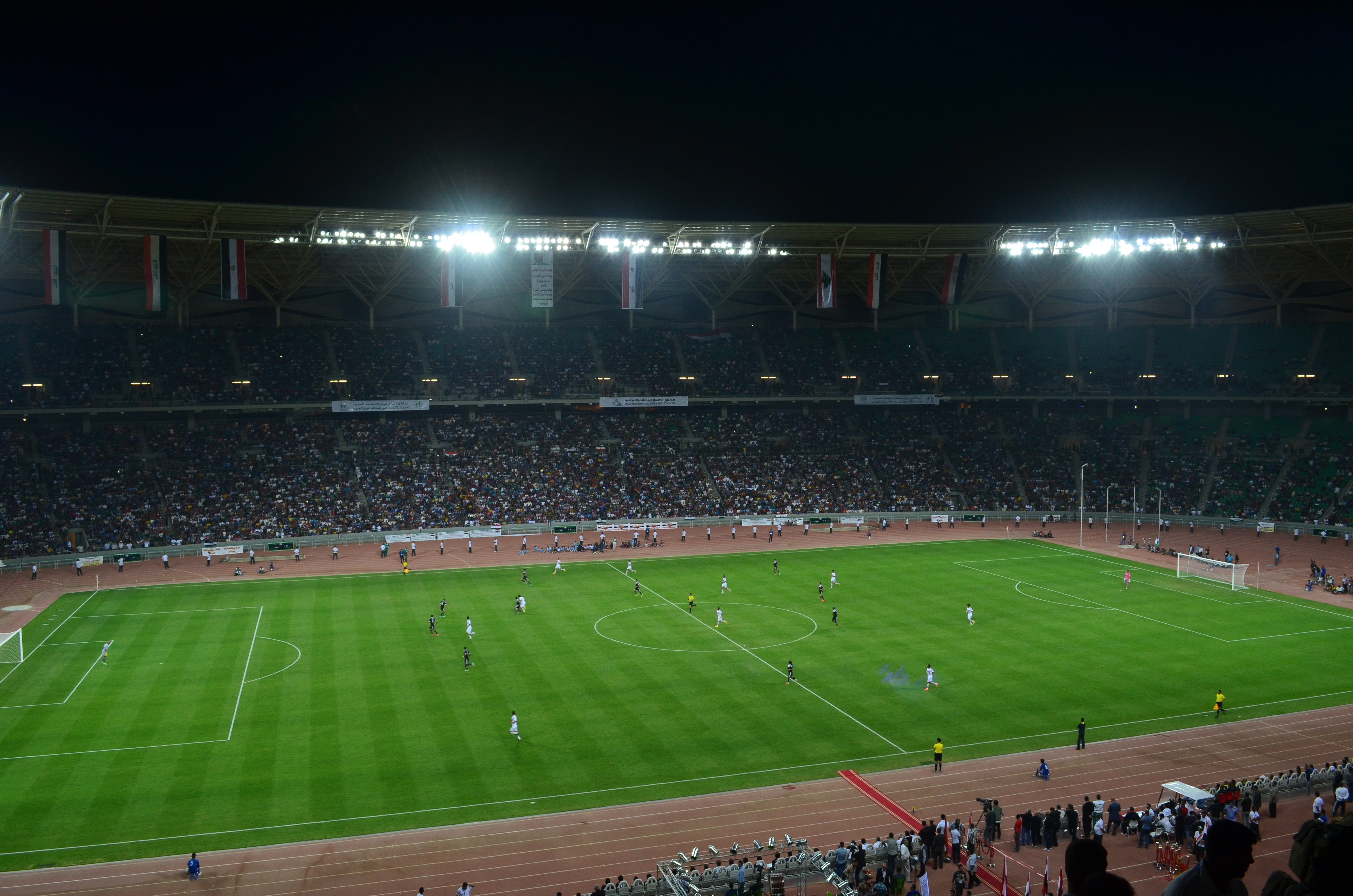
Estadio Ciudad Deportiva de Basora

En Irak se practica y se sigue una gran variedad de deportes. El fútbol es el deporte y la afición más popular en Irak. El fútbol es un considerable factor de unión, tras años de guerra y disturbios. El baloncesto, la natación, la halterofilia, el culturismo, el taekwondo, el boxeo, el kickboxing y el tenis son también deportes y aficiones populares.
La popularidad del deporte en Irak es reciente y se debe al régimen Baath, que asumió el poder en 1968. Se centraba principalmente en establecer su autoridad obligando a la sociedad a adoptar su ideología y el deporte no reflejaba esta orientación radical. Sin embargo, a finales de la década de 1970, el deporte empezó a atraer la atención. Debido al aumento de la riqueza que trajo consigo el alza de los precios del petróleo, se construyeron instalaciones deportivas en distintas partes del país. 
En particular, el fútbol floreció después de que se pusiera en marcha el fútbol nacional y el país acogiera también competiciones internacionales, atrayendo la participación de clubes de fútbol internacionales. La popularidad del deporte no mermó el entusiasmo iraquí ni siquiera durante el estallido de la guerra entre Irán e Irak en la década de 1980, cuando los jóvenes iraquíes tuvieron que servir a las fuerzas armadas. El ámbito deportivo sí sufrió durante el régimen de Sadam Huseín, cuando muchos atletas huyeron del país debido a las denuncias de malos tratos y torturas, sobre todo por parte de su hijo, Uday Husein.

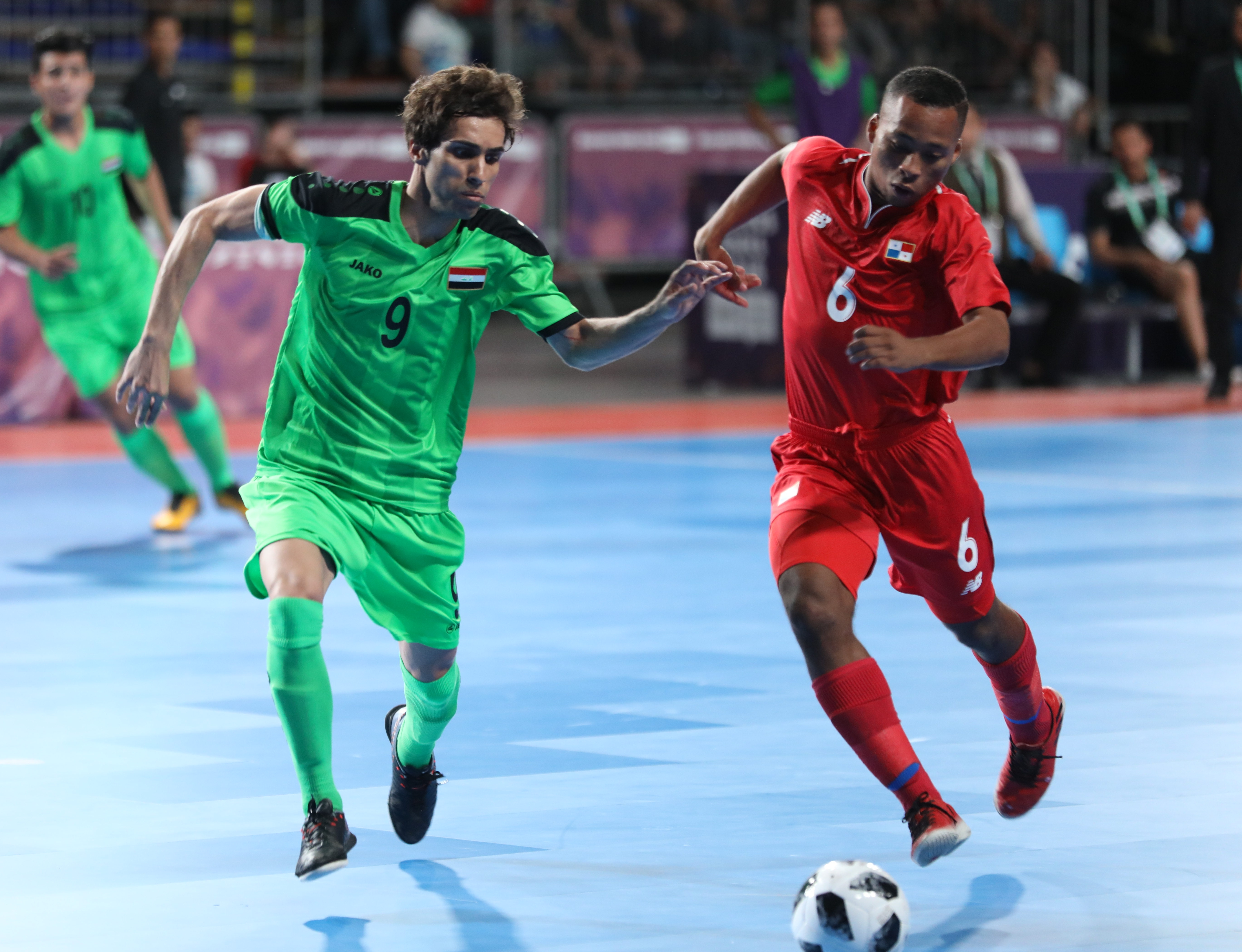
Partido entre las selecciones de Fútbol sala de Panamá e Irak en los Juegos olímpicos de la Juventud de 2018

La evolución reciente en el ámbito deportivo ha sido positiva para Irak, especialmente en fútbol y baloncesto. Estos deportes atraen a muchos seguidores, que abarrotan los estadios de ciudades como Bagdad.
El fútbol es el deporte más popular en Irak. Hoy en día, no es raro encontrar muchos pueblos iraquíes que tienen sus propios equipos de fútbol. La selección nacional de fútbol de Irak se proclamó campeona de la Copa Asiática 2007 tras derrotar a Arabia Saudí en la final, celebrada en Yakarta (Indonesia). En 2006, Irak alcanzó la final de fútbol de los Juegos Asiáticos de 2006, celebrados en Doha (Catar), tras derrotar a Corea del Sur, ex semifinalista de la Copa Mundial de la FIFA, y acabó como subcampeón, ganando la medalla de plata. En el torneo de fútbol de los Juegos Olímpicos de Verano de 2004, celebrados en Atenas (Grecia), Irak terminó en cuarta posición, y la selección nacional de fútbol de Italia se adjudicó el bronce por un solo gol de diferencia.
La Asociación Iraquí de Fútbol es el órgano rector del fútbol en Irak, y controla la selección nacional de fútbol iraquí y la Liga de las Estrellas de Irak. Fue fundada en 1948 y es miembro de la FIFA desde 1950 y de la Confederación Asiática de Fútbol desde 1971.